# ダイハツ・ハイゼット
ハイゼット（HIJET）は、ダイハツ工業株式会社が、主に日本国で貨物運送用に製造販売している軽自動車である。

## 概要
1960年（昭和35年）11月に発売され、2025年（令和7年）現在、軽自動車の車名で最も古い歴史を持つ。
初代モデルはボンネットタイプのライトバンと軽トラックであったが、2代目モデルから、キャブ・オーバー型のバンとトラックに変更される。この経緯は他社の軽貨物車にも通ずる。さらに9代目モデルのバン改めカーゴからセミ・キャブ・オーバー 型に変更され、現在に至る。
ハイゼットトラックは、2010年（平成22年）1月から2024年（令和6年）12月までの15年連続で、日本国内で販売されているトラック（軽・小型・普通）の車名別年間販売台数で首位の座を維持している。
2021年（令和3年）10月20日には、グッドデザイン・ロングライフデザイン賞をダイハツ車として初めて受賞した。
なお、本稿では以下のモデルについても便宜上記述する。
- ハイゼット360
  - ハイゼット550
    - ハイゼット55ワイド
- 以下、トラック系モデル。
  - ハイゼットキャブ
  - ハイゼットピックアップ - 7・8代目トラックにおける名称
  - ハイゼットパネルバン
  - ハイゼットダンプ
    - ハイゼットローダンプ

  - ハイゼットiS
  - ハイマックス - 10代目トラックのインドネシア仕様
- 以下、バン系モデル。
  - ハイゼットバン
    - ハイゼット電気自動車

  - ハイゼットカーゴ
    - ハイゼットカーゴ ハイブリッド

  - ハイゼットデッキバン - 単独記事があるため、標準仕様のバン・カーゴとリンクする内容のみ記述。

### バリエーション
ハイゼットは早くから電気自動車をラインナップしていることでも知られ、その歴史は1968年（昭和43年）発売の3代目に始まり累計1,000台以上販売された。10代目では、 トヨタ自動車のハイブリッド・システムを利用した、ハイゼットカーゴ ハイブリッドが販売したが、販売台数は400台にとどまった。2022年（令和4年）7月には、スズキ株式会社、トヨタ自動車株式会社ならびにCommercial Japan Partnership Technologies株式会社と共同で、商用軽バン電気自動車を開発すると発表している。
ボディバリエーションも多く、6代目のトラックに設定された、キャビン後方を延長し、スペースを広く取ったハイゼットジャンボや、7代目以降のバンをベースに、リヤの荷室部分をオープンデッキ化した「ハイゼット デッキバン」などは、オリジナリティーあふれるモデルとして人気が高い。デッキバンは、実際にバンのホワイトボディを切断し、手作りで生産されており、届出上は改造車、いわゆる「マル改」となる。この生産方式はのちに「リーザスパイダー」にも活かされた。
介護用のスローパーとリアシートリフト、省エネ仕様の電気自動車、ハイブリッド、CNG仕様、パネルバン、ダンプ、冷凍車、消防車、霊柩車などバリエーションは過去に販売されていたものも含めると80種類以上になる。

### OEM供給
2010年（平成22年）9月28日、トヨタが2011年（平成23年）9月以降、軽自動車事業に参入することを発表し、ダイハツからハイゼットトラックおよび同カーゴをOEM供給することを発表した。そして、2011年（平成23年）12月1日にトヨタへ『ピクシストラック』・『ピクシスバン』としてOEM供給を開始した。更に2012年（平成24年）4月2日には富士重工業（現・SUBARU）へ『サンバー』（トラック・カーゴ（バン）ともに）としてOEM供給を開始し、これによりハイゼットは3ブランドで販売される3姉妹車となった。

### 日本国外生産
急激に円高傾向が強まった1985年（昭和60年）頃から、輸出を減らし、現地生産する方針を採った。
- イタリア：ピアッジオと組み、1992年11月から2002年2月まで、7代目ハイゼットのトラックとバン・ワゴンをイタリアで生産していた[7]。ダイハツ版は「ハイゼット」、ピアッジオ版は「ポーター」の名称であり、ダイハツ製の1.3Lガソリンエンジンと、ロンバルディーニ製の1.4Lディーゼルエンジンが選べた[7]。当時、ディーゼルエンジンの設定は、この欧州向けモデルのみであった。ピアッジォとの関係が解消した2002年以降は、ピアッジォがポーターのみを2021年まで出荷した[7]。
- 韓国：は、亜細亜自動車（現：起亜自動車）により「タウナー」という名称にし韓国で生産された。韓国らしくLPGエンジンがメインで、日本では石油関連の業界団体の猛反発により普及しなかった、LPiも選択可能。ガソリンエンジン車は、南米向けに、輸出もされていた。
- インドネシア：現行10代目ハイゼットトラックをベースに直列3気筒DOHC12バルブの1KR-DE型1,000ccエンジンに換装し、現地の路面状況に最適な足回りのセッティングを施したハイマックス（詳細は後述参照）を現地のアストラ・ダイハツ・モーターにて生産。2016年11月10日に発売された。
- 中国：中華人民共和国では、異なった2系列のハイゼットが生産されている。
  - 天津汽車：6代目のS65系が「華利」として生産されているが、車名で呼ばれることはほとんどなく、通常は、「大発」の方が通りが良い。
トラックは「TJ1010」系で、ロングホイールベース版には本格的なダブルキャブ（TJ1010 SL1）が存在する。ワゴンは「TJ6300」系で、標準尺には標準ルーフとハイルーフが、ロングホイールベースにはミッドルーフとハイルーフが設定され、高級グレードの「G」には、非常に派手なメッキのグリルが備わる。
搭載されるエンジンは、同社がシャレードも生産していた関係から、シャレード用のCB型をベースとした、850ccのTN370Q型と、1,000ccのTN376Q型となっている。
「TJ6300」系は、他のアジア諸国同様、タクシーとしても使われている。
  - 柳州五菱汽車：こちらは、ゼブラのノックダウン生産で、部品類のほとんどを、インドネシアのアストラ・ダイハツ（ADM）から輸入し、天津汽車のシャレード用CB型、1,300ccの476Q型エンジンを縦置きに組み合わせている。

これらの日本国外生産車には、古くから1,000cc版が存在し、さらに、上級車種として「ハイゼット ゼブラ」や、ハイゼット1300が派生した。この末裔にあたるグランマックスは、2008年（平成20年）より日本へ輸入が開始され、同年2月からトヨタ・タウンエース、トヨタ・ライトエースとして販売されている。ダイハツブランドでの販売は無かったが、2020年（令和2年）6月タウンエースのマイナーチェンジのタイミングで日本導入されている。

## 初代（L35/L35V/L36/L36V）
需要構造の変化に着目し、1958年（昭和33年）ごろから軽三輪車に代わる軽四輪トラックの開発を始め、1960年（昭和35年）10月に開催された第7回全日本自動車ショウで発表した。
トラック（ハイゼット）
- L35型（1960年（昭和35年）から1966年（昭和41年）まで）
- L36型（1966年（昭和41年）から1967年（昭和42年）まで）

バン（ハイゼット ライトバン）
- L35V型（1961年（昭和36年）から1966年（昭和41年）まで）
- L36V型（1966年（昭和41年）から1967年（昭和42年）まで）

バン（ハイゼット パネルバン）
- L35V2型（1961年（昭和36年）から1966年（昭和41年）まで）
- L36V2型（1966年（昭和41年）から1967年（昭和42年）まで）

年譜
1960年（昭和35年）11月
トラックを発売した。
1961年（昭和36年）5月
バン（ライトバン及びパネルバン）を発売した。
1962年（昭和37年）10月
一部改良が施され、原動機の潤滑に分離供給方式（オイルマチック方式）を採用、ギア・レバーをフロアーからステリング・コラムに移動した。
1962年（昭和37年）12月13日
累計生産台数が10万台に達した。
1963年（昭和38年）11月
マイナーチェンジ。フロント周辺の意匠を大幅にフェイスリフト。コンパーノ（前期型）にやや似たフロントフェイスとなる。
1966年（昭和41年）10月
2度目のマイナーチェンジ。再びフロント周辺の意匠を変更。ラジエターグリルが更に大型化され、新たにフロントフェンダー前方側面に小丸型のターンシグナルランプが装備された。これに伴いZL型 空冷エンジン（L35型系）から、全車、水冷2サイクル・2気筒のZM型エンジンへ変更、L36型系となる。
1967年（昭和42年）11月まで2代目ハイゼットキャブと併売され、フルモデルチェンジでフェロー(L37系)のトラックとバンとなる。
採用部品等
- 全面ガラスは、藤原工業株式会社製を採用した[13]。
- 点火コイルは、株式会社阪神変圧器製作所製を採用した[14]。

## 2代目（S35P/S35V/S36P/S36V）
1963年（昭和38年）からキャブ・オーバー型の開発を始め、1964年（昭和39年）4月に発売した。当時は初代の追加車種とされたが、後年は2代目として数えられている。
トラック
S35P型 1964年-1966年
S36P型 1966年-1968年
バン
S35V型 1965年-1966年
S36V型 1966年-1968年
年譜
1964年4月
キャブ・オーバー型トラックを追加し、名称はハイゼットキャブとした。
発売当初はトラックのみのラインアップであり、三方開きと一方開きで荷台高さが異なっている。三方開きは平床で、一方開きは低床を採用しリアタイヤ部分が一段高い形状だった。
軽自動車初の4MTを採用した。
水冷4サイクル・4気筒・800ccのOHVエンジンを搭載したニューラインキャブ登場。
1965年11月
最初のマイナーチェンジ。若干のフェイスリフトが実施され、フロントベンチレーターが大型化された。これに伴いバンを追加。
1966年10月
2度目のマイナーチェンジ。空冷エンジン（S35型系）から全車水冷エンジン（S36型系）に換装されたため、フロントフェイス下部に既存のニューラインキャブ同様の意匠を持ったラジエターグリルが装着された。

## 3代目（S37P/S37V）

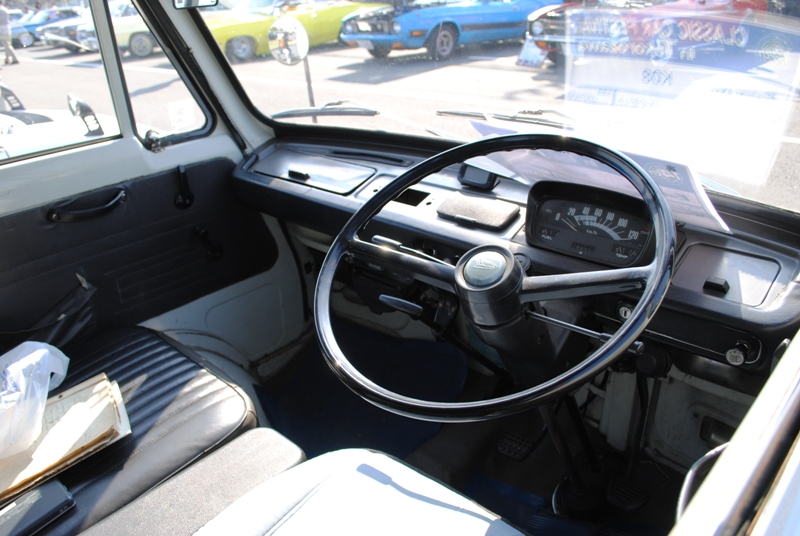
車内

トラック
S37P型 1968年-1971年
バン
S37V型 1968年-1972年
1968年4月
フルモデルチェンジ。ハイゼット電気自動車発表。
L35型系ハイゼットがフェローピックとフェローバンとなったため、名称もハイゼットキャブからハイゼットとなった。
軽キャブオーバー車初の角型ヘッドライト採用。基本ボディはトラックとバンの2種類。トラックは三方開きと一方開きで荷台高さが異るが、一方開きは2段フロアからタイヤカバー部のみが出っ張った形状に改善された。バンのバックドアは初代、および2代目ムーヴと同様のヒンジ式の横開きを採用した。そのフロントマスクが当時の人気タレント、大橋巨泉に似ていることから「巨泉ハイゼット」の通称を持つ。
1969年9月
マイナーチェンジ。フロントドアのヒンジを後ろから前へ変更、スーサイドドアを解消し、更にBピラー上部にサイドターンシグナルランプを標準装備した。
- 車内

## 4代目（S38P/S38V/S40P/S40V）

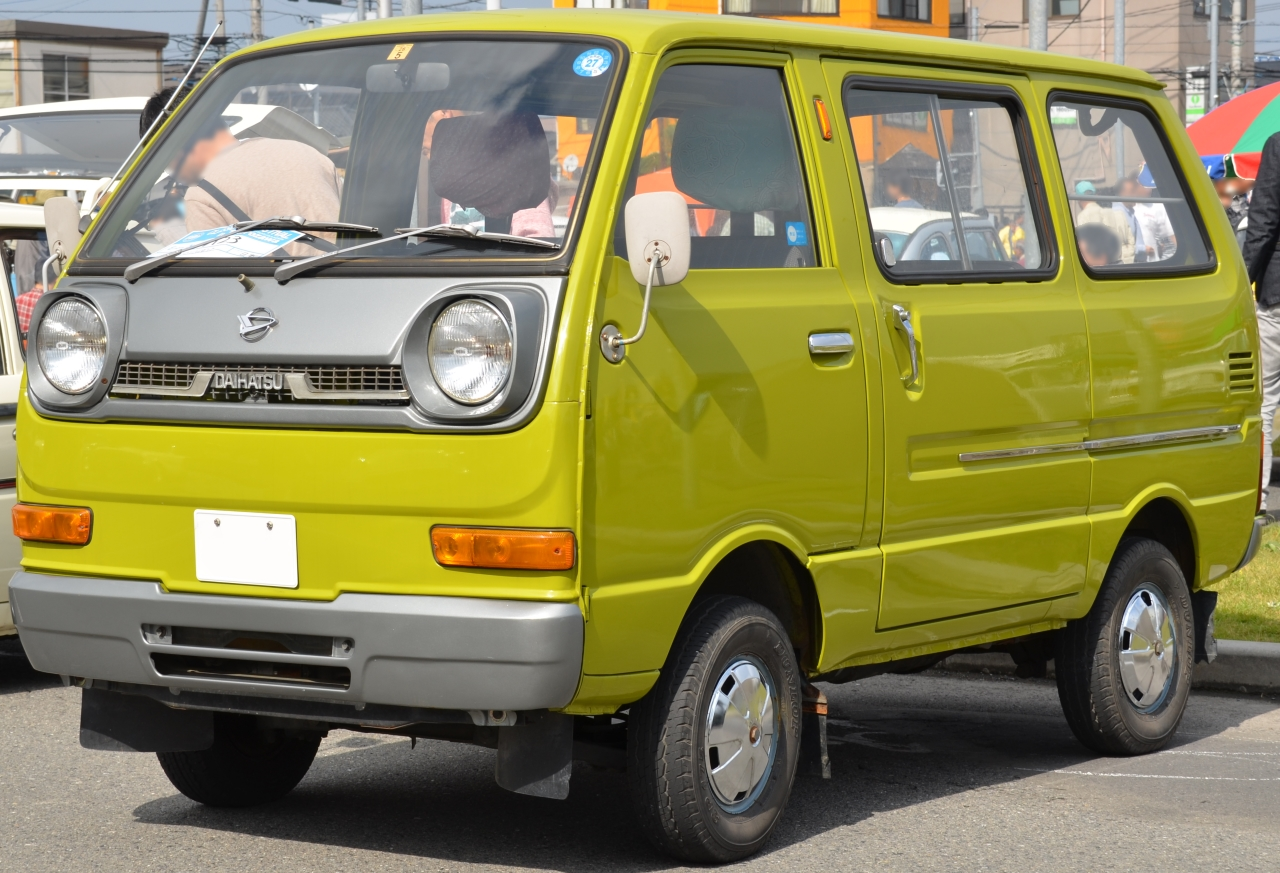
360前期型 (S38V)
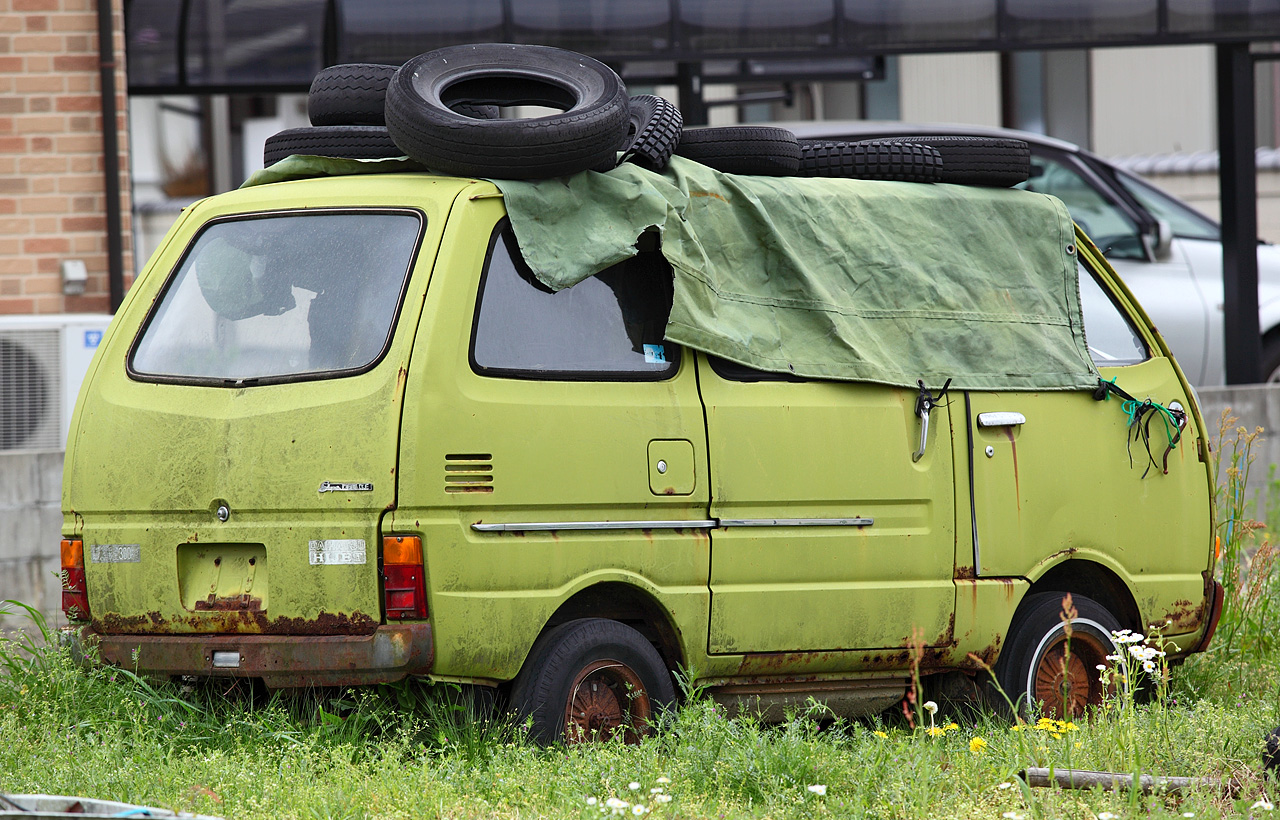
リア
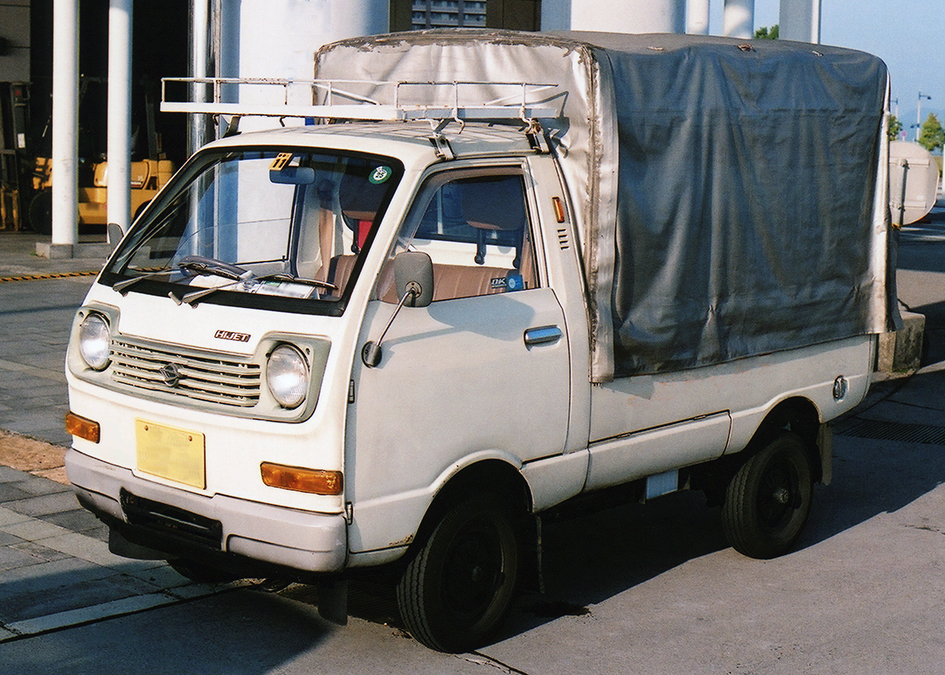
360後期型 (S38)

トラック
S38P型（360ccモデル） 1971年-1981年
S40P型（550ccモデル） 1976年-1980年

バン
S38V型（360ccモデル） 1972年-1981年
S40V型（550ccモデル） 1976年-1980年

歴代ハイゼットの中で後述する9代目トラックに次いで息の長いモデル。特に360ccは軽免許ユーザーに配慮して厳しい排出ガス規制を何とか乗り切り、5代目や初代アトレーと併売された。
1971年9月
トラックを先行フルモデルチェンジ（S38P型系、1方開きと3方開きの2種類）。
1972年2月
バンをフルモデルチェンジ（S38V型系）。バンのリアドアは軽自動車初のスライドドアとなる。リアスライドドアは両側に設定され、左右どちらからでも荷物の積み降ろしが可能であった。トラックの荷台は全て平床となった。バンのバックドアは先代の横ヒンジドアから上ヒンジドアへと変更され、雨天時も屋根代わりになり、「大切な商品を濡らさない」と運搬業者から好評を博した。さらにパネルバンもラインナップされており、こちらも雨やホコリを嫌う商品を扱う業者に好評だった。4代目もトラックは一方開きと三方開きの2タイプあり、用途に応じた選択が可能であった。
1974年9月
マイナーチェンジ。後に一部のユーザーから「ドラえもんハイゼット」と呼ばれるほど愛嬌のあるフロントマスクも形状変更が行われたほか、360cc2サイクルのまま1975年1月から実施される軽自動車の道路運行法改正に伴う現行の黄色ナンバーに対応した改良を実施。キャッチコピーは「愛着のハイゼット360」。
1976年4月
550cc 4サイクル直列2気筒SOHCエンジンAB型搭載車（S40系）追加。キャッチコピーは「余力のハイゼット550」。
550ccエンジン車はバンパーが大型化され、全長がバンで100mm、トラックで50mm延長されている。
1979年4月
後述のハイゼット55ワイドのマイナーチェンジを受け、フロントグリルが黒色化され、フロントバッジがすべて「HIJET」に統一されたため、前方からは360ccか550ccかの見分けが付きにくくなる。
1980年4月
550cc（S40系）販売終了。軽限定免許では新規格軽自動車の運転は認められないため、360cc（S38系）は、当時50万人ほどいたといわれる軽限定免許ユーザーへの救済策のため、次世代550ワイドが販売を終了した後の、1981年8月まで継続販売されることとなった。
- 360前期型 (S38V)
- リア
- 360後期型 (S38)

## 5代目（S60P/S60V）
トラック
S60P型
バン
S60V型
1977年6月
4代目モデルのボディサイズを拡大した「ハイゼット55ワイド」として登場。キャッチコピーは「軽の新星」。
1979年4月
バンに乗用用途のカスタムEXを追加設定。
マイナーチェンジ実施。フロントスタイル、インパネを含めた内装を大幅変更。
1980年
バンにハイルーフ追加。

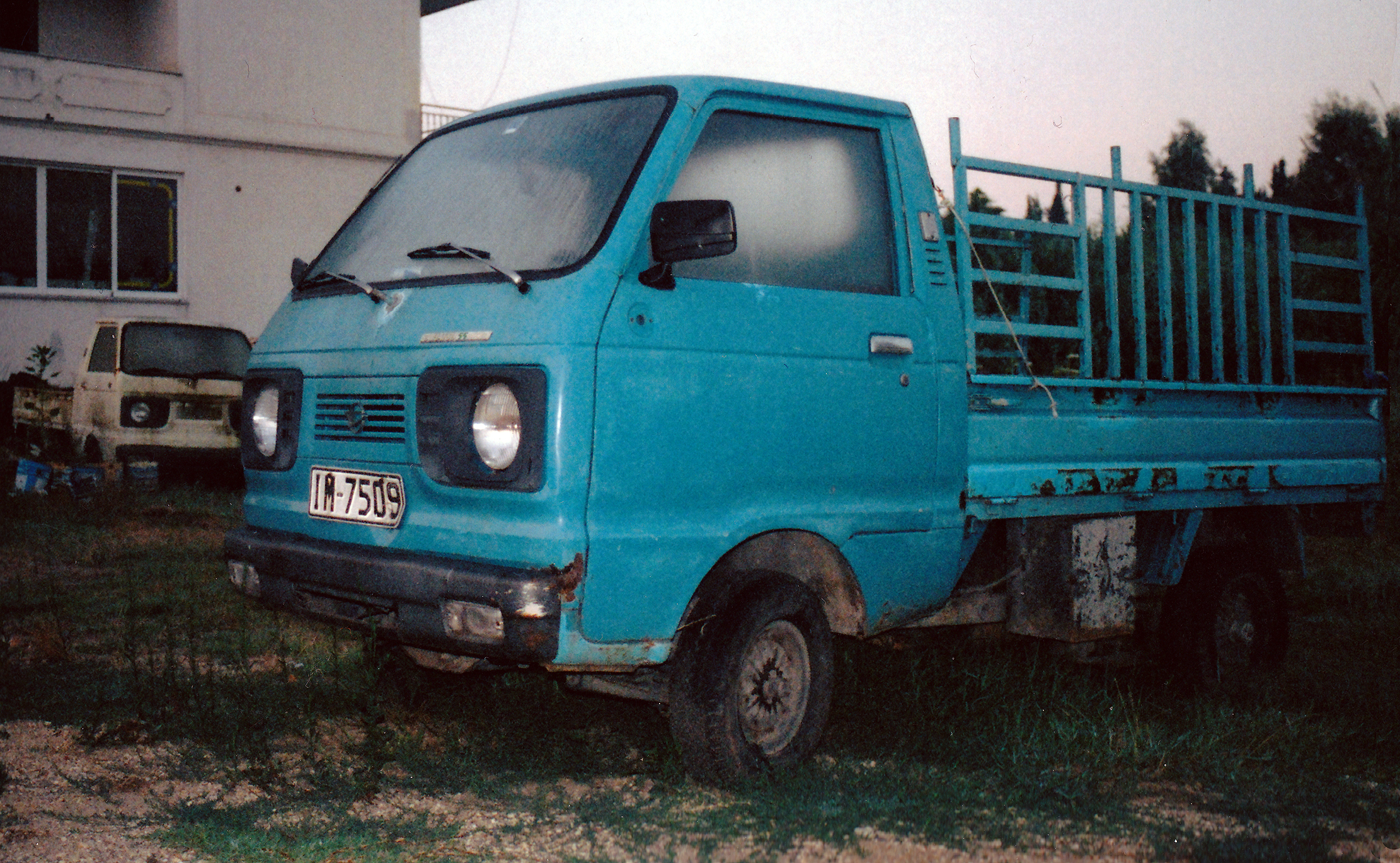
トラック（海外仕様・S61P）
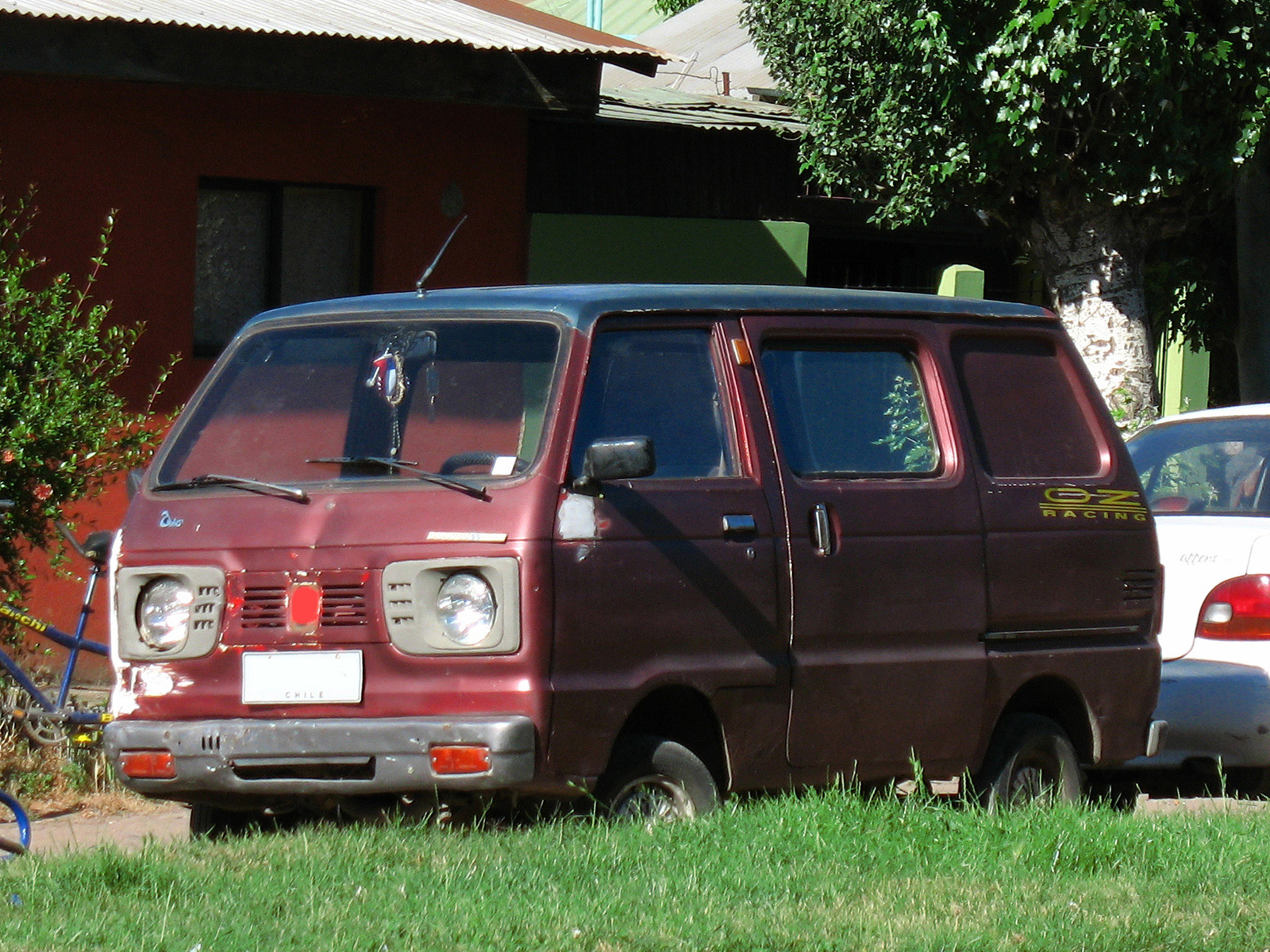
バン（海外仕様・S61V）
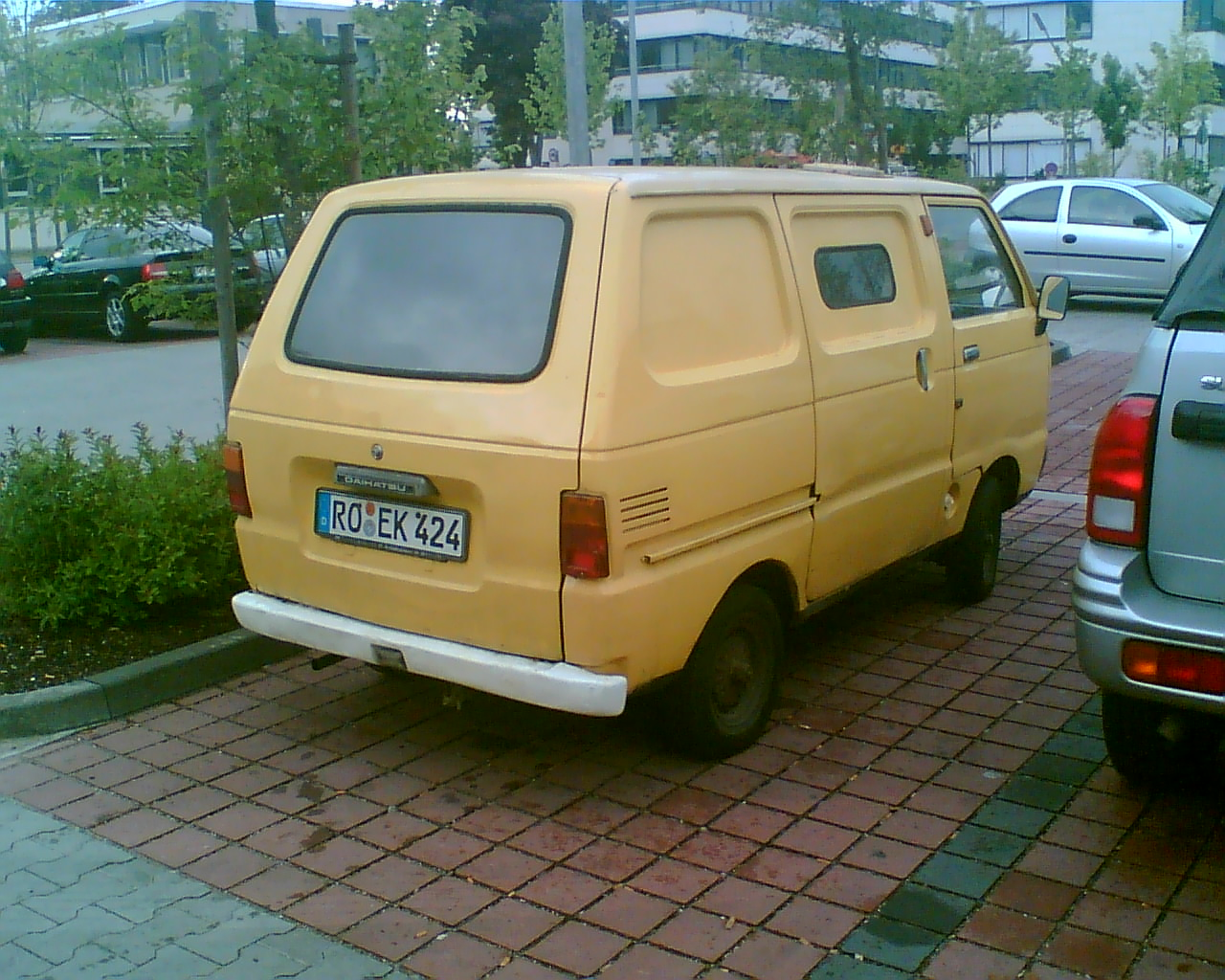
リア（バン・海外仕様）
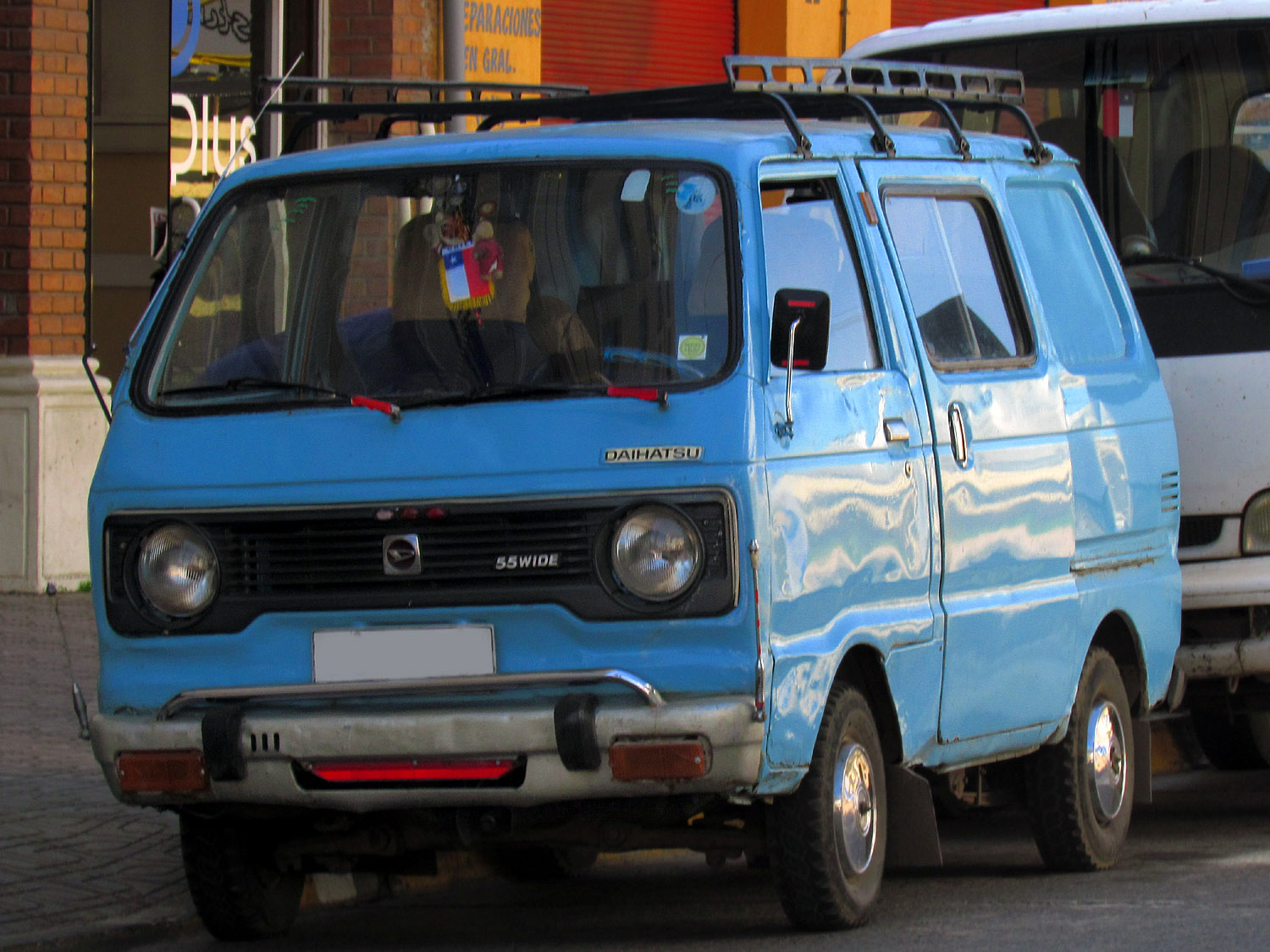
バン・海外仕様
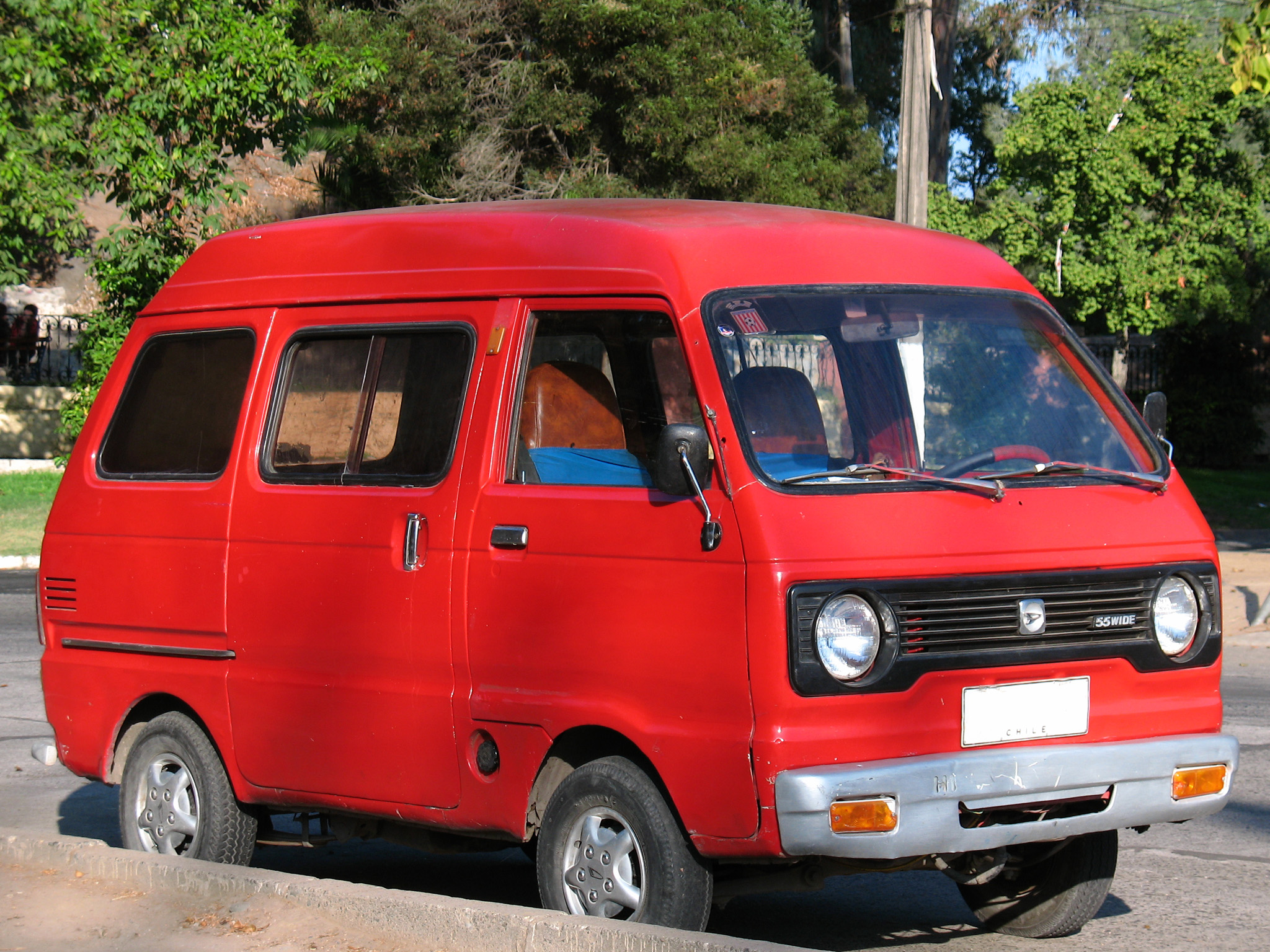
ハイルーフバン・海外仕様

## 6代目（S65P/S65V/S66P/S66V）

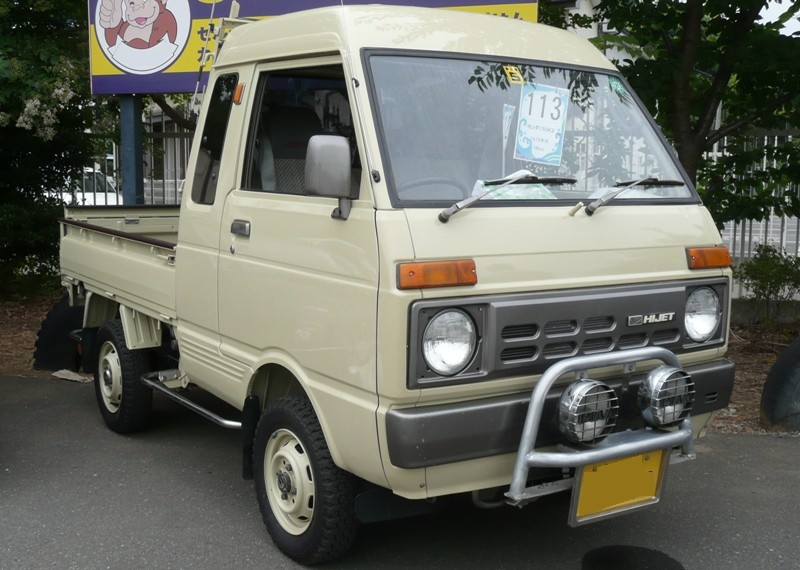
6代目ハイゼット ジャンボ （S66P・後期型）

トラック
S65P型（2WD） 1981年-1986年
S66P型（4WD） 1983年-1986年

バン
S65V型（2WD） 1981年-1986年
S66V型（4WD） 1983年-1986年
1981年4月
フルモデルチェンジ。バンのボディはハイルーフを前提としたデザインとなり、乗用（ナンバーは4ナンバー）のハイゼット・アトレーが派生。バンボディの縦型リアコンビランプを後退灯と一体化した3連タイプに変更。
バンはロールーフとハイルーフが存在し、既存の低床だけでなく平床仕様が新規に登場した。ハイルーフと低床を組み合わせると1,200mmの荷室高があった。
トラックは悪路対応としてローギアードオプション（4WD登場と同時に消滅）があった。トラックの低床仕様としてローデッキが存在しエンジン搭載位置をバンと同じ位置とし通常より荷台を低くしたモデルがある。その風貌からハイゼットアトレーともども一部の愛好家から「まゆげと呼ばれ親しまれている。
1981年8月
4代目S38（360cc）の販売終了。
1982年3月
4WD追加。型式は「S66」。
1983年10月
マイナーチェンジ。
ハイゼットジャンボ追加、オプションにクーラー追加。4WDに手動式フリーホイールハブとフロントディスクブレーキ（メーカーオプション）を設定。

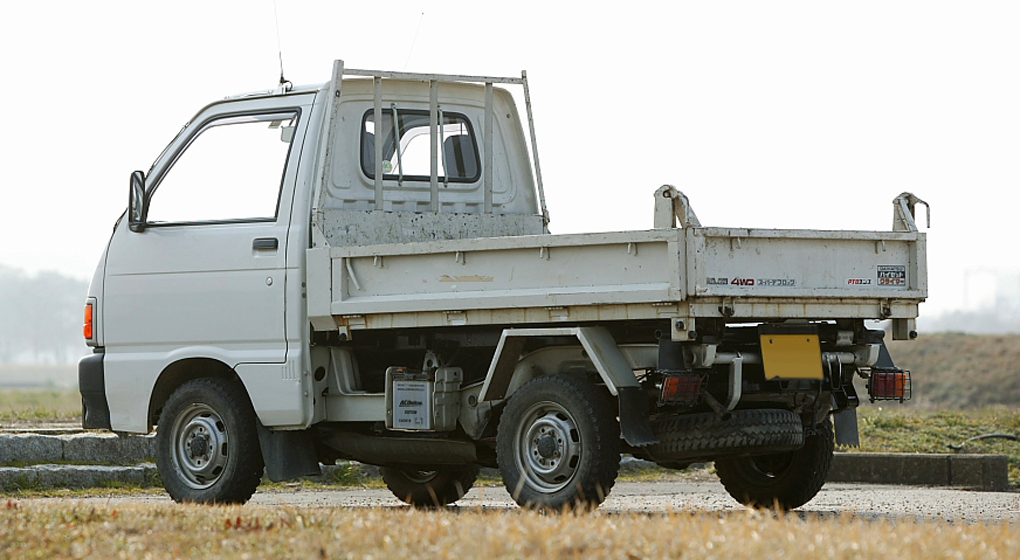
6代目ハイゼット
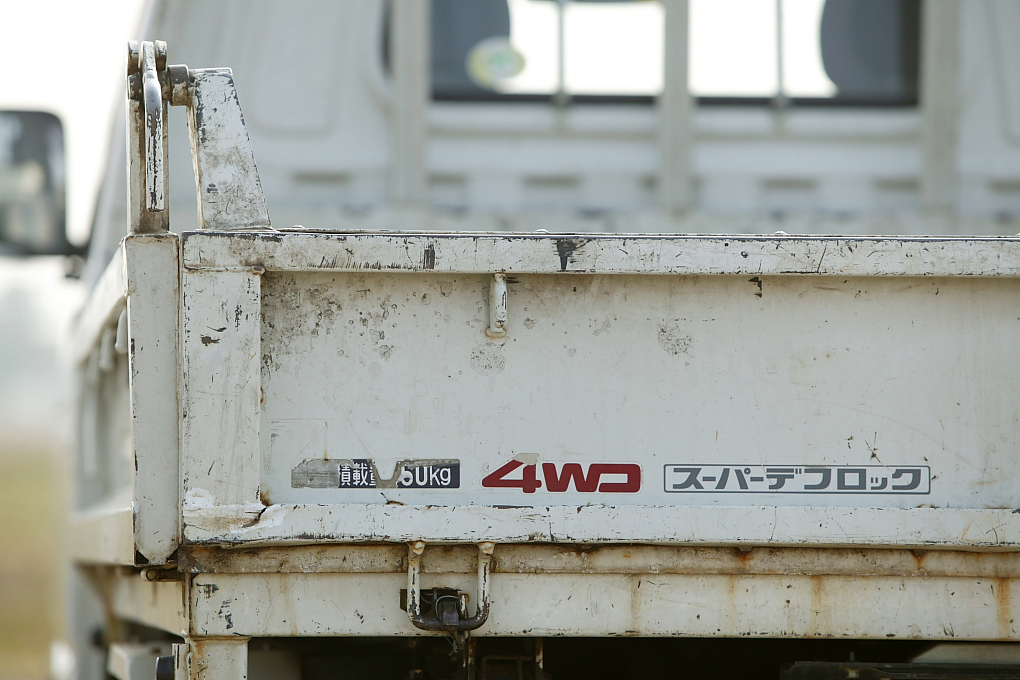
クライマー デフロックデカール
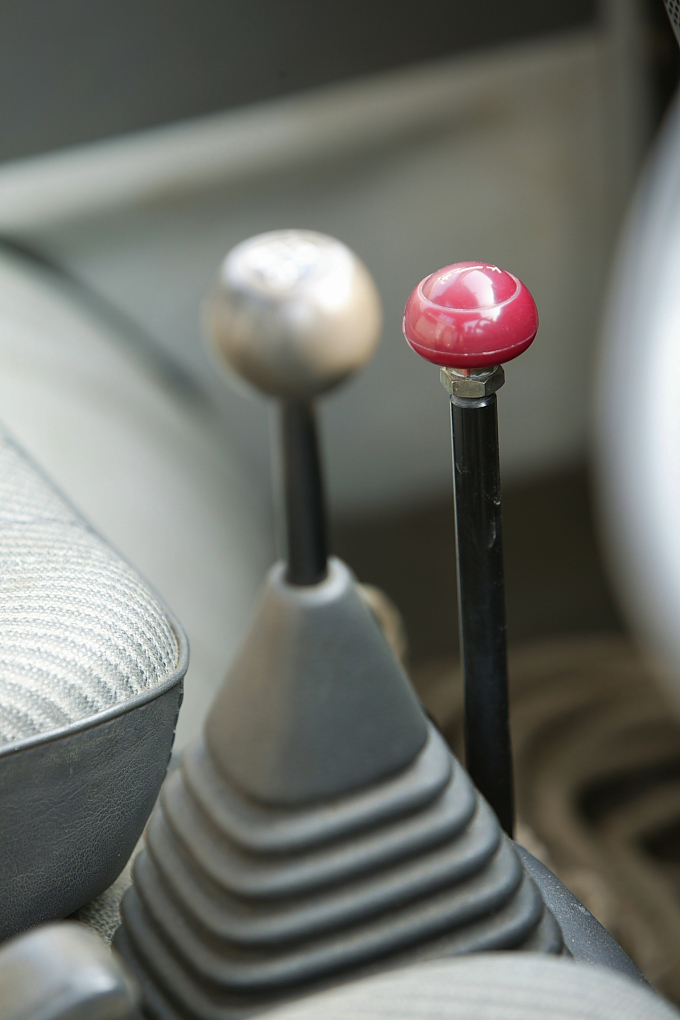
PTOダンプレバー(右) とシフトレバー
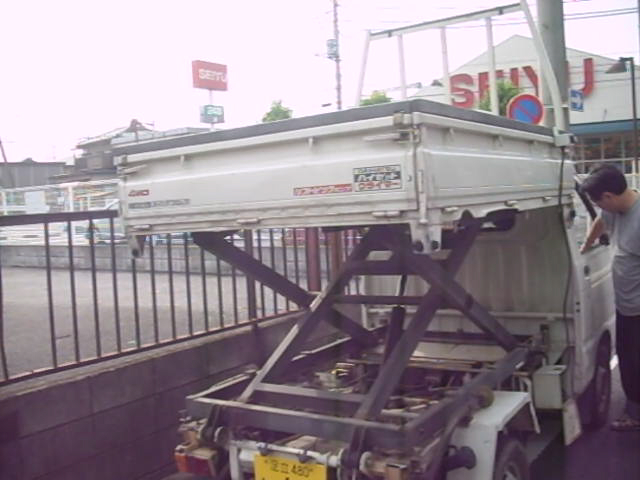
7代目ハイゼット クライマー リフトピックダンプ
ジャンボ
（S66P・後期型）

## 7代目（S80P/S80V/S81P/S81V/S82P/S82V/S83P/S83V）
トラック
S80/81P型（550 ccモデル） 1986年-1990年
S82/83P型（660 ccモデル） 1990年-1994年

バン
S80/81V型（550 ccモデル） 1986年-1990年
S82/83V型（660 ccモデル） 1990年-1994年

トラックはこの代に限り「ハイゼット ピック」の商品名で販売した。イタリアではピアッジオ（ピアジオ）との業務提携により、トラックとバンが「ポーター」として、韓国では起亜自動車との業務提携により、同じくトラックとバンが起亜「タウナー」としてライセンス生産した。また、この代のみアメリカ合衆国にも農耕用構内専用車（農機扱い）として輸出したが、ダイハツが北米市場から撤退した1992年に終了している。
1986年5月
フルモデルチェンジ。型式は2WD車が「S80」、4WD車が「S81」となる。エンジンは2気筒AB型から3気筒EB型に変更。
バンボディは後退灯をリアランプから分離してリアバンパー右側に1灯を移設。
スタイル重視のデザインを採用し、フラッシュサーフェイス化されたボディ、スライドドアに世界初採用された下降窓、天地方向に大きな窓ガラスが特徴である。若年層に人気であったが、スタイル重視による荷室の狭さがウィークポイントとなり、660cc移行後は後発ライバル車との競争で劣勢に立たされる事となった。
バンにはバックドアのガラスを開閉可能なダブルハッチが設定された。ダブルハッチは同世代である2代目ミラにも採用されている。実用性に乏しく660cc化の際に廃止。
10インチタイヤ装着車両の最小回転半径は3.5mで、550cc規格以降の軽自動車で最小となる。12インチタイヤ仕様は3.6m、参考ながら6代目および9代目（トラックの場合）は3.7m、8代目は3.8mである。10インチタイヤは2WD、12インチタイヤは4WDで採用されている。
1987年9月
ピックにスーパーチャージャー車追加。スーパーチャージャー仕様はエアコンコンプレッサー部に過給機を装備するため、エアコンを装備することが不可能となっていた。
1988年10月
マイナーチェンジ。ヘッドランプを丸形から角形に変更。これに伴いバンのリアナンバーをバックドアからリアバンパーに移設。バンの後ろを切り取り4人乗りトラックとしたデッキバンを追加。
1990年4月
マイナーチェンジで新規格化（実質的には一次改良扱い）、エンジンを660 ccのEF型へ変更。型式は2WD車が「S82」、4WD車が「S83」となる。ピックに設定されていたスーパーチャージャーは廃止。4WD車の上級グレードに限りフロントディスクブレーキが標準装備（それ以外のグレードはメーカーオプションとして装備）となる。
1991年3月
一部改良。4WD車全車にフロントディスクブレーキが標準装備となった。
1992年3月
マイナーチェンジ（実質的には二次改良扱い）。バンの4WDにAT車追加。
排出ガス規制のため排気管に触媒が装備され、スペックは同等だがパワーダウンしている。外観はフロントセンターにシルバーのプラスチックガーニッシュが装備され、内装色がブラウンからグレーへと変更。大半のグレードは5MTへ変更された。また、2WD車のタイヤが10インチから12インチにサイズアップし、同時に2WD全車のフロントディスクブレーキが標準装備となった。
- 7代目ハイゼット
クライマー ダンプ
- クライマー
デフロックデカール
- PTOダンプレバー(右)
とシフトレバー
- 7代目ハイゼット
クライマー リフトピックダンプ

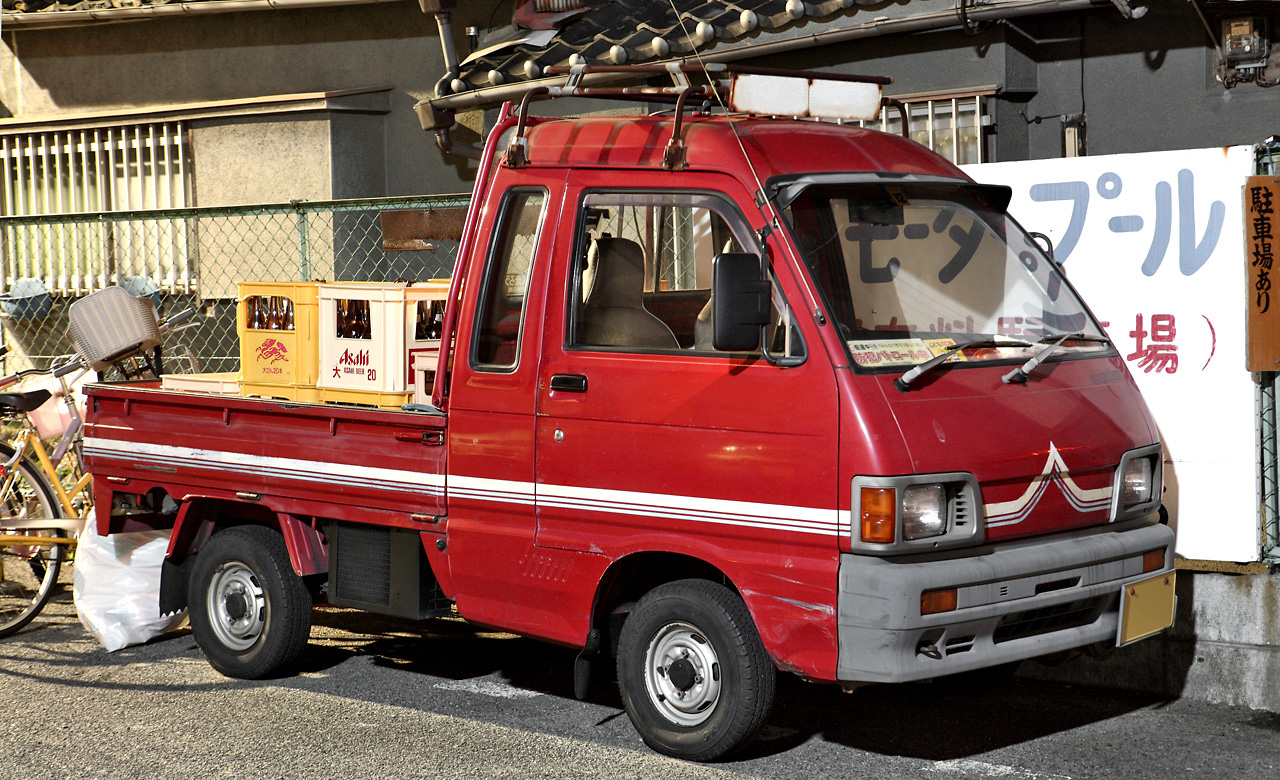
7代目ハイゼット ジャンボ 2WD （S82P）
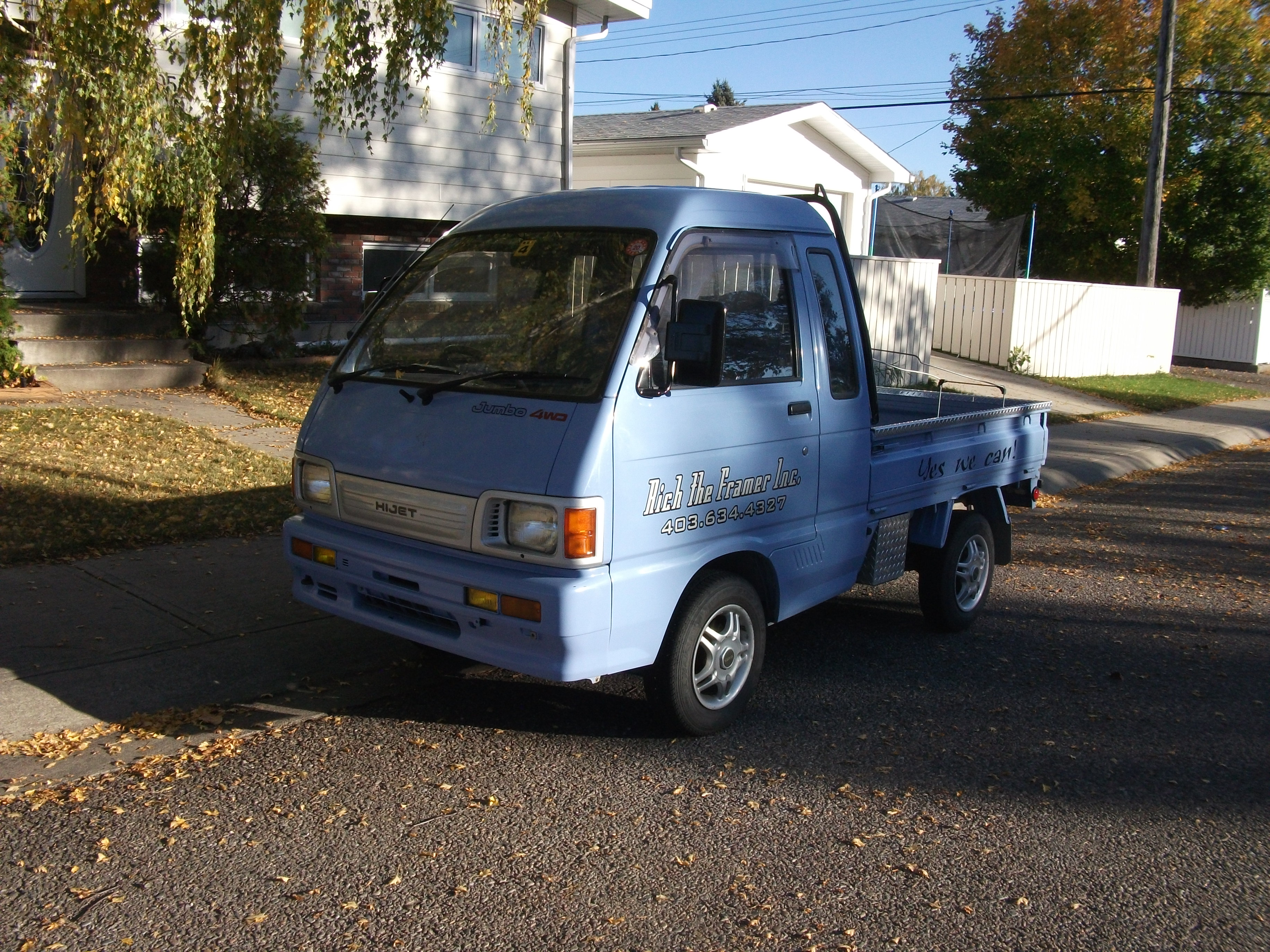
7代目ハイゼット ジャンボ 4WD （S83P）
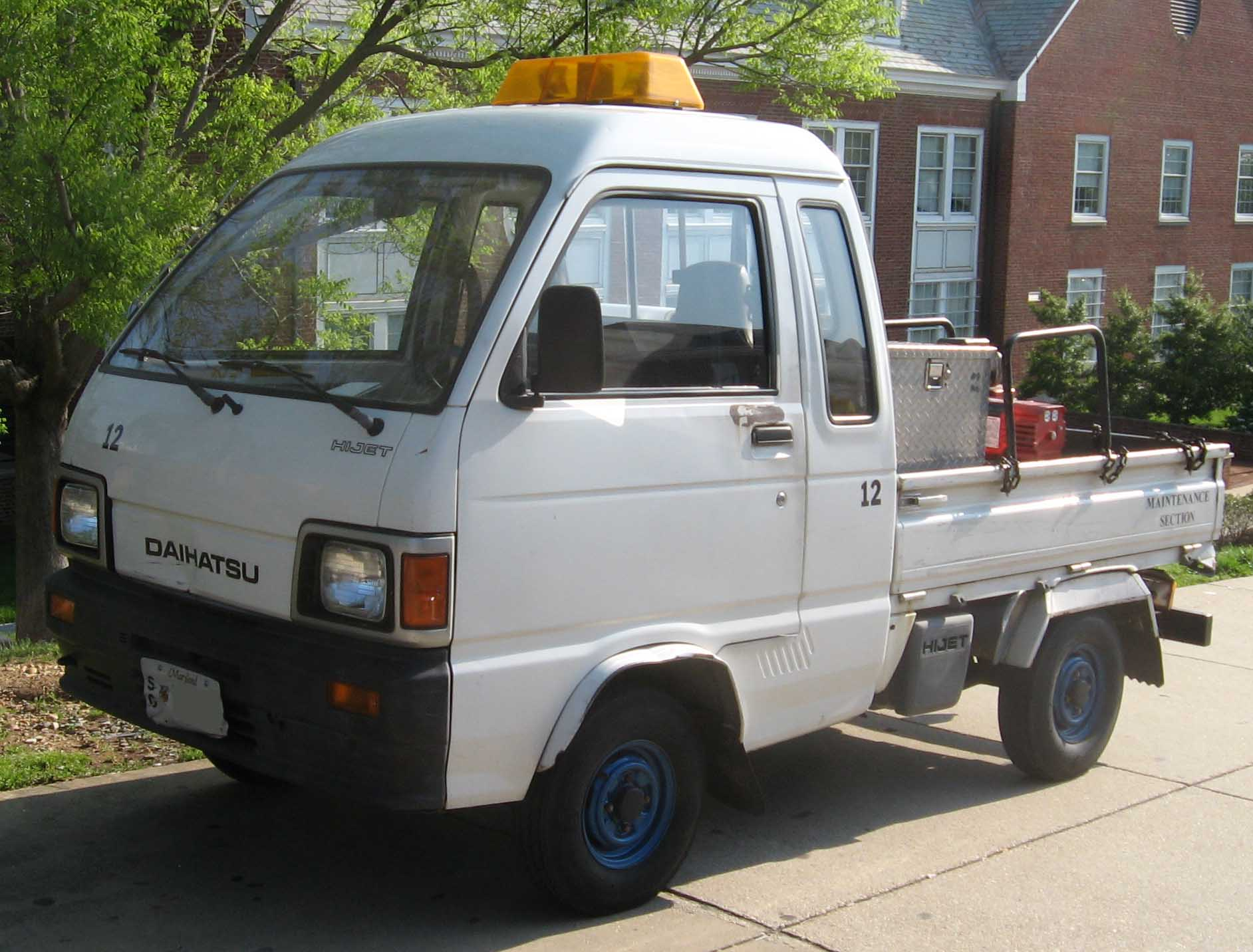
7代目ハイゼット北米仕様
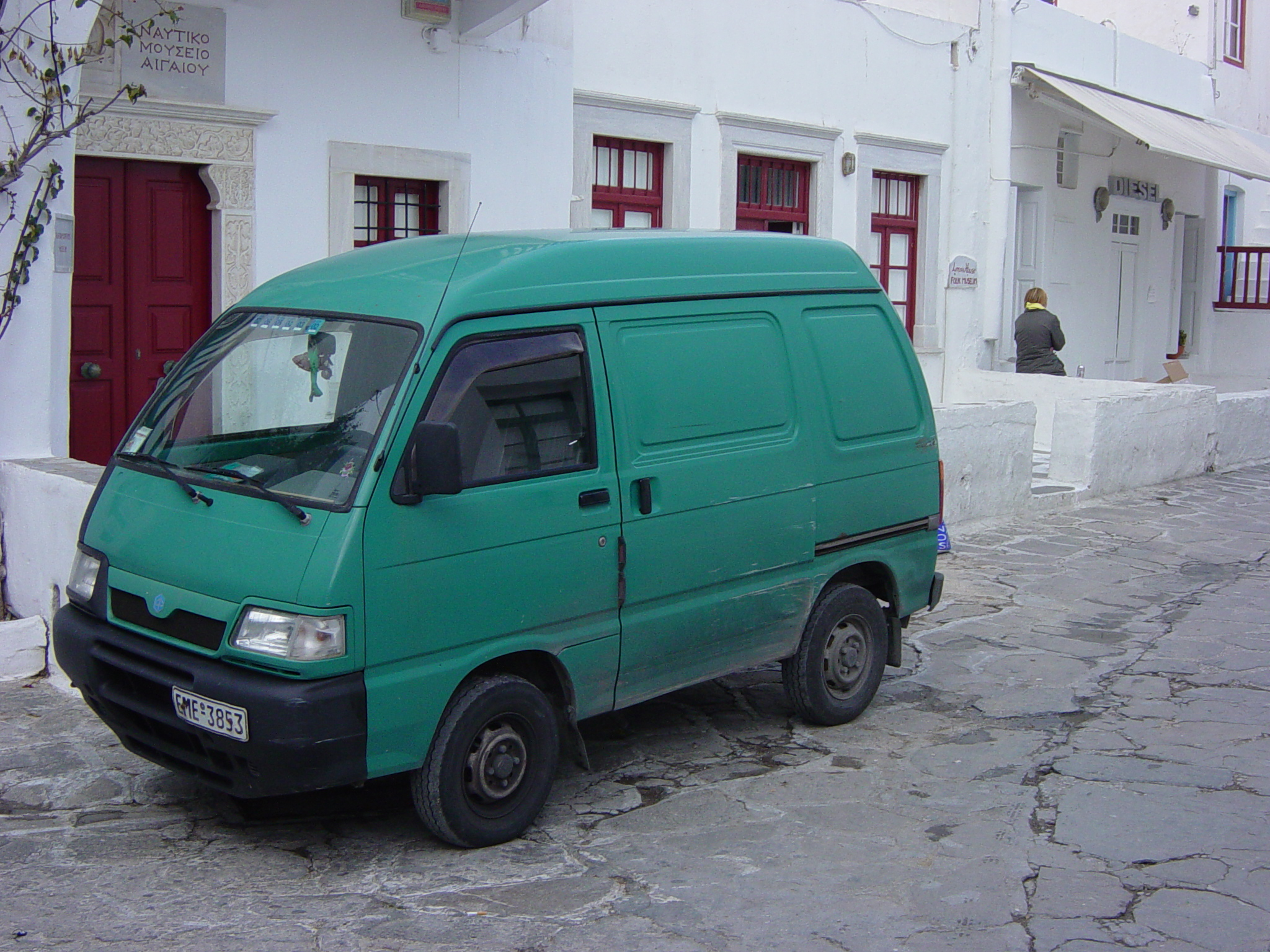
ピアッジオ・ポーター バン
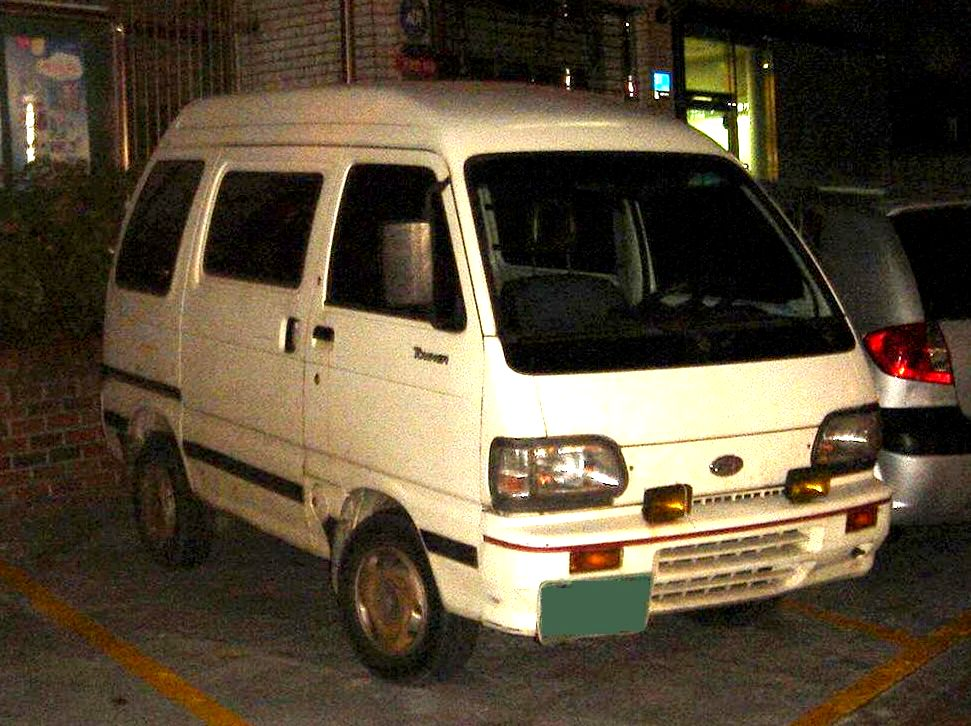
起亜・タウナー　コーチ　フロント
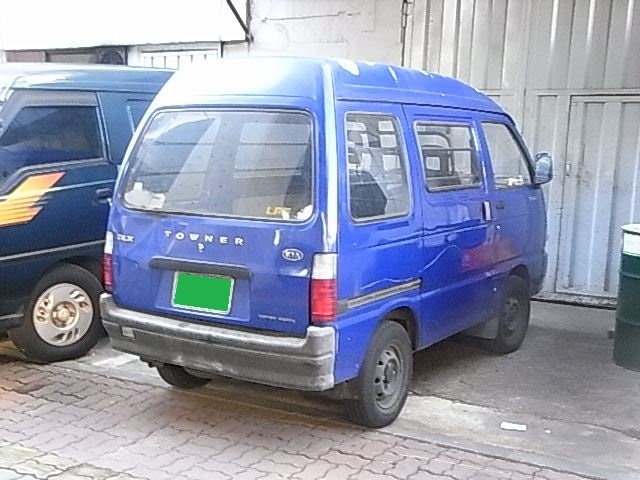
起亜・タウナー　バン　リヤ
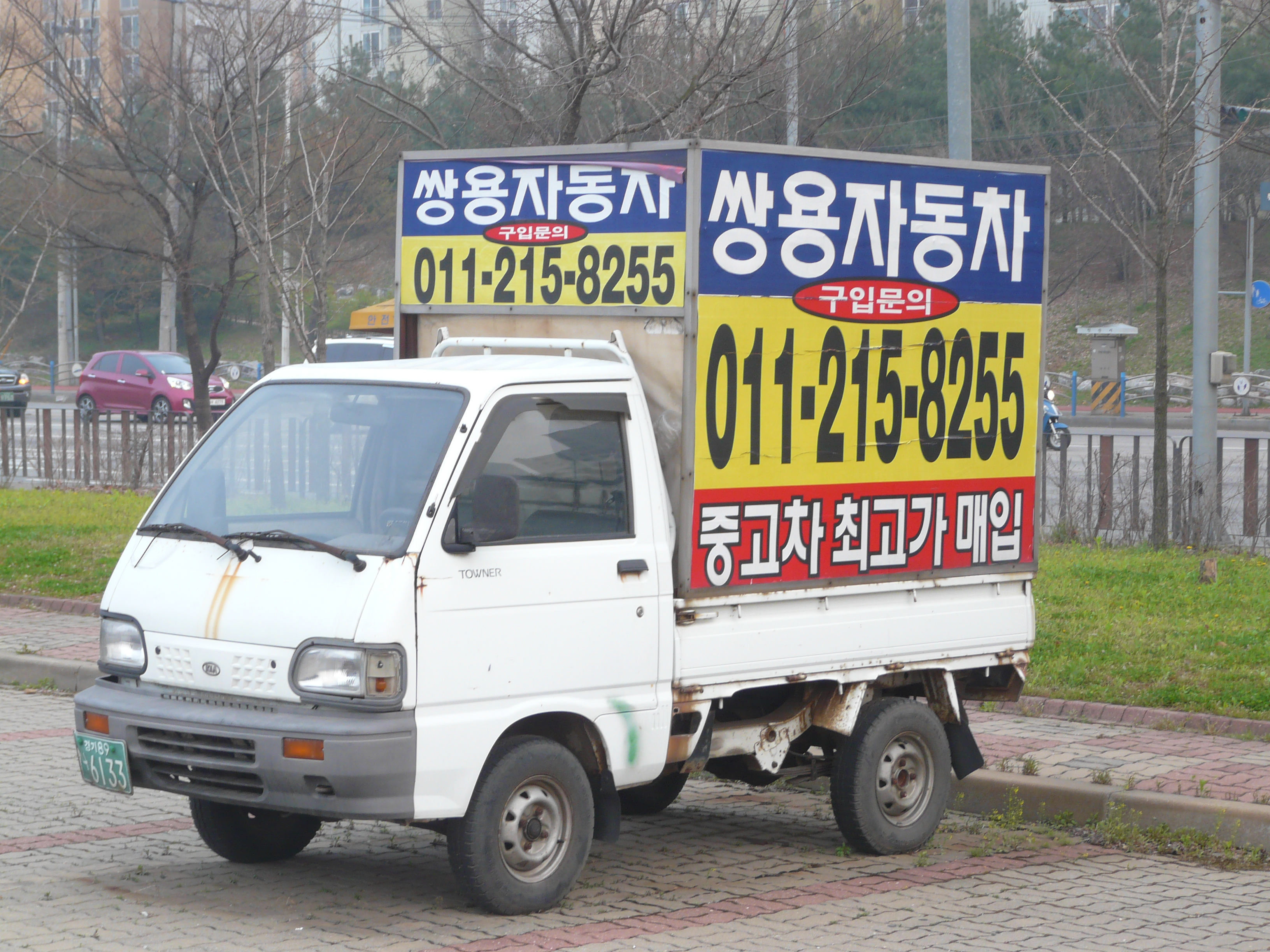
起亜・タウナー　トラック

## 8代目（S100C/S100P/S100V/S110C/S110P/S110V）
トラック
S100P型（2WD）
S110P型（4WD）
　パネルバン
　S100C型（2WD）
　S110C型（4WD）

バン
S100V型（2WD）
S110V型（4WD）
1993年10月
第30回東京モーターショーに参考出品。
1994年1月31日
フルモデルチェンジ。型式は2WD車が「S100」、4WD車が「S110」となる。先代の反省から、ライバルを研究しつくし、室内容積、発進加速、高速時の静粛性ではトップを奪う。ホイールベースも100 mm延長され、操縦安定性も向上している。
2WD車、4WD車にかかわらずトラックにもATが設定され、MTは全車5速が標準設定となる。AT車は全車が3気筒SOHC12バルブEFIエンジンとなる（MT車は最上級グレードのみに搭載）。
バンの低床仕様が廃止され、全て平床仕様となった。リアシート装着車両はメーカーオプションでELRシートベルトを装備可能となった。また、リアのナンバープレートをバックドア中央に戻した。
なお、8代目ハイゼットシリーズ、および3代目アトレーに標準装着のサイドミラーは、運転席側、助手席側ともに5代目、および6代目スバル・サンバーとの共通部品で、富士重工業のロゴ（○の中に「フ」のマーク）がモールドされている。
1995年
特別仕様車に「天晴（あっぱれ）」を追加。
1996年1月
AT車を全車、これまでのシングルカム（SOHC）12バルブEFIエンジン（EF-ES型）からディストリビューターレス（DLI）システムを採用した新開発の3気筒ツインカム（DOHC）12バルブシングルキャブレターエンジン（EF-GS型）に変更（MT車は「天晴」のみ変更）。同年4月にはこのパワー&ドライブトレインなどを一部流用し、ミゼットIIが登場している。これに伴い、最上級グレードのみ標準装備されていたトリップメーターが廃止され、特別仕様車扱いだった「アッパレ」が正式にカタロググレードに昇格した。
1997年10月13日
バン電気自動車をマイナーチェンジ。モーターを高出力・高効率化したことでガソリン車並みの動力性能を実現。さらに補水作業不要のシール型（密閉型）鉛蓄電池の採用や、荷室フロアのフルフラット化、充電用ソケットなどの改良を行い、利便性を向上させた。マイナーチェンジに伴い、ガソリン車と同じラインでの生産となる。
1997年10月
トラックの派生モデルとして、主にオーナードライバーを対象とし、外観の装飾で意匠を差別化した「is」（イズ）を追加。エンジンはMT車、AT車にかかわらず3気筒DOHC12バルブシングルキャブレターエンジン（EF-GS型）が搭載されており、車体色には淡いふじ色も用意されていた。「is」とは「Idol & Stylish」の意とアナウンスされている。また、ジャンボは、先代までの荷台を短縮してキャブ全体を拡張したものでは無く、荷台と側アオリを標準車と同じ長さとし、標準キャブの上半に大きめの箱を追加したスタイルの「スーパージャンボ」を特装車として追加。屋根はバンのハイルーフと同じ形状、延長部分は窓のないデザインとなる。
なお、この型のハイゼットはテレビ番組にも登場しており、日本テレビのバラエティ番組「ザ!鉄腕!DASH!!」にて「だん吉」という愛称でソーラーカーに改造されたハイゼットが7年5か月をかけて一筆書きでの日本一周の旅を行い、2010年（平成22年）4月に無事達成した。

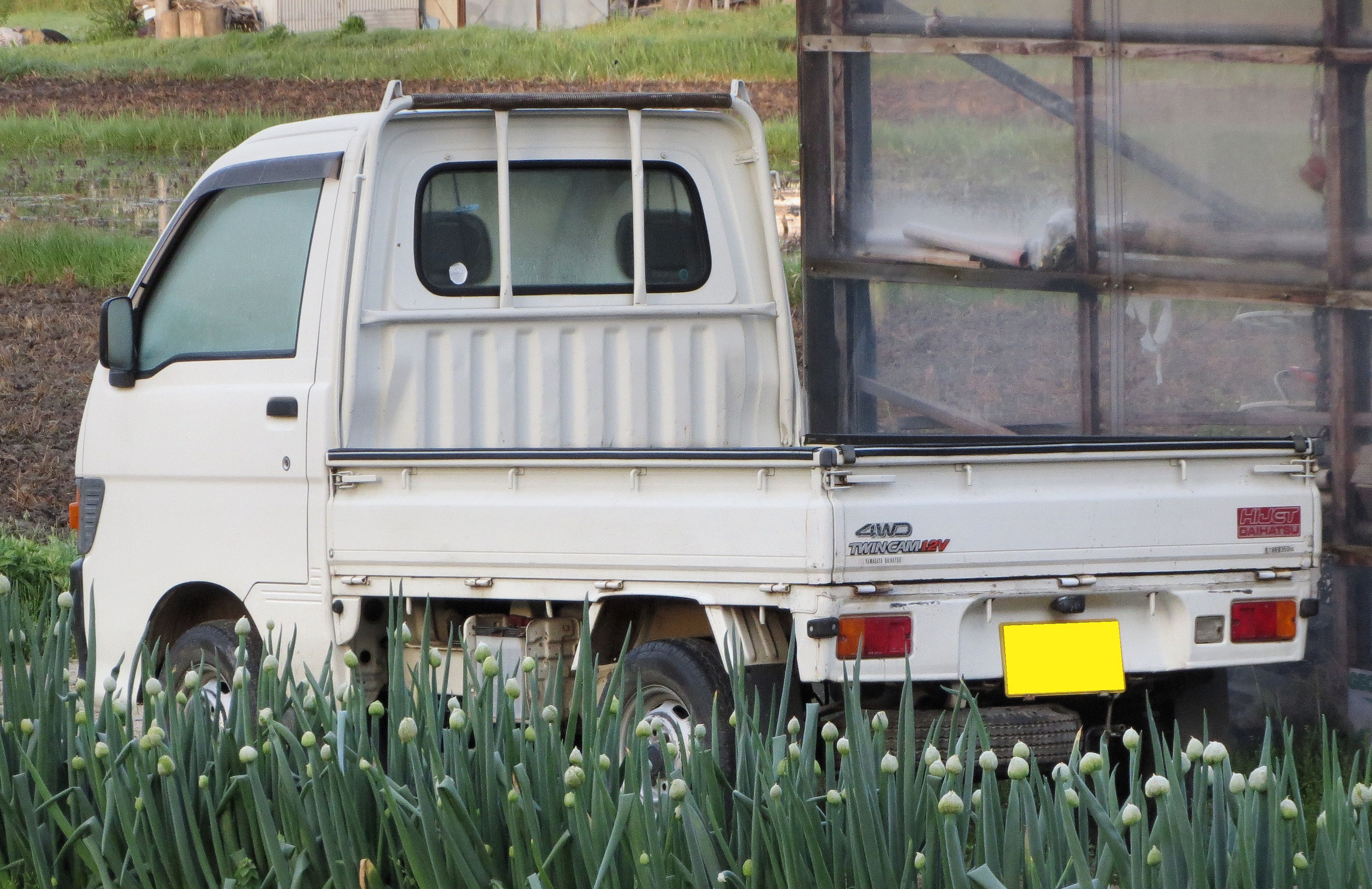
8代目ハイゼット トラック4WD （S110P・リヤ）
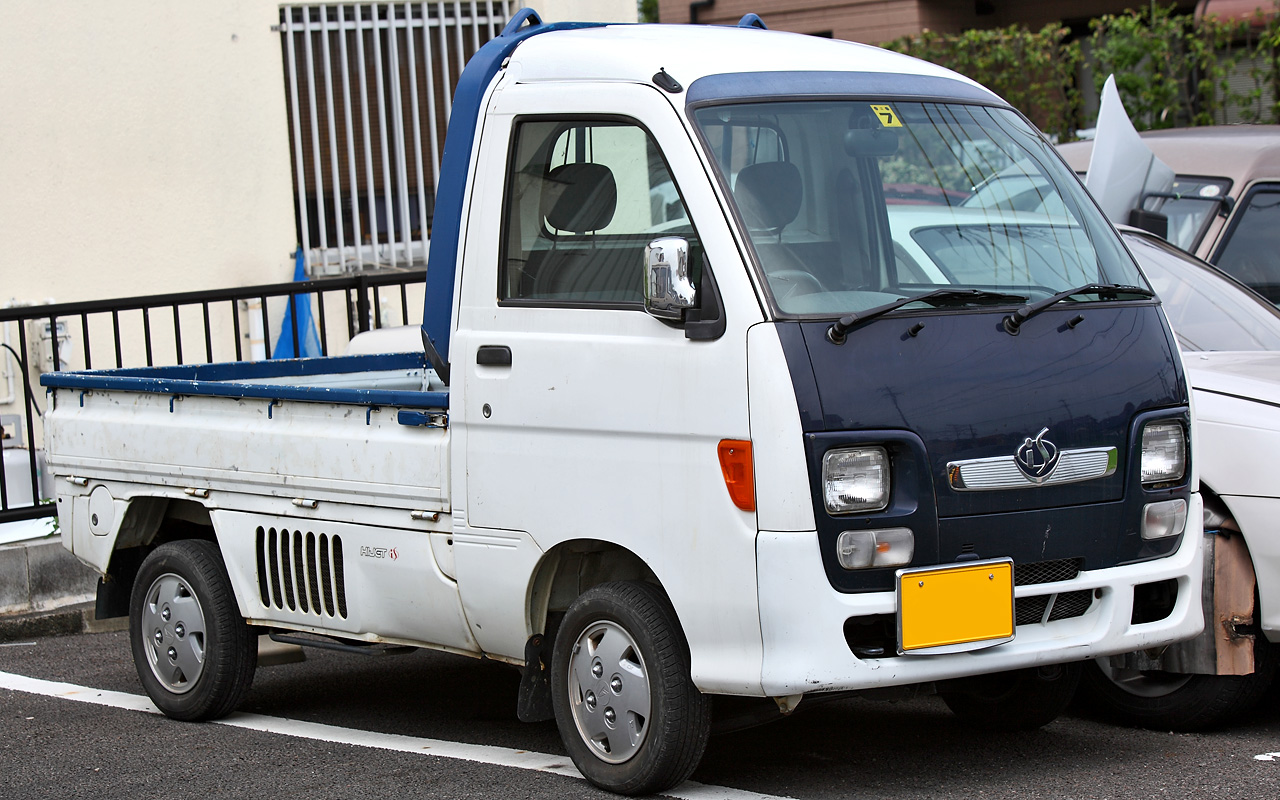
8代目ハイゼット トラック is （S100P）
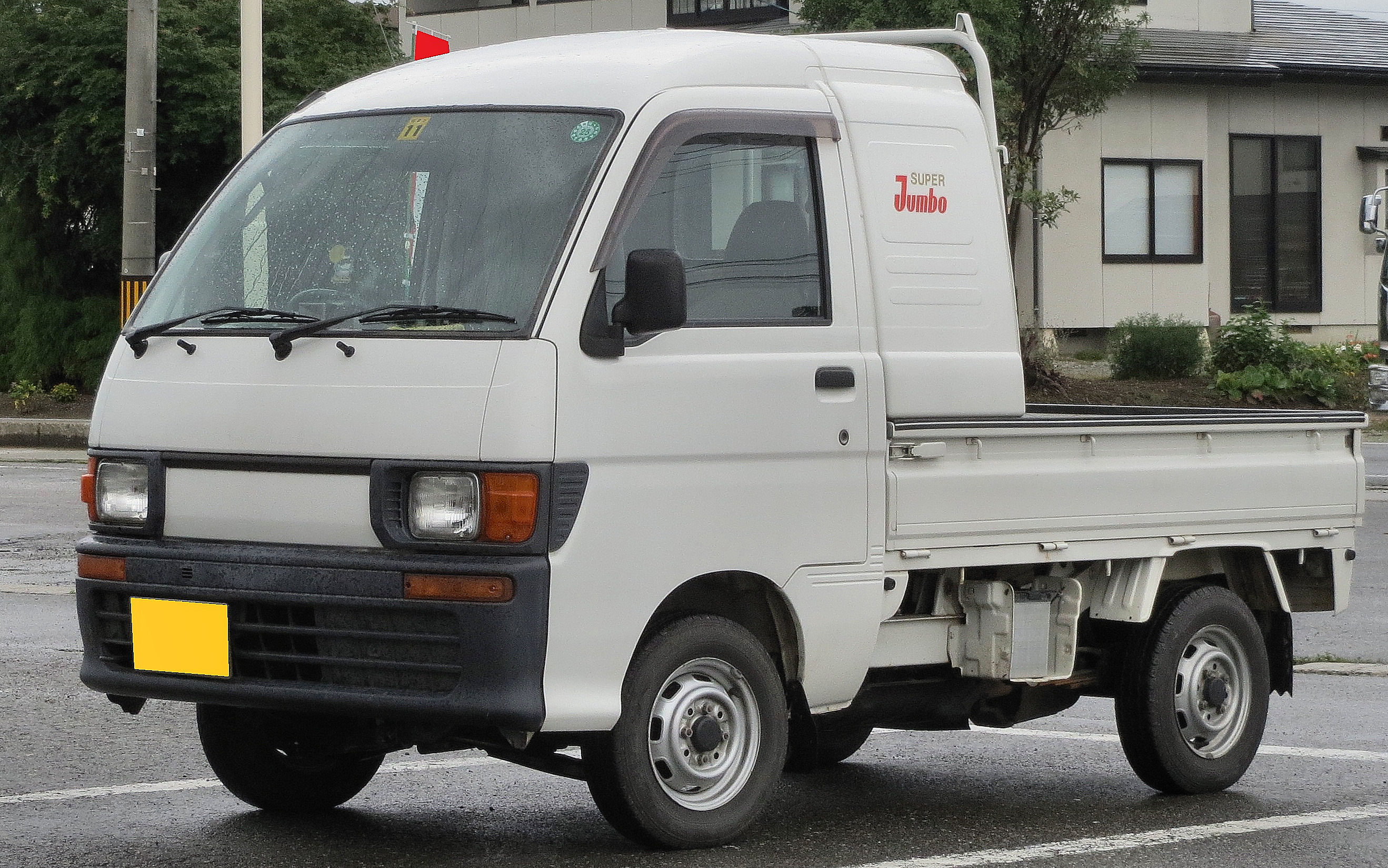
ハイゼットトラック スーパージャンボ4WD（S110P）
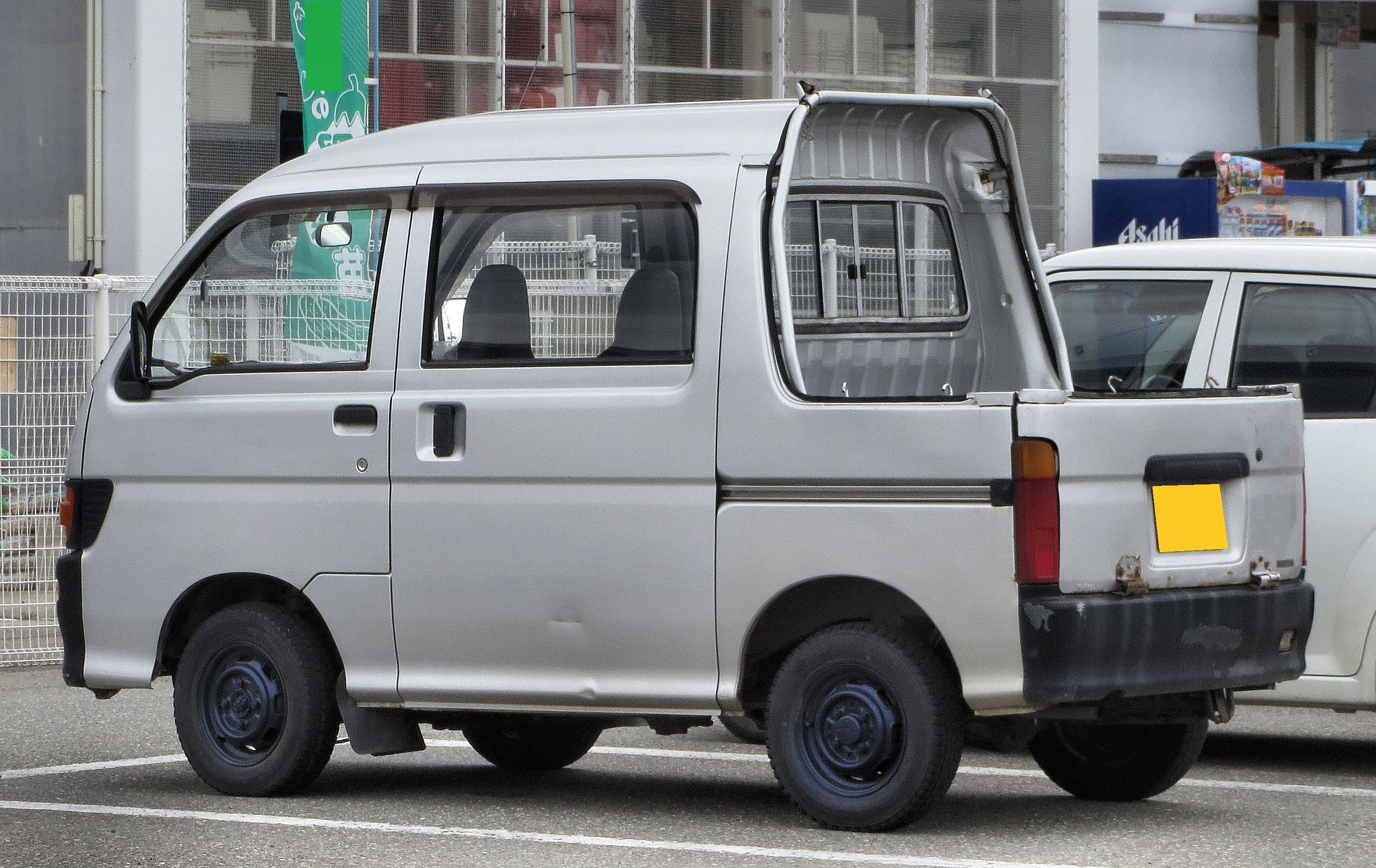
ハイゼットデッキバン 4WD（S110W・リヤ）
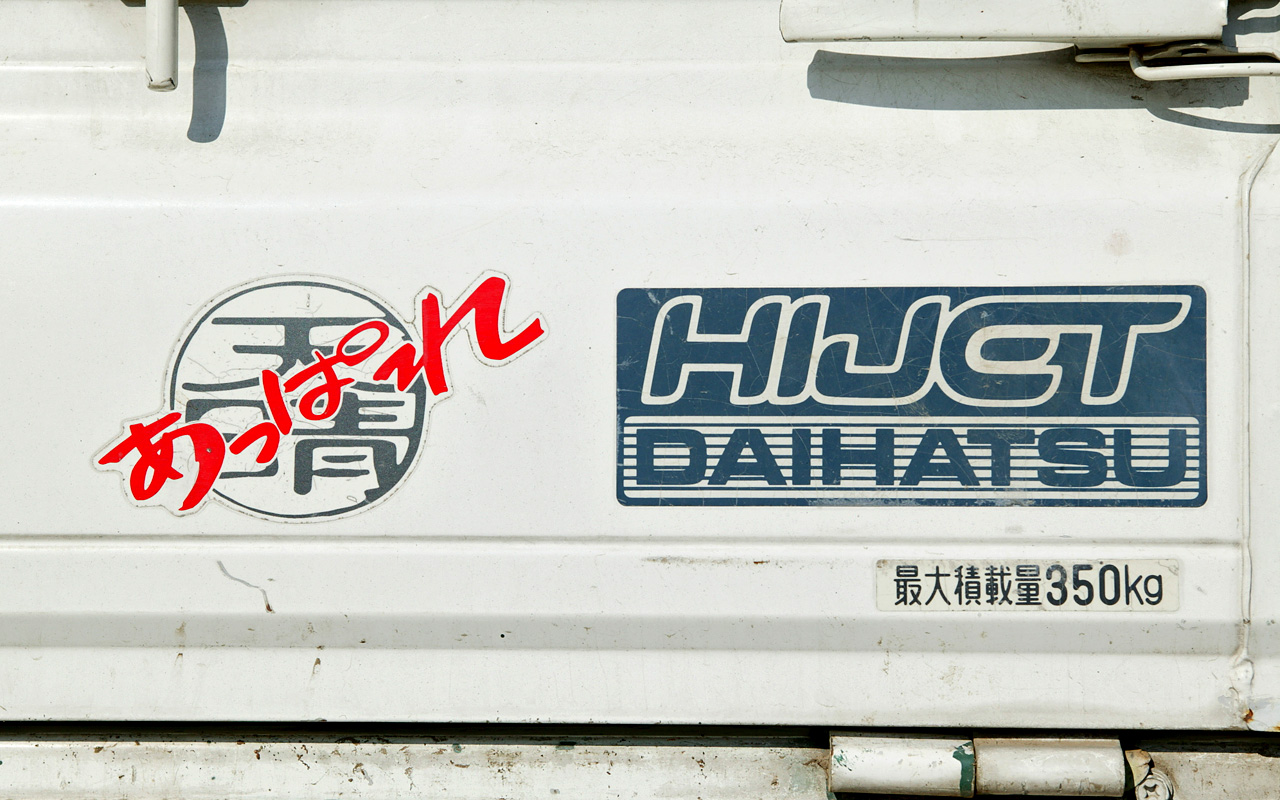
8代目ハイゼット 天晴ロゴ

## 9代目（S200P/S210P/S200V/S210V/S201P/S211P）

### カーゴ（S200V/S210V）
1999年1月6日
全面改良し、車名をハイゼット カーゴに変更した。型式は2WD車が「S200」、4WD車が「S210」となる。衝突安全ボディを採用し、前面衝突安全基準をクリア。
バンは後述するトラックと異なるユーザーのニーズ・使い方に対応するため、運転のしやすさや快適性を考慮しセミキャブタイプ化（エンジン位置は従来通り前席下）。リアランプは3連タイプを採用。車体デザインはジョルジェット・ジウジアーロ率いるイタルデザイン・ジウジアーロが手懸けた。
「エクストラ」と「デラックス」にはカラードバンパーを採用。全グレードにエアコンとAMラジオ（「スペシャル」は日本語表記仕様）が標準装備され、「エクストラ」と「デラックス」には油圧式パワーステアリングとバックドア連動パワードアロックも装備される。また、万一の衝突時にドライバーの被害を低減する国産車初の引き込み式ステアリングを採用した。グレード体系は「2シーター」・「スペシャル」・「エクストラ」・「デラックス」の4グレードで「2シーター」と「スペシャル」は標準ルーフ、ハイルーフの2タイプを用意した（「エクストラ」・「デラックス」はハイルーフのみ）。
1999年4月23日
電気自動車をフルモデルチェンジ。9代目カーゴベースとなる。
1999年12月13日
カーゴに「スペシャル」をベースにしたCNG車を追加。ツインカムDVVT EFIエンジンにより、ガソリン車とほぼ同じ動力性能を実現した他、ガスボンベを大型化し一充填走行距離を大幅に向上。生産のインライン化により従来型に比べ価格を最大で65.9万円引き下げ、納車期間を短縮。新たにAT車も設定された。
一部改良。カラードバンパーと乗降アシストグリップ（運転席・助手席）、および5MT車にクラッチスタートシステムを全グレードに追加採用。ツインカムDVVT3気筒12バルブEFIエンジンを搭載し、宅配業者向けに、強化フロントドア、キーレスエントリーを標準装備した「デリバリーらくらくパック」を追加。また、助手席シートバックを前倒しすることで長尺物等の積載に対応する2,530 mmの超ロングスペースを確保する助手席前倒し機構を「スペシャル」を除く全グレードに装備。さらに、「スペシャル」にはリアワイパーとバックドアパワードアロックが、「デラックス」には助手席シートスライド&リクライニング、間欠式2スピードワイパー、フューエルリッドオープナーが、「エクストラ」には運転席SRSエアバッグ、AM/FM付カセットステレオ、キーレスエントリー、ホイールキャップがそれぞれ追加された。
2000年4月14日
LPG車を追加。トラックLPG車のEFGI（電子制御ガスインジェクション）エンジンをさらに改良して搭載、始動性や動力性能、燃焼効率、バルブまわりの耐久性を高めた。また、先に発売されたCNG車同様にAT車が追加設定された。
2001年1月16日
マイナーチェンジ。バンパー、フロントグリル、リアコンビランプ、シート表皮を変更。さらに、フロアとフロント周りの形状を変更し、乗降性を向上させた。さらに、「スペシャル」には助手席シートスライド&リクライニングを、「デラックス」には助手席サンバイザーを追加した。また、新グレードとして、パワーウィンドウやチャイルドセーフティ等を装備し、快適性能を高めた「クルーズ」を追加した（「クルーズ」は「アトレー」に設定されていた「CL」の後継モデルで、「クルーズ」追加に伴い「エクストラ」を廃止）。
2001年7月3日
小型自動車登録のハイゼットグランカーゴを発売（同年11月終売となったデルタバンの受け皿。2004年11月に製造終了）。
2001年9月18日
カーゴCNG車を一部改良。大容量ボンベ仕様車が軽自動車初の「超-低排出ガス」認定を取得。標準ボンベ仕様車もガスボンベ容量を拡大（58L→65L）するとともに、容量の異なるボンベを使用しレイアウトを変更したことにより後席居住性や荷室利便性を向上した。
2002年1月15日
一部改良。エンジンの出力をアップし、走行性能を向上するとともに環境性能も向上し、EF-SE型エンジン搭載車は「良-低排出ガス車（★）」、EF-VE型エンジン搭載車は「優-低排出ガス車（★★）」認定を取得した。一部に4AT車が設定されたことにより4WD車の燃費も向上された。また、新たに「デラックスターボ」を追加。「クルーズ」にはメッキグリル、乗用タイプ分割リアシート、新シート表皮、ポケット付デッキサイドトリムなどの乗用装備が加わり、パワーステアリングを全グレードに拡大、「スペシャル」を除く全グレードにキーレスエントリーも装備された。また、サスペンションの見直しにより乗り心地を向上した。
2002年4月22日
一部変更。「スペシャル」の3AT車に「超-低排出ガス車（★★★）」認定を取得した低排出ガス仕様「スペシャルクリーン」を追加した。
2003年6月2日
一部改良。液晶式オドメーター&トリップメーター付電子式メーターを装備。カーゴは「デラックス」、「デラックスターボ」に運転席SRSエアバッグ&フォースリミッター機構付フロント3点式シートベルト、フロントパワーウィンドウ等を追加。「クルーズ」はシート表皮とドアトリムを変更し、専用のボディカラーとしてブラックマイカを追加。EF-SE型エンジン搭載車の燃費を向上した。
2004年12月19日
ハイゼットカーゴの次世代型販売のため販売終了。

### トラック・パネルバン（S200P/S201P/S210P/S211P・S200C/S201C/S210C/S211C）

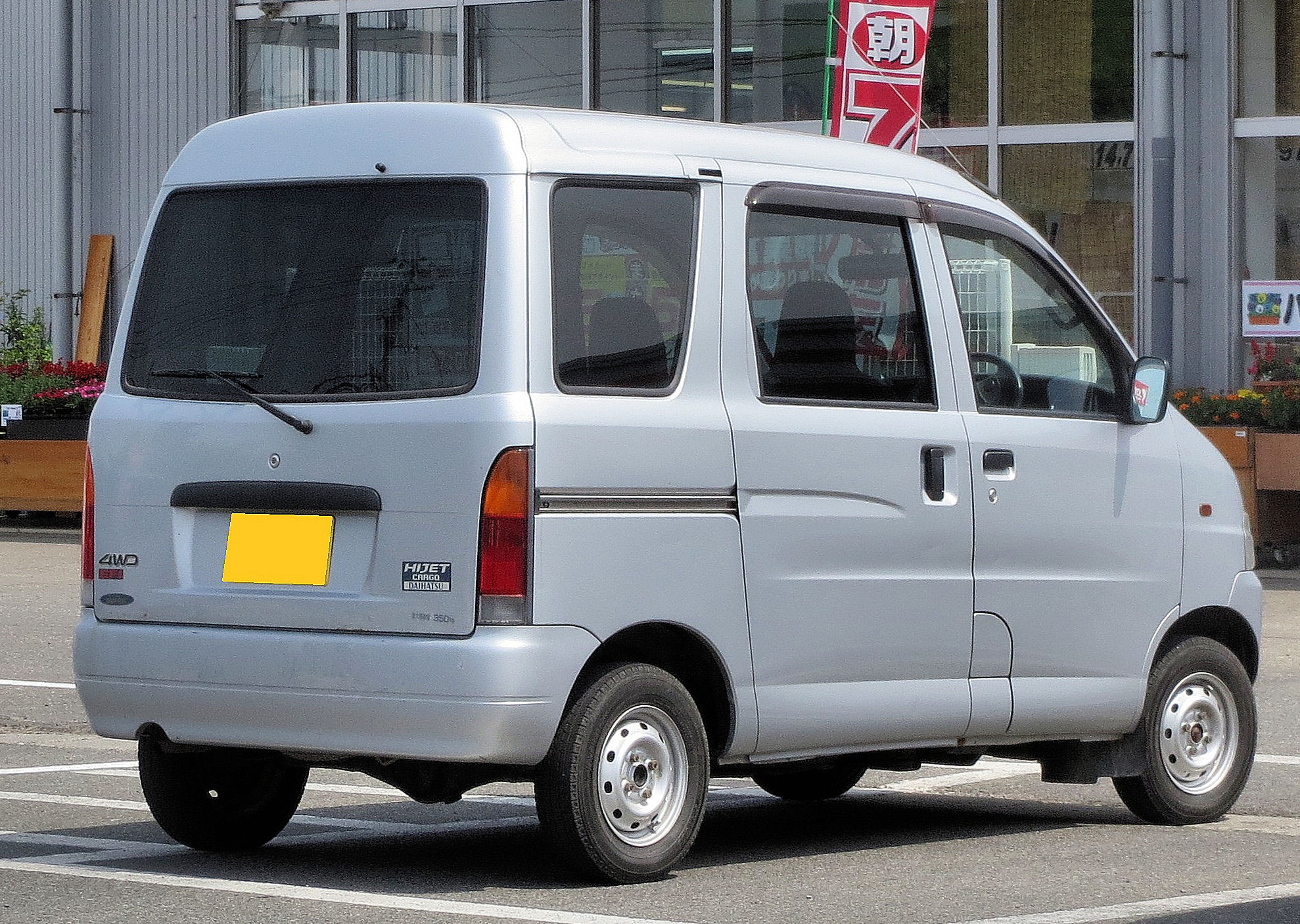
9代目ハイゼット カーゴ4WD (前期型・リヤ)
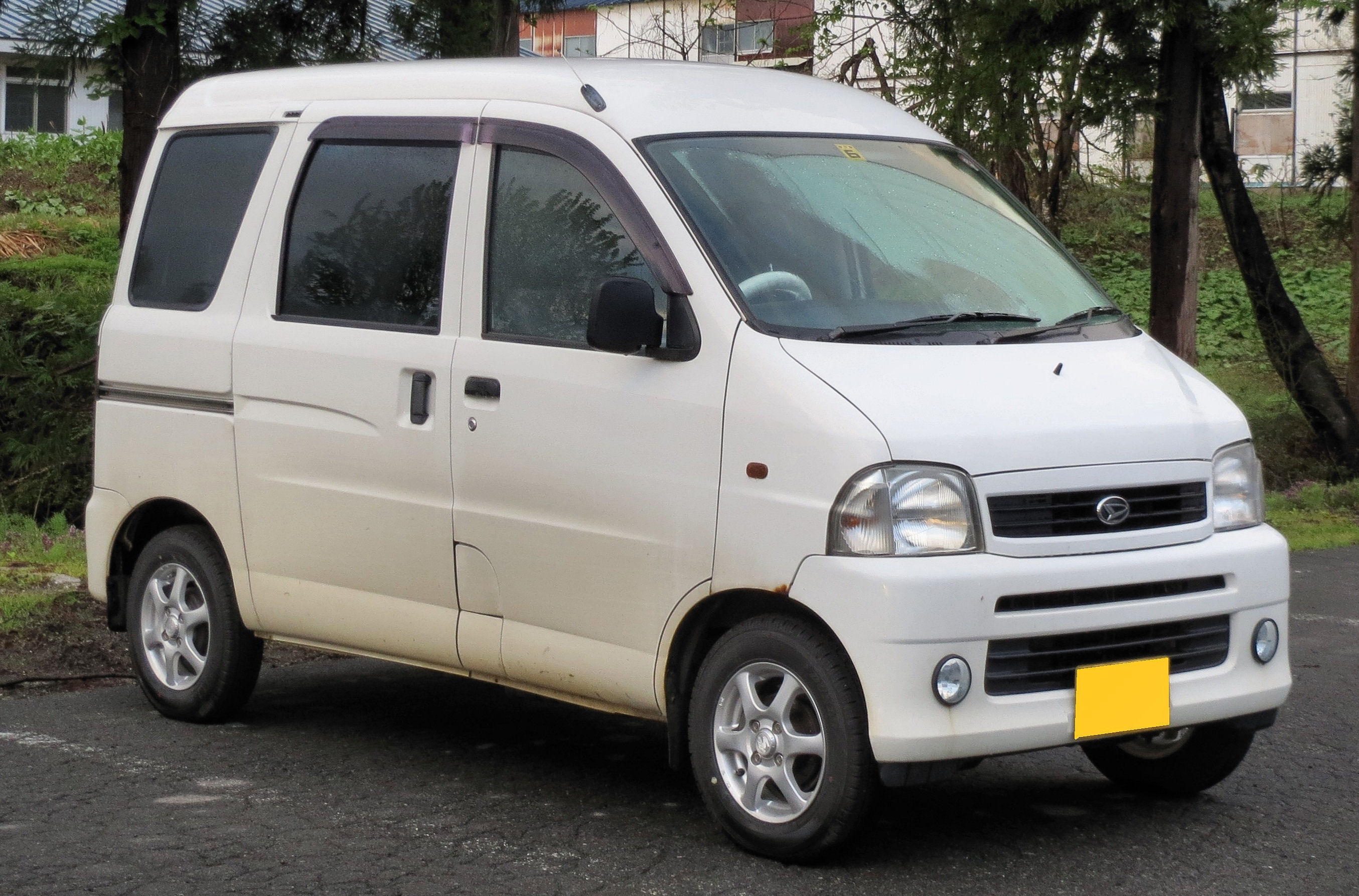
9代目ハイゼット カーゴ4WD (後期型)
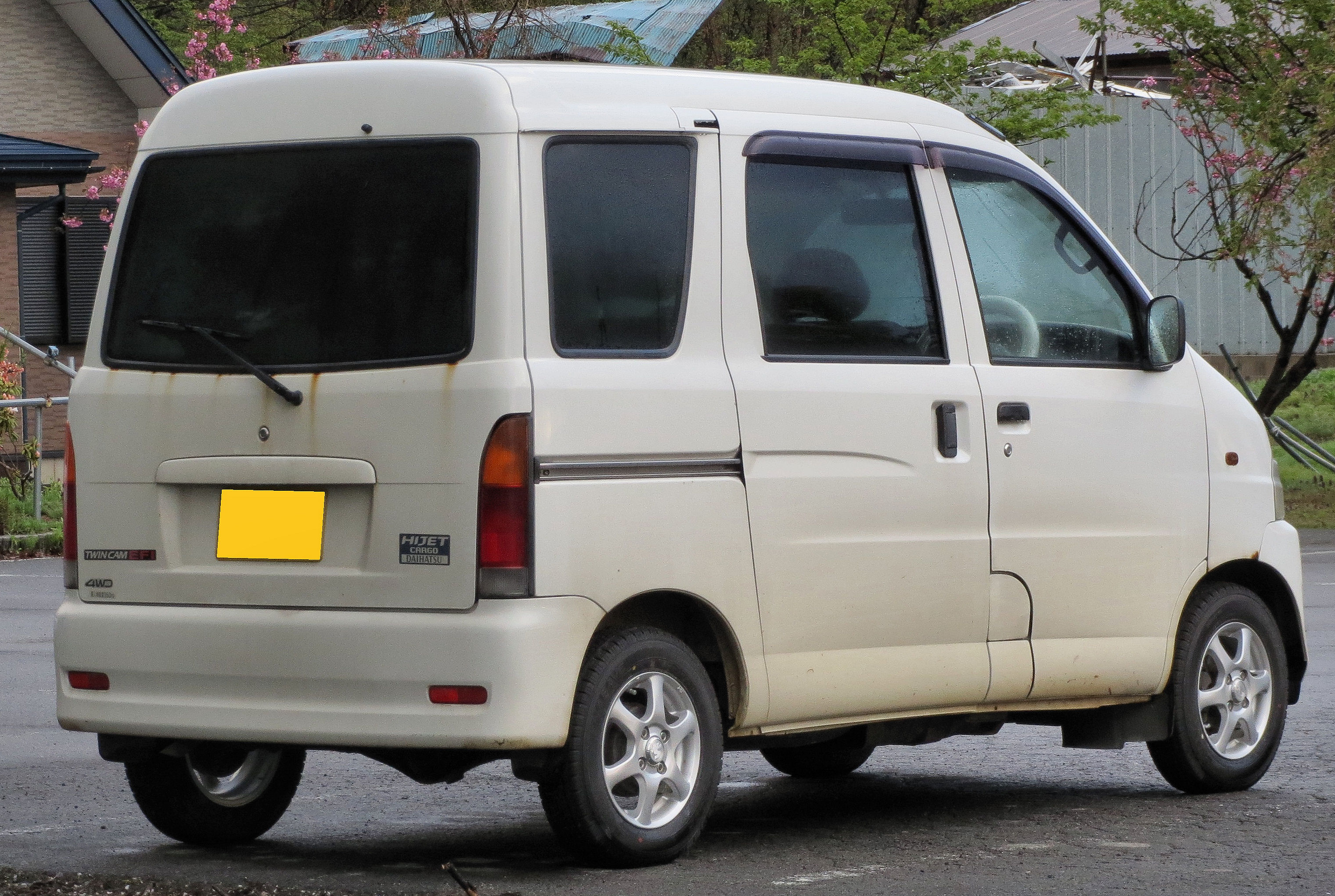
9代目ハイゼット カーゴ4WD (後期型・リヤ)
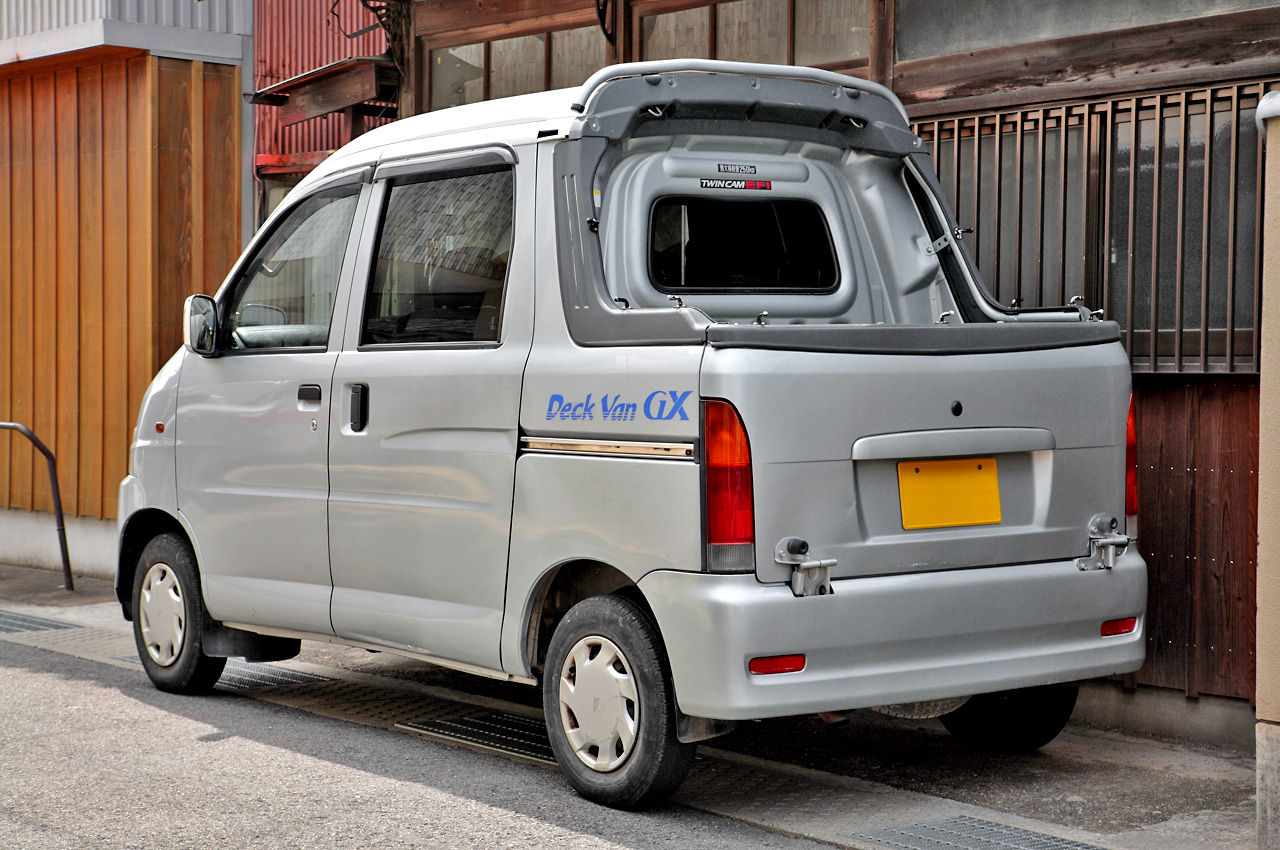
9代目ハイゼット デッキバン GX
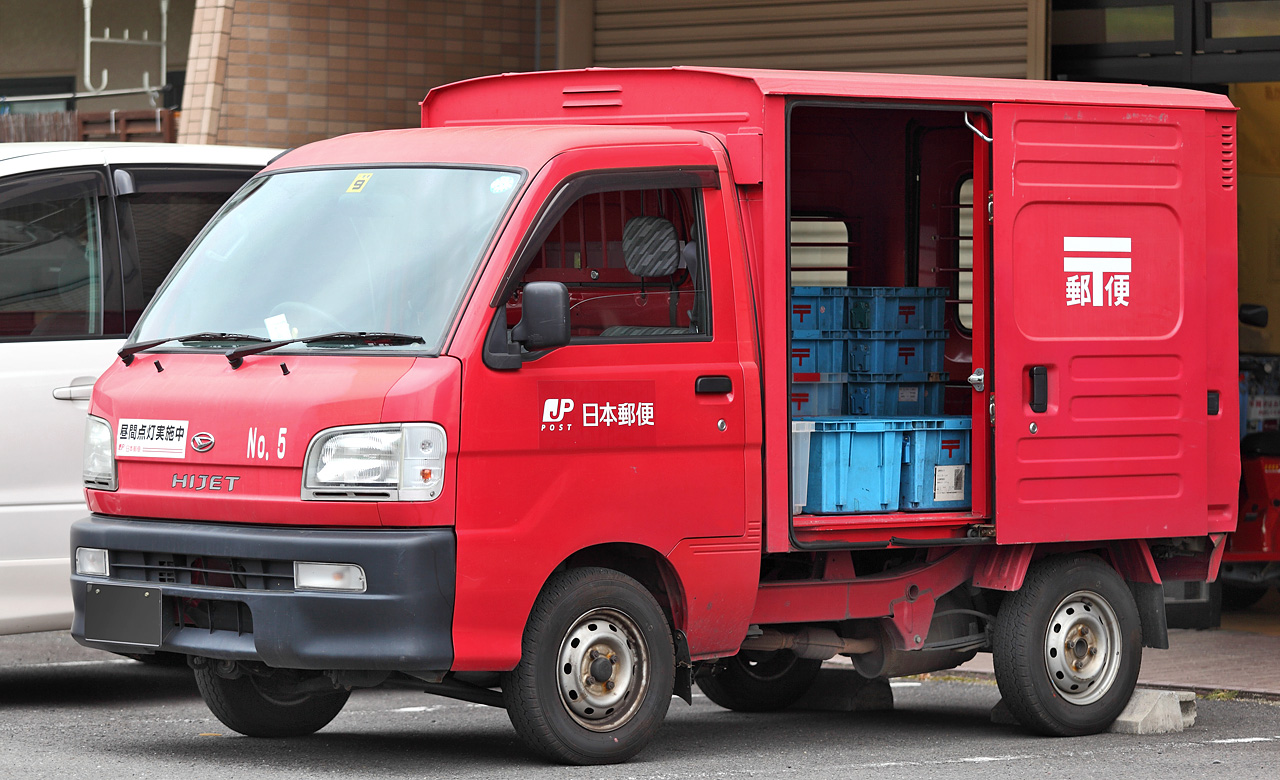
9代目ハイゼット パネルバン（前期型）

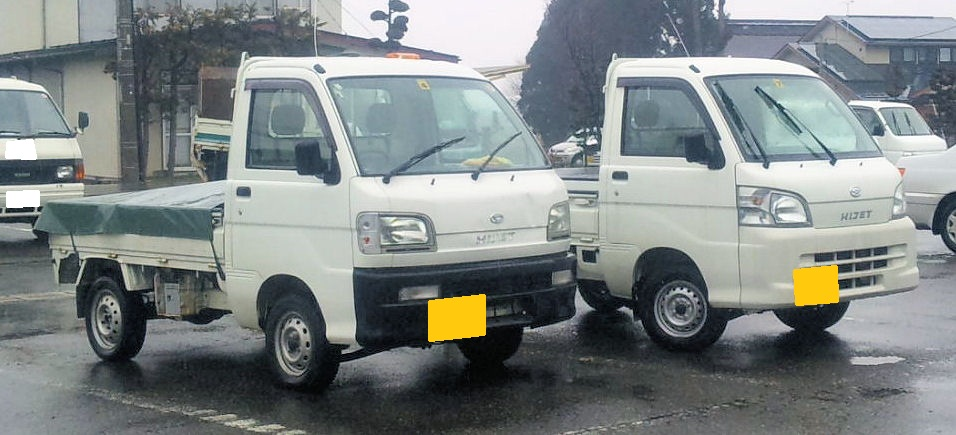
9代目ハイゼットトラック （前期型(画像左・S210P)と後期型(画像右・S211P)）
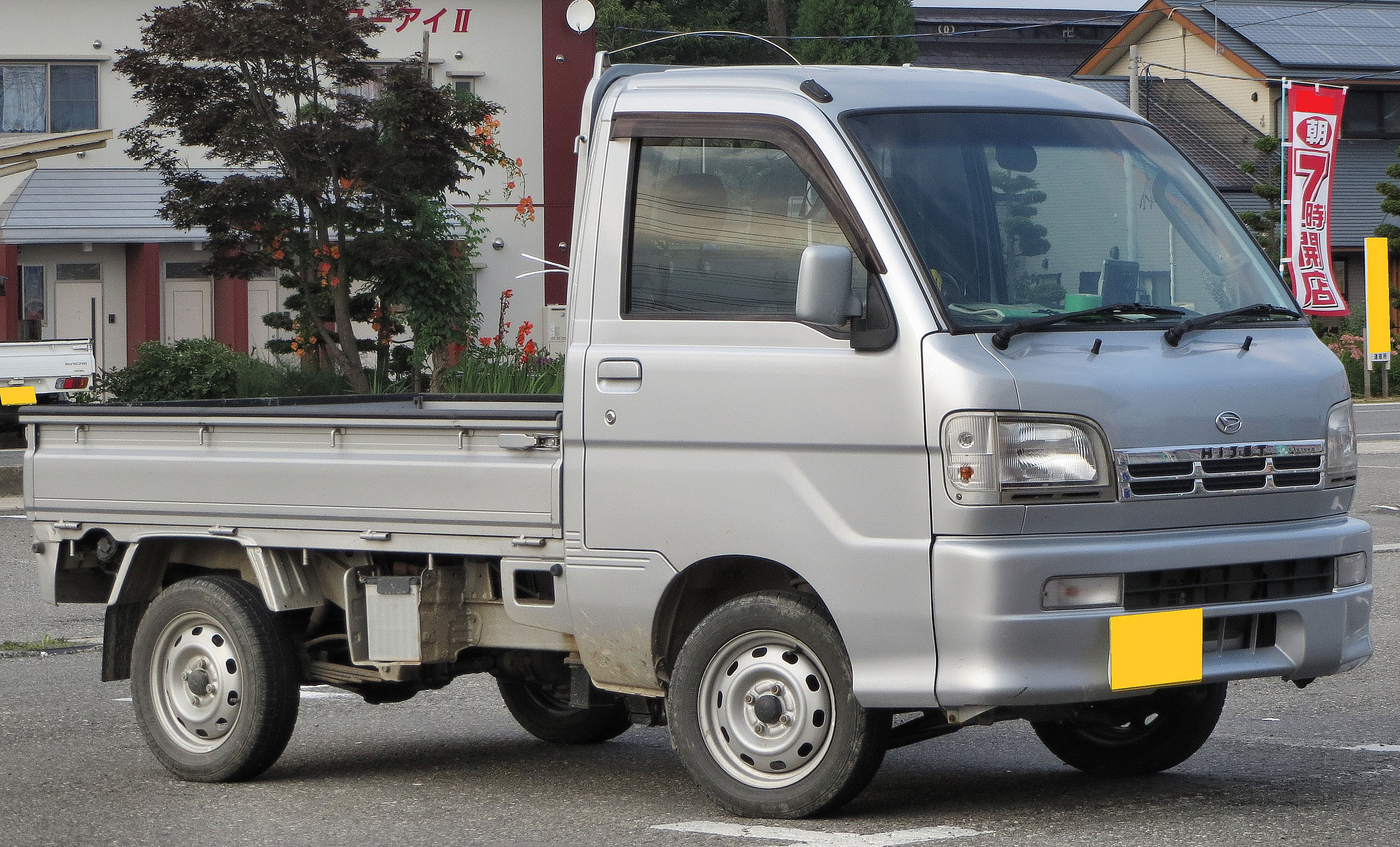
9代目ハイゼットトラック エクストラ4WD (S210P・前期型)
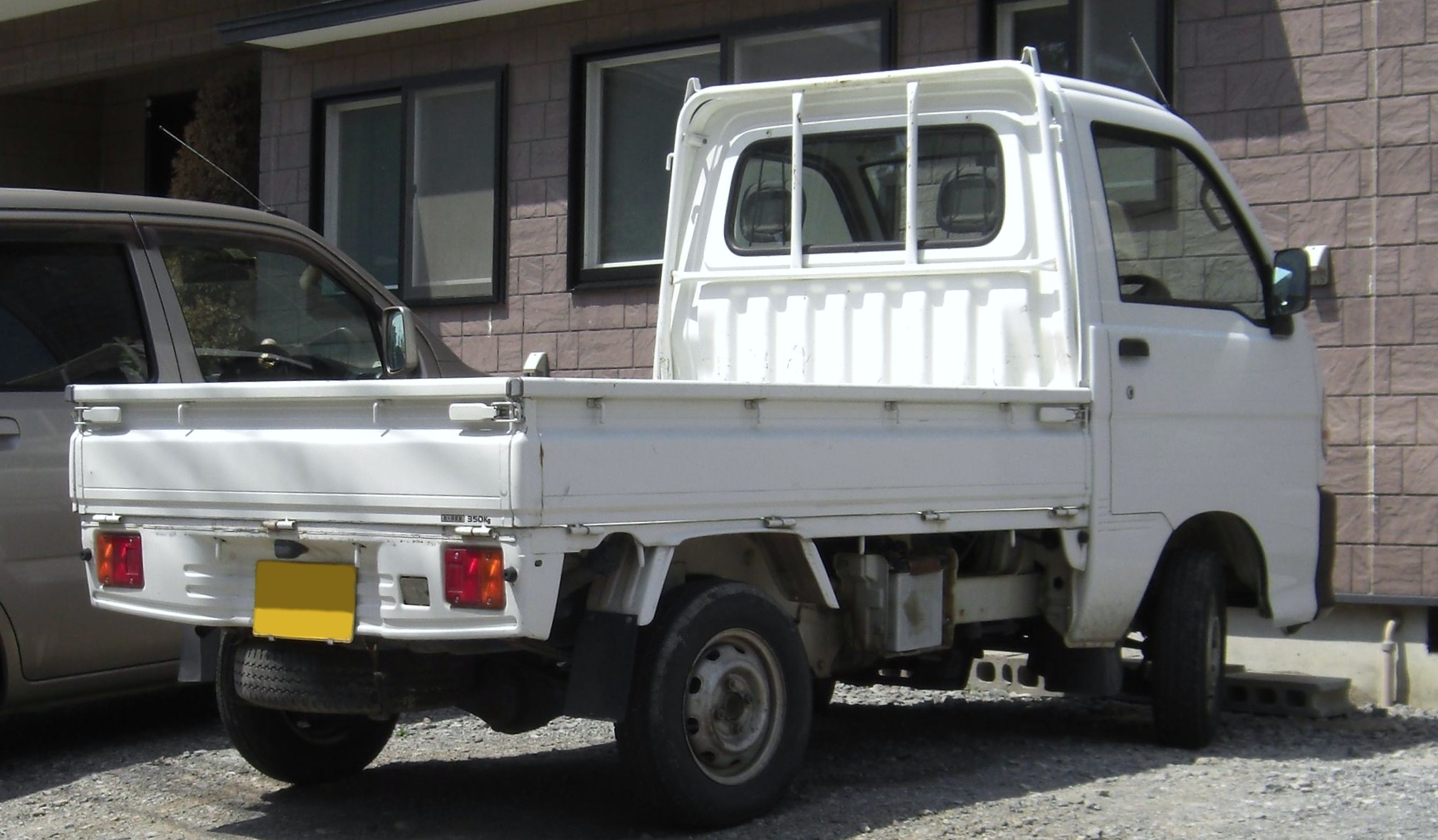
9代目ハイゼットトラック スペシャル4WD （S210P・前期型・リヤ）
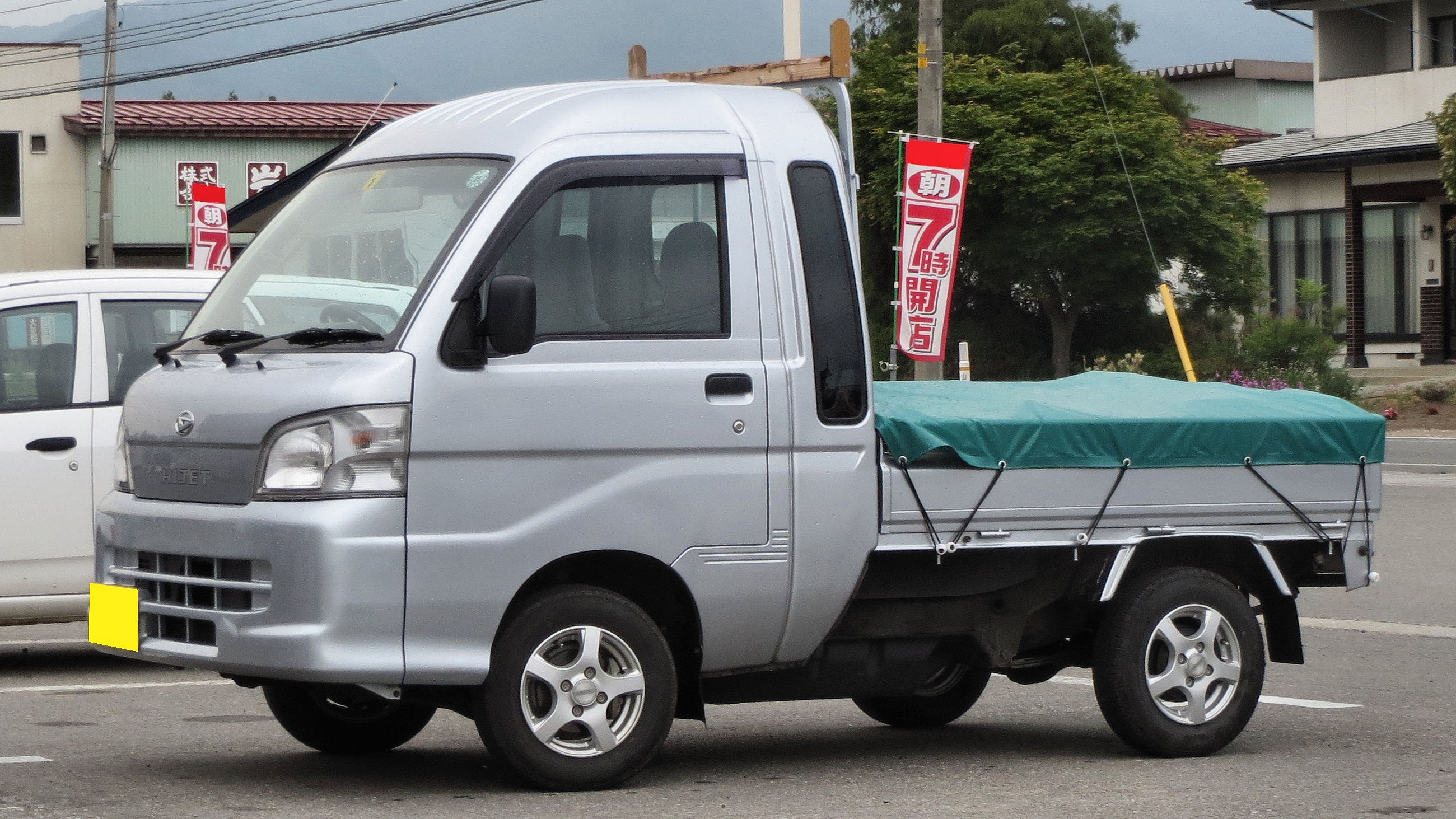
9代目ハイゼット ジャンボ4WD (S211P・後期型)
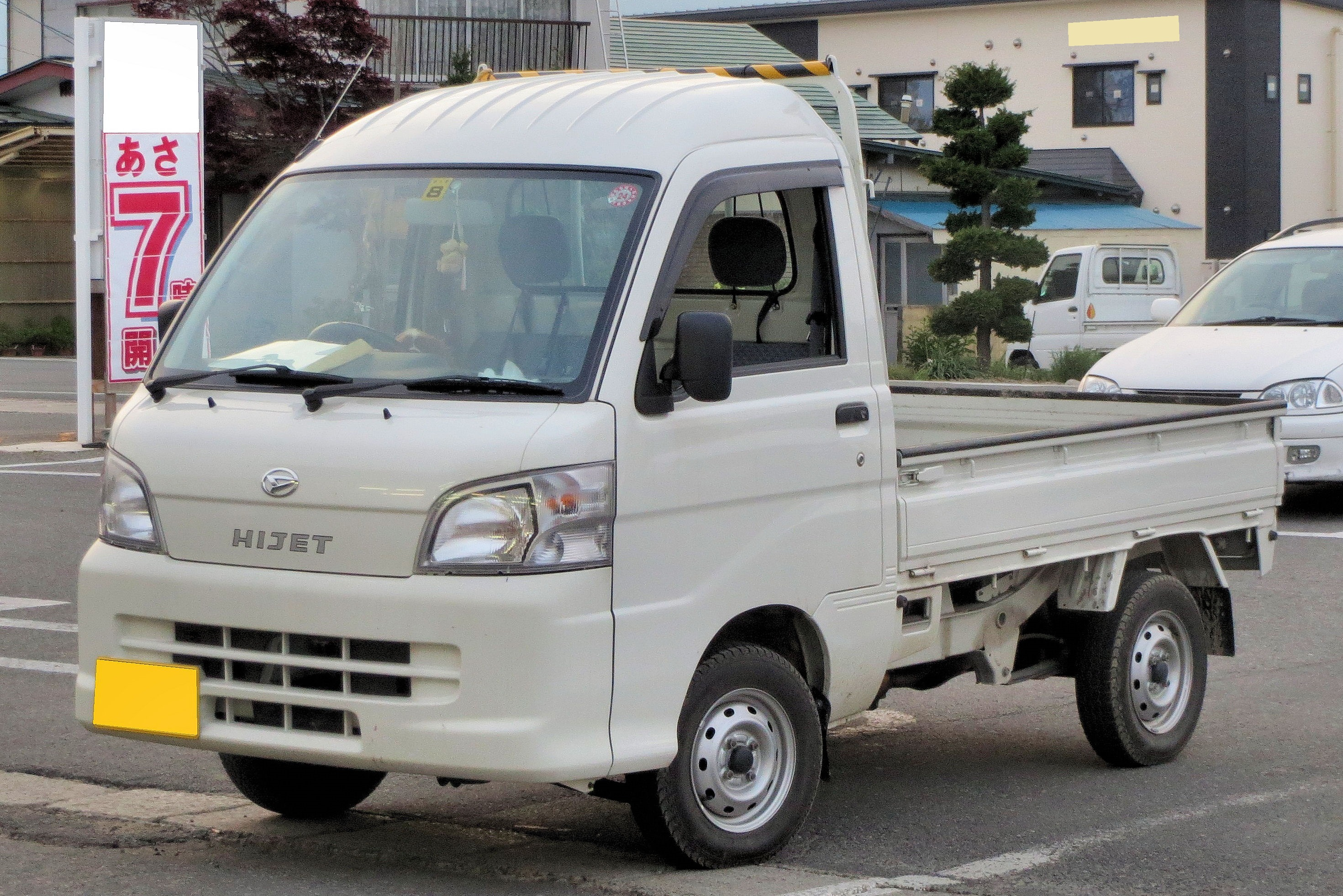
9代目ハイゼット トラックハイルーフ4WD (S210P・中期型)
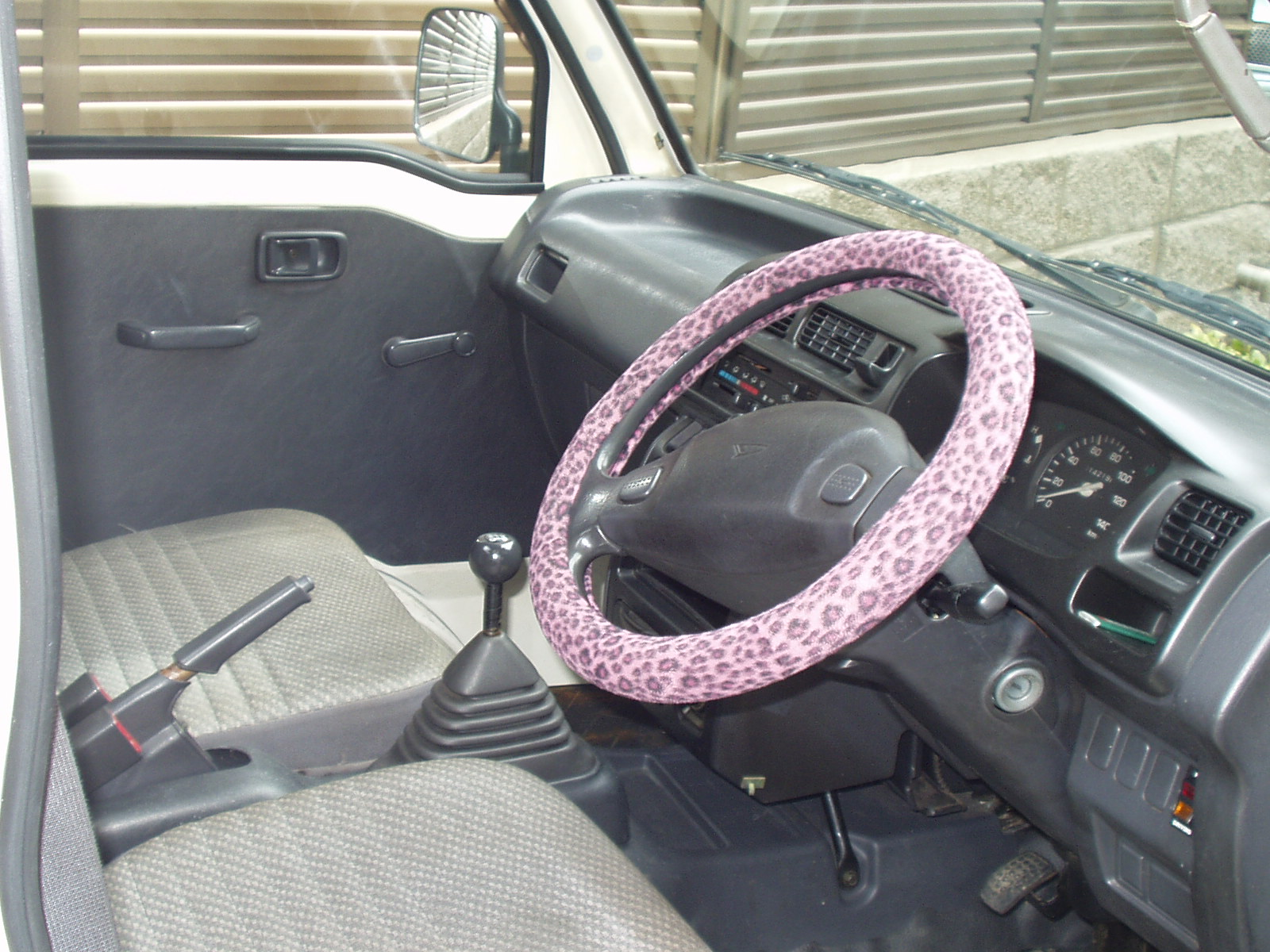
9代目ハイゼットトラック 室内 （S200P・前期型） ※画像はスペシャル2WDのもの

1999年1月6日
フルモデルチェンジ。型式は2WD車が「S200」、4WD車が「S210」となる。衝突安全ボディを採用し、前面衝突安全基準をクリア。
フルキャブタイプを継承しつつ、先述のカーゴ（バン）と異なりプラットフォームは8代目トラックの設計の多くを踏襲し、新規格に対応させるための設計変更で極力コストを抑えて開発された。基本的に8代目トラックをベースとしているものの、外見上のキャビン周りの造形は極力現代風のしつらえに刷新されており、ノーズ付キャビンと大型異型ヘッドランプにより個性的なフロントマスクが採用され、内装に関しては当然インパネも新造形となった。「エクストラ」にはカラードバンパーとラジエターグリル風フロントメッキガーニッシュを、「デラックス」にもラジエターグリル風フロントメッキガーニッシュを装備した。安全対策を行いながらも荷台長を1,940mmに、床面フロア長も2,020mmに拡大（ローダンプ、パネルバンを除く）。また、万一の際のドライバーへの損害を低減するブレイクアウェイ・ステアリングコラム、衝撃吸収ウレタンステアリングを全車に採用した。ボディ全体の表面積の約85%に亜鉛メッキが処理された防錆鋼板を使用するとともに（ただしパネルバンはキャビン周りのみ処理）、カチオン電着塗装を施し、高い防錆性能を実現。さらに、一方開「スペシャル」、ローダンプ、パネルバンを除く全グレードには荷箱を全面メッキ化し、厳しい条件下でも耐久性を高めた「ストロング防錆仕様」をオプション設定。この仕様では軽トラック初となる錆による穴あき5年、表面錆3年の長期保証を実現した。グレード体系は「スペシャル」・「デラックス」・「エクストラ」・パネルバン（4WD車は5MTのみ）の4グレードの他、4WD専用の「スペシャル農用パック」、「クライマー」、ローダンプの3グレードも用意される。ちなみに「スペシャル」の2WD・5MT車に限り、当初三方開タイプの他に、一方開タイプも用意されていた。
なお、9代目ハイゼットトラックに標準装着のサイドミラー（ディーラーオプション除く）は8代目から引き続き運転席側、助手席側ともに5代目、および6代目スバル・サンバーと共用の部品が使用されているため富士重工業の刻印（○の中に「フ」のCI）が入っている。
1999年9月16日
新開発のEFGI（電子制御式フィードバック・ガス・インジェクション）採用エンジンを搭載したLPG車を追加。
2000年2月4日
一部改良。カラードバンパーと乗降グリップ（助手席のみ）、および5MT仕様車にクラッチスタートシステムを全グレードに追加採用。「スペシャル」のエンジンをツインカムDVVT3気筒12バルブEFIエンジンに変更し、バッテリカバー、シガーライター、間欠式2スピードワイパー、Hi-Lo切替式パートタイム4WD（4WD車）を装備した「ツインカムスペシャル」と「スペシャル」に前述のストロング防錆仕様を標準化した「スペシャル ストロング防錆パック」を追加し、「スペシャル」の一方開タイプ（2WD・5MT車専用）および「デラックス」を廃止。「エクストラ」にはパワーステアリングとAM/FM付ステレオも追加された。
2001年1月16日
一部改良。AT車全車およびMT車のEF-VE型ツインカムDVVT3気筒12バルブEFIエンジン搭載車に樹脂製エンジンアンダーカバーが標準装備化され、4WD車全車にメーカーオプションで13インチラジアルタイヤ（145R13 LT 6PR）／ホイールが選択可能となった。またガードフレームを角パイプ化し、ロープフックの形状を改良すると同時にリアゲート部にも追加したことで荷役性を向上させた。また、ホイールハウス上部の形状を改良し乗降性も向上させた。「エクストラ」にはカラードドアミラー&ドアアウターハンドル、大型荷台作業灯、格納式テールゲートチェーン、リア4枚リーフスプリング(4WD)、スーパーデフロック(4WD)を追加装備した。
両タイプともMT車にクラッチスタートシステムを追加し、AT車はトルクコンバーターの効率を改善し燃費を向上。軽貨物車車外騒音規制に対応した。
2002年1月15日
一部改良。エンジンの出力をアップし、走行性能を向上するとともに環境性能も向上し、EF-SE型エンジン搭載車は「良-低排出ガス車（★）」、EF-VE型エンジン搭載車は「優-低排出ガス車（★★）」認定を取得した。カーゴの一部に4AT車が設定されたことにより4WD車の燃費も向上された。「エクストラ」にエアコンを追加し、シート表皮を変更。「スペシャル」と「ツインカムスペシャル」にはエアコン&パワーステアリング装着車を設定した。
2003年6月2日
一部改良。液晶式オドメーター&トリップメーター付電子式メーターを装備。「スペシャル」をベースに、エアコン、パワーステアリング、間欠ワイパー、助手席サンバイザーなどを装備した「エアコン・パワステスペシャル」を追加した。
2004年12月20日
大規模なマイナーチェンジ（一次改良）。中期型となる。主にキャビン部分のデザインを中心に大幅にリファインするとともに、ガードフレーム（鳥居）は薄型化し荷台への張り出しをなくしたことにより、箱物を重ねて積む際の効率を上げるとともに、ガードフレーム荷台長を1,945mmに拡大した。このため、これ以降の9代目モデルを俗に9.5代目と呼ぶことも決して少なくない。ボディカラーを一新し、これまでのホワイトとブルーイッシュシルバーメタリックに代わり、オフホワイトとファインシルバーメタリックに変更。ブルーは廃止となった。また、ユーザー調査に基づき、大型グローブボックスや大型インパネセンターポケット等豊富な収納スペースを確保、タイヤの切れ角アップにより、最小回転半径3.7mを実現（従来型の最小回転半径は3.8m）。このほか、パワーステアリング装着グレードに関してはこれまでの油圧ポンプによるエンジン回転数感応式から電動モーターによる車速感応式に変更された。ボディの塗装に関しては、後述するデッキバンを含む10代目カーゴ同様、ウレタン塗料を油性系から水性系に変更し下塗り塗料の材質を改善することで防錆力を20%向上。さらに亜鉛メッキ処理された防錆鋼板の使用比率をボディ全体の表面積の約90%まで（従来型は約85%）に引き上げた。また、従来モデルよりさらに錆に強くなったオールステンレスマフラーを全車に標準装備し、メーカーオプションの「ストロング防錆パック」は荷台・ゲートのヒンジや接合部のメッキ膜圧をアップし、防錆力が強化されたほか、キャビン周りの防錆処理も若干強化されている。なお、マイナーチェンジに伴い、生産拠点をダイハツ車体（現・ダイハツ九州）の大分・中津市に建設された新工場に移した。
2006年12月
トラックを一部改良（仕様変更扱い）。2007年1月から施行される側面、および下面の視認性に関する法規に対応するため、全車に助手席側アンダーミラー付サイドミラーを標準装備化。ただし運転席側のサイドミラーはこれまで通り5代目、および6代目スバル・サンバーと共用の部品が使用される。これに伴い、ジャンボに運転席側SRSエアバッグを標準装備化し、更にジャンボを除くトラック全車にデュアルSRSエアバッグをメーカーオプション設定（ジャンボのみ助手席側SRSエアバッグをメーカーオプション設定）し安全性を向上。ヘッドランプレベライザーが標準装備となる。
2007年12月10日
トラックをマイナーチェンジ（二次改良）。型式が2WD車でS201P型、4WD車でS211P型にそれぞれ変更。後期型となる。全車エンジンがこれまでのEF-SE／EF-VE型エンジンから新開発のKF-VE型ツインカムDVVT3気筒12バルブエンジンに変更したことでドライバビリティと燃費性能が向上。特に2WD・AT車は「平成22年度燃費基準+10%」を達成した。ただしエクステリアデザインに関しては大規模マイナーチェンジ実施後の「S200P／210P」からそのまま継続された。この他、全車に間欠ワイパーを標準装備化されボディカラーが一部変更となり、5MT車のシフトノブの形状、およびインテリアカラーもそれぞれ変更された。「スペシャル」および「農用スペシャル」、「エアコン・パワステスペシャル」はいずれもボディカラーはオフホワイトのみに整理され、「エクストラ」にはキーレスエントリーシステムと以前はカセットステレオだったが1DINのAM/FM付CDステレオ(CD-R/RWに対応)&10cmフロントスピーカーを追加、「エアコン・パワステスペシャル」は日本語表記のAM/FMラジオを装備した。これに伴いツインカムエンジン搭載の5MT車専用の特装仕様「ツインカムスペシャル」および「エアコン・パワステ ツインカムスペシャル」はそれぞれ廃止され、同時に「エクストラ」のツートーンボディカラーのメーカーオプション設定も廃止された。以前はエアコン非装備グレードも多数あったが、「エクストラ」・「デラックス」は標準装備。「スペシャル」はオプション(注文時でエアコンを取り付ける)という体系である。
2010年8月17日
一部改良。同年9月に施行されるJC08コールドモード排出ガス基準をクリア。装備面ではシガーライターとバッテリーカバーを全車標準装備化。これに伴い「農用スペシャル」はエアコン、パワーステアリング、日本語表記のAM/FMラジオが標準装備化された。
2010年12月
ハイゼットトラックが日本国内でのトラック（軽・小型・普通）の車名別年間販売台数で39年間首位を守り続けたスズキ・キャリイを上回り、初の首位となった。
2011年12月1日
一部改良。2012年7月から改正されるシート、およびシートベルトに関する保安基準の改正に適合。ヘッドレストの大型化、およびシートベルトプリテンショナーなど安全面に対する法規の強化に伴う対応を実施。ジャンボなど、一部を除くトラックベースの特装車に運転席エアバッグが標準装備となる一方で、バッテリーカバーの「HIJET」ロゴのレリーフの廃止、および4WD車の後部正面アオリの「4WD」ロゴのデカールの貼付の廃止、一部の特装車が廃止となった。ボディカラーについては、「オフホワイト」（W20）を廃止し、前期型S200P系以来となる「ホワイト」（W09）を7年ぶりに復活させた。同時に、トヨタ自動車へピクシストラックとしてOEM供給を開始した。
2012年4月2日
富士重工業（現・SUBARU）へ7代目サンバートラックとしてOEM供給を開始。
2012年12月17日
一部改良（仕様変更扱い）。2013年1月から施行される灯火器及び反射器等に関する法規に対応するため後方反射板を追加装備（ただし特装車の一部を除く）し、夜間の積み降し作業時や乗降時の安全性を向上。防錆鋼板の採用範囲拡大（約90% → 約95%）、ボデーシーラーの塗布範囲拡大を実施し耐蝕性の向上が図られるとともに、触媒の変更により全車がJC08モード燃費に対応となった。最廉価グレードの「スペシャル」の基本装備に関しては日本語表記のAMラジオから同・日本語表記のAM/FMラジオに変更となった。
2013年12月20日
特別仕様車「VS」シリーズを発売。「エアコン・パワステスペシャル」、「農用スペシャル」、「エクストラ」及び特装車シリーズの「ハイルーフ」をベースに、ラジエターグリル風大型フロントメッキグリル、カラードバンパー、あゆみ板掛けテールゲート、格納式テールゲートチェーン、大型荷台作業灯の5点を特別装備したほか、3層塗装の採用、荷台下フレームの外面と下面にアンダーコートの塗布と防錆ワックスの追加、ガードフレームと荷台ヒンジに防錆処理を行い、荷台ヒンジには防錆材を施すことで防錆性能を強化し、サビ保証も小型普通車並みのボディ外板表面サビ3年・ボディ外板穴あきサビ5年に延長した。「ハイルーフ"VS"」除く全グレードにはメーカーオプションで「アップグレード防錆パック」の設定も可能となる。装備の追加や基本性能の強化を行いながらも車両本体価格はベース車と同一価格に設定（据え置き）された。ボディカラーはカタログカラーの「ブライトシルバーメタリック」に加え、本仕様車専用色の「ブラックマイカメタリック」と「ブルーマイカメタリック」、そして「ホワイト」の3層塗装仕様（W19）を加え、軽トラックのボディカラーでは最多となる4色が用意される。
2014年7月
次世代型販売のため、注文受付終了、および生産終了。
2014年9月1日
ダンプ、保冷車、パネルバン等の特装車を除くトラック販売終了。
2014年10月13日
ダンプ、保冷車、パネルバン等の各種特装車シリーズ販売終了。9代目シリーズは全て販売終了となった。
- 9代目ハイゼット
カーゴ4WD
(前期型・リヤ)
- 9代目ハイゼット
カーゴ4WD
(後期型)
- 9代目ハイゼット
カーゴ4WD
(後期型・リヤ)
- 9代目ハイゼット
デッキバン GX
- 9代目ハイゼット
パネルバン（前期型）

- 9代目ハイゼットトラック
（前期型(画像左・S210P)と後期型(画像右・S211P)）
- 9代目ハイゼットトラック
エクストラ4WD
(S210P・前期型)
- 9代目ハイゼットトラック
スペシャル4WD
（S210P・前期型・リヤ）
- 9代目ハイゼット
ジャンボ4WD
(S211P・後期型)
- 9代目ハイゼット
トラックハイルーフ4WD
(S210P・中期型)
- 9代目ハイゼットトラック
室内
（S200P・前期型）
※画像はスペシャル2WDのもの

## 10代目（S320V/S321V/S330V/S331V/S500P/S510P）

### カーゴ（S320V/S321V/S330V/S331V）

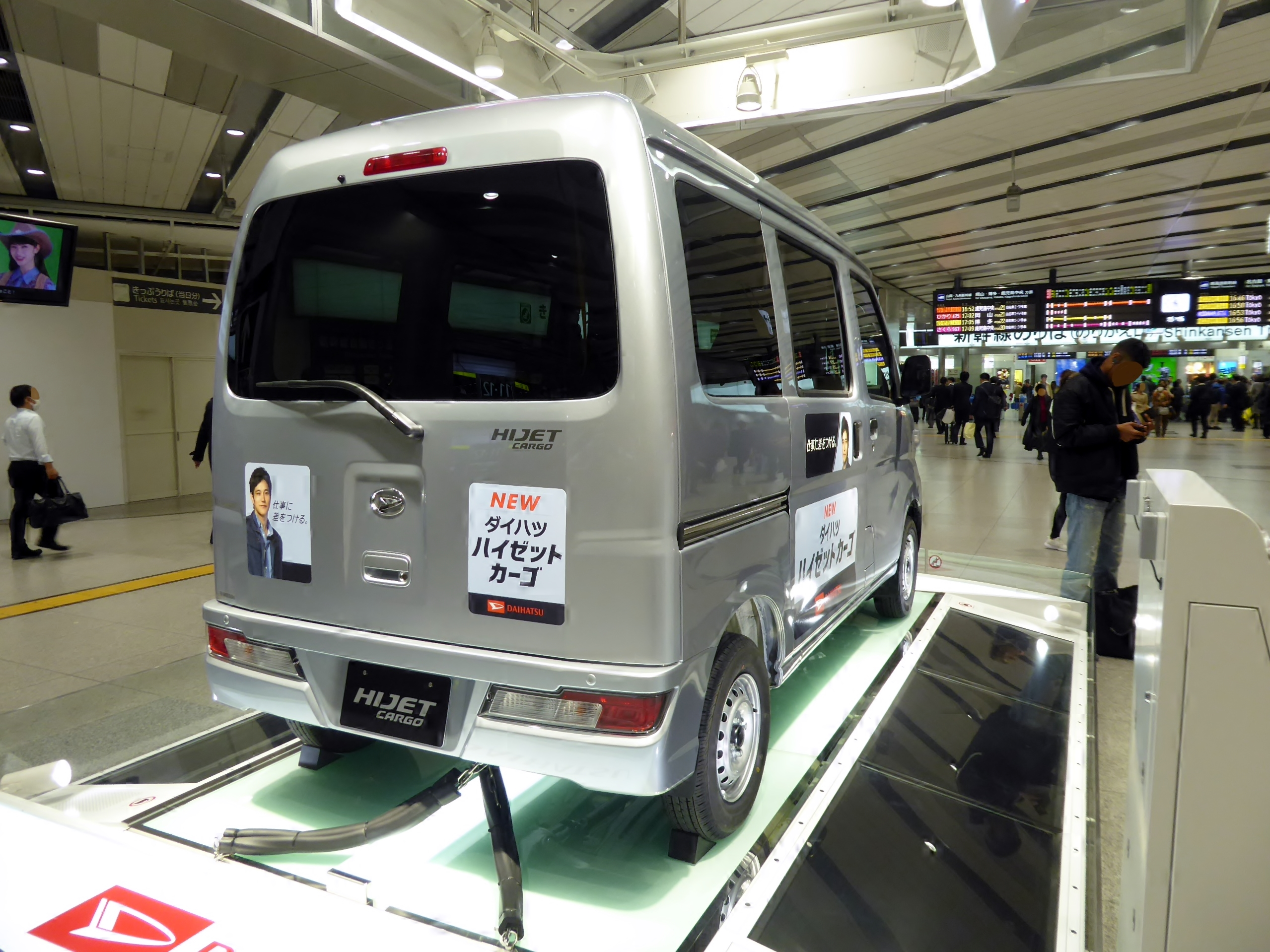
デラックス"SA III" (S321V・2017年後期型) リヤ
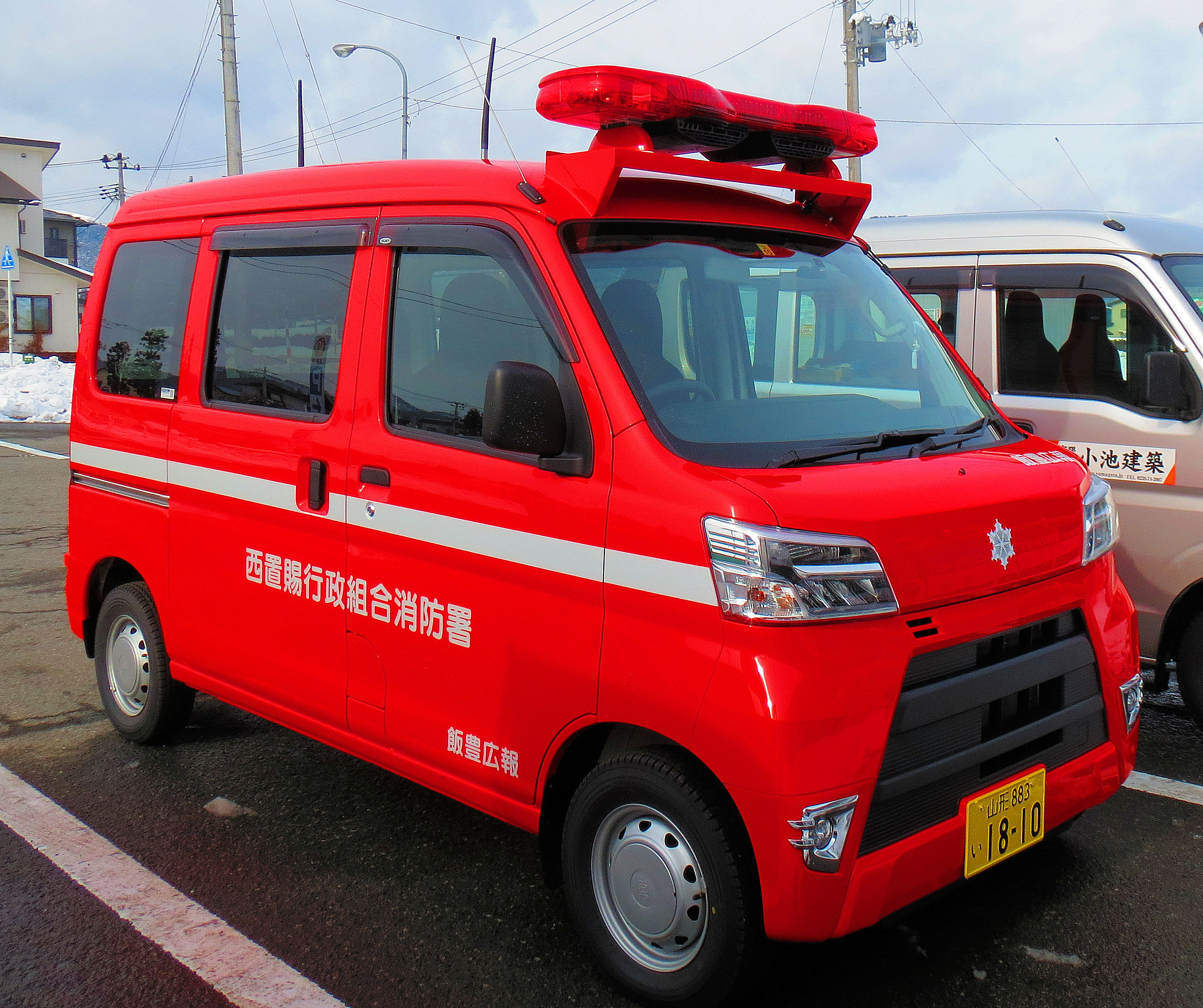
カーゴ デラックス4WD (S331V・2017年後期型) 西置賜行政組合消防署 飯豊分署広報車
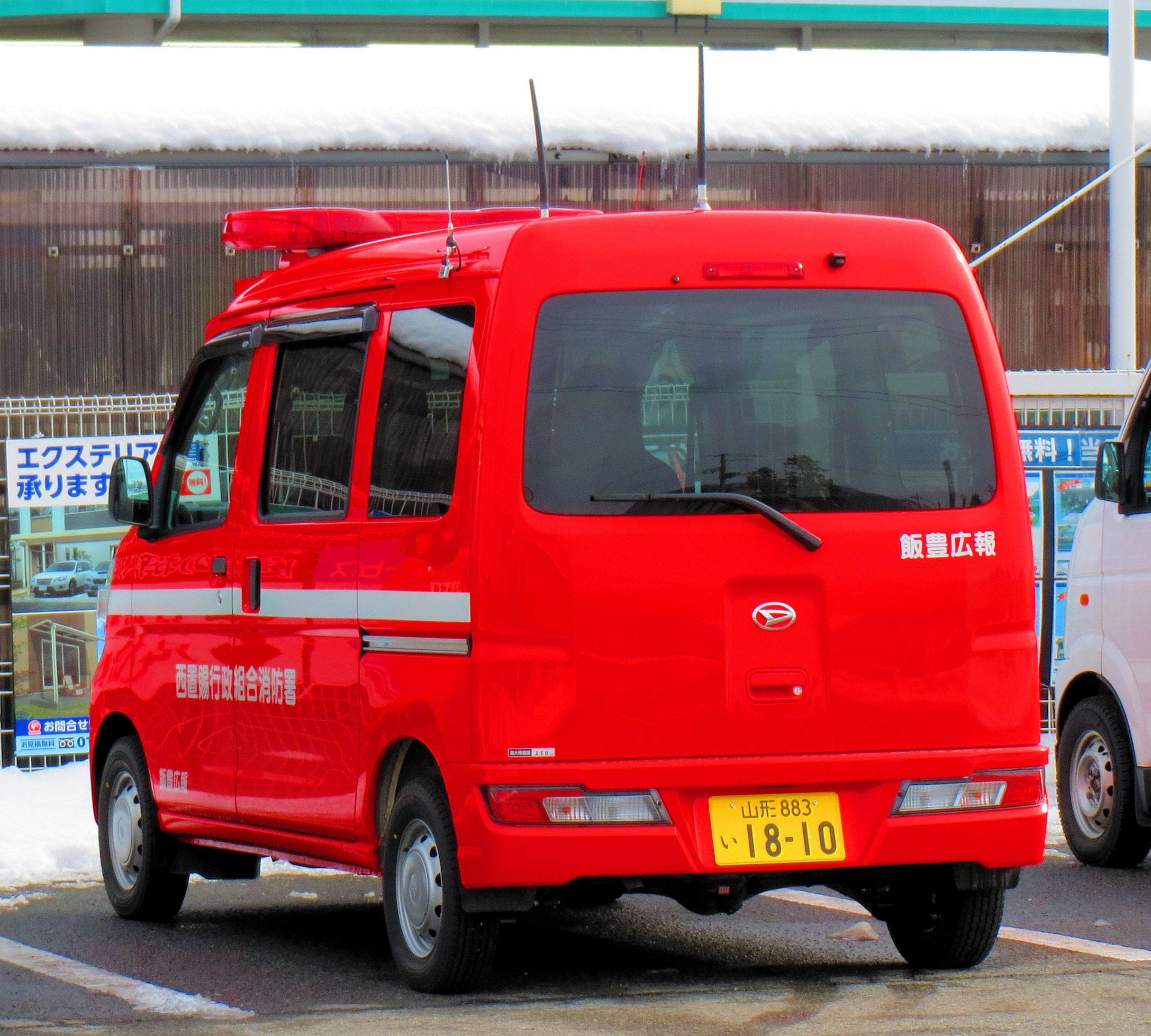
カーゴ デラックス4WD (S331V・2017年後期型) 西置賜行政組合消防署 飯豊分署広報車 リヤ
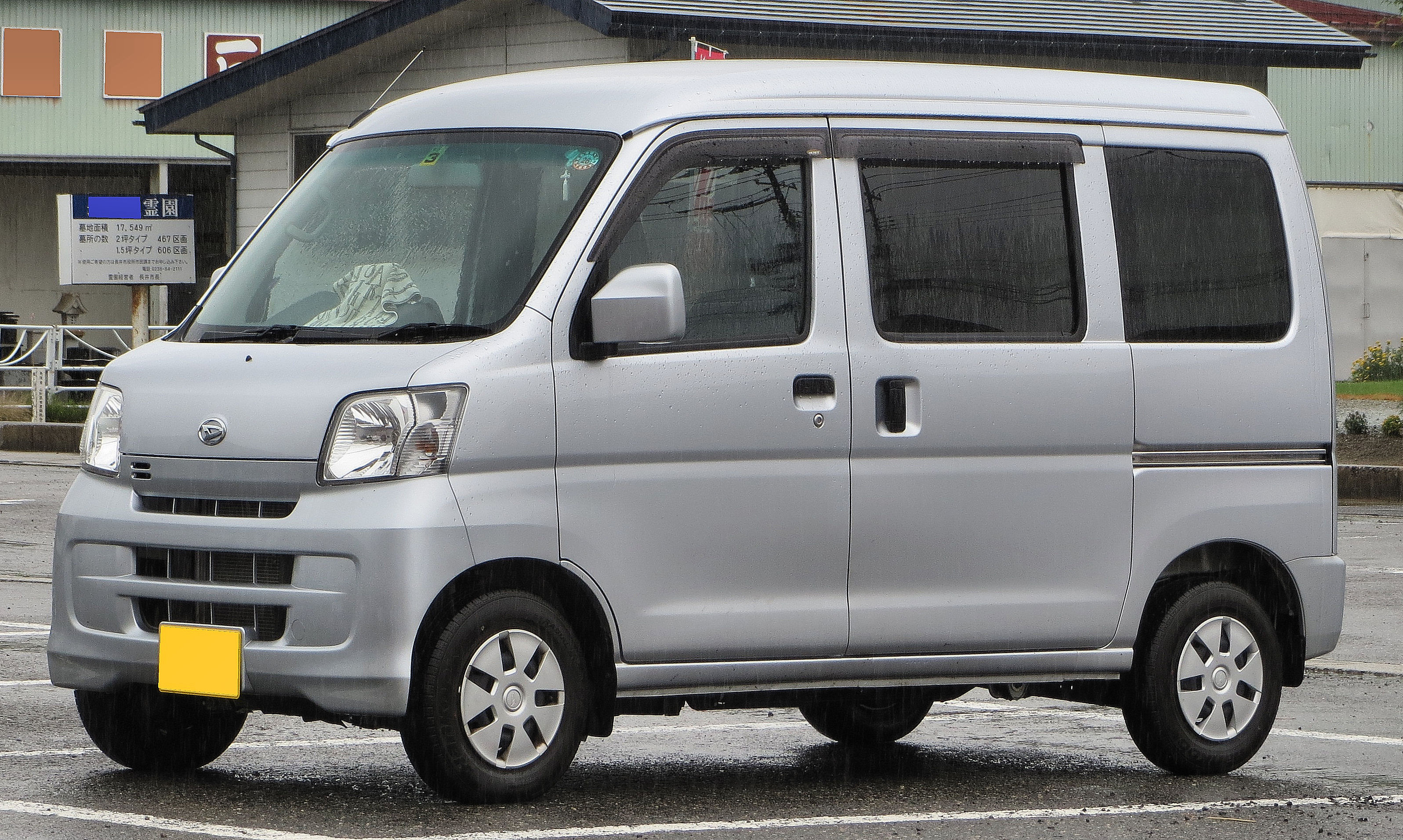
カーゴ クルーズ4WD(S331V・2007年中期型)
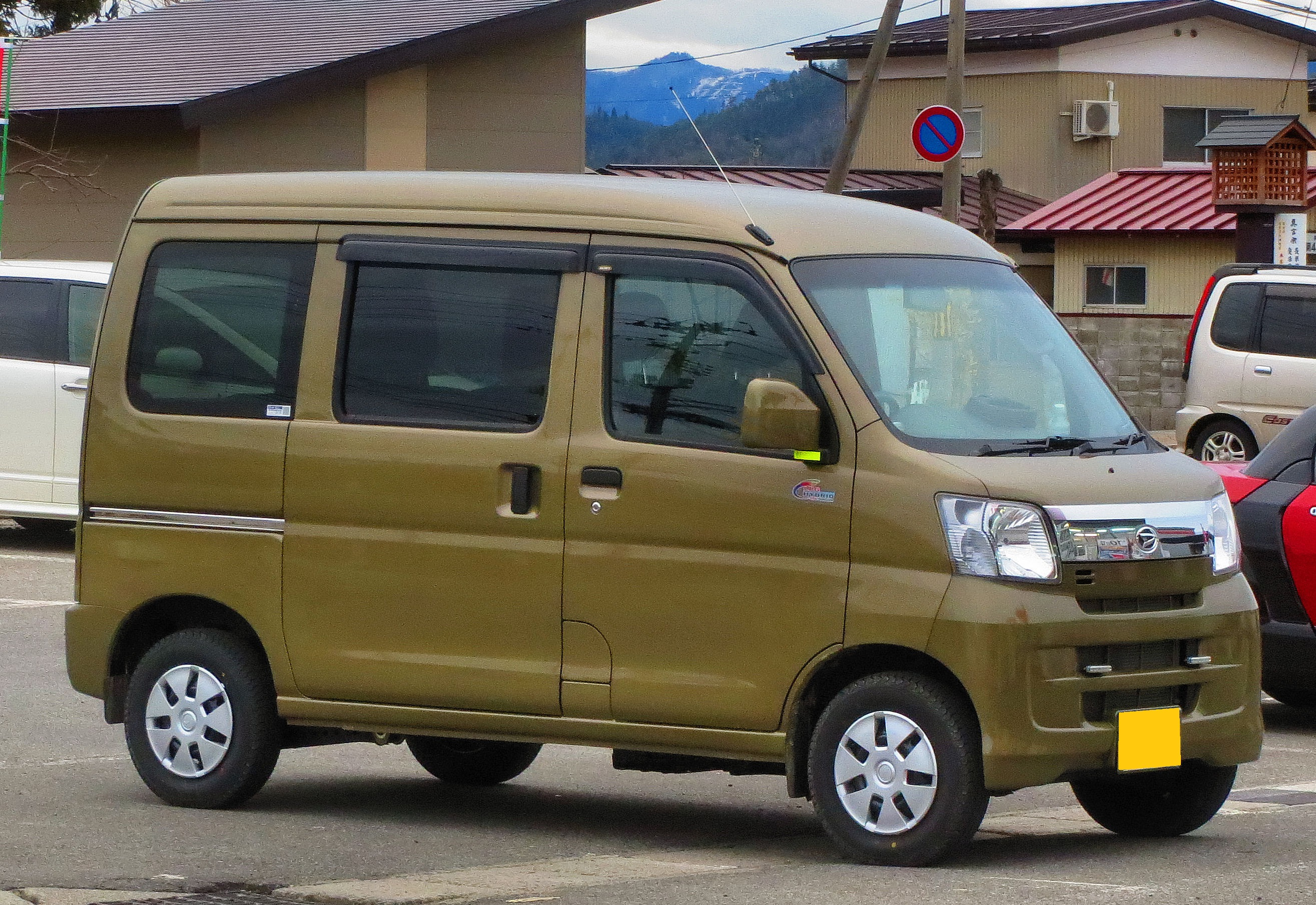
カーゴ(S331V・2015年中期型) 特別仕様車 リミテッド
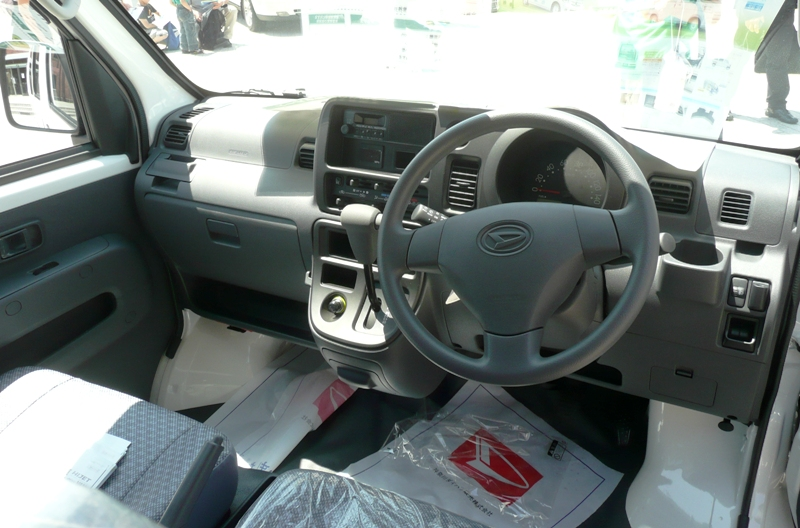
室内（CNG車）
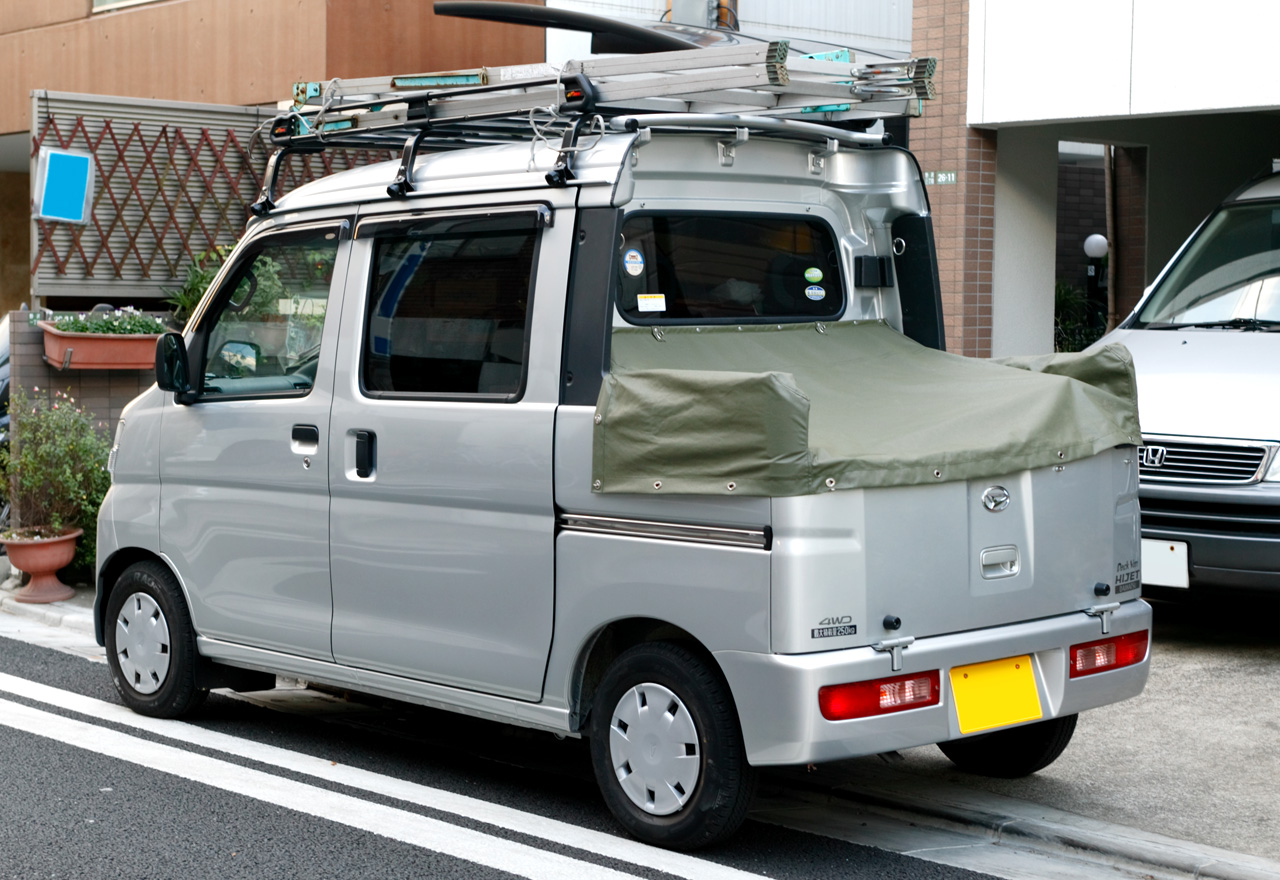
デッキバン4WD G （S330W・2004年前期型）
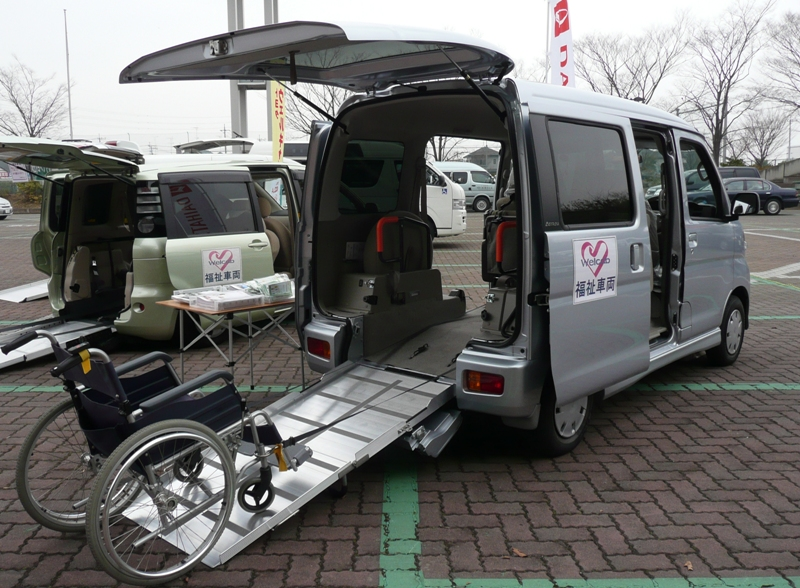
スローパー
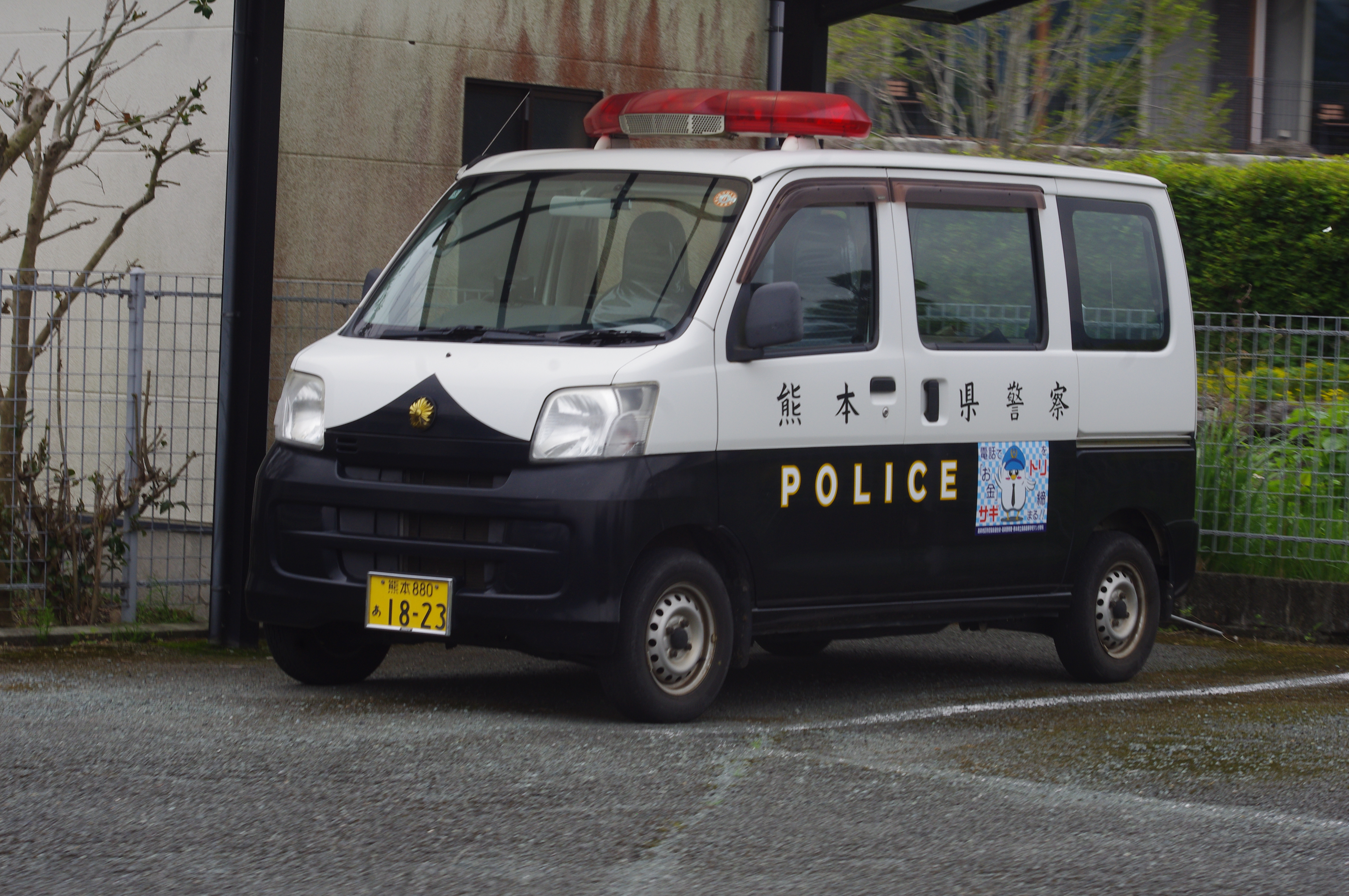
カーゴ(中期型)パトカー

2004年12月20日
カーゴのみ先行フルモデルチェンジ。テールランプとリアのナンバープレートがリアバンパーにビルトインされたデザインとなる。ただしトラックは先述の通りビッグマイナーチェンジを施行し、9代目モデルを継続生産。型式は2WD車が「S320V」、4WD車が「S330V」となる。高い積載能力が目でわかる新ボクシースタイルとなった。インテリアも一新され、スイッチ類も運転席まわりに集中配置し使いやすさを向上。ビッグマイナーチェンジを受けたトラックと同様、大型グローブボックスや大型アンダートレイなどの豊富な収納スペースを備えるとともに、荷室にはユースフルナットやユーティリティホールも備えられ、ユーザー自身で自在に使えるように工夫された。ホイールベースを2,450mmに拡大し、操作安定性を向上するとともに、リアサスペンションに「アトレーワゴン」と同じ3リンクコイルを採用したことで乗り心地も向上し、ボディの約75%以上に亜鉛メッキ合金を用いた防錆鋼板の採用拡大、並びにステンレス製マフラーの標準装備により先代モデルのカーゴに対し、防錆性能が強化された。「スペシャル」の低公害仕様である「スペシャルクリーン」は「平成17年基準排出ガス50%低減レベル（☆☆☆）」を達成した。また、骨格を新しくした衝突安全ボディ「TAF」も採用。プリテンショナー&フォースリミッター機構付シートベルトも標準装備された。グレード体系を一部変更し、従来の「スペシャル」、「スペシャルクリーン」、「デラックス」、「クルーズ」に加え、EF-DET型インタークーラーターボエンジンを搭載した「クルーズターボ」が設定された。「クルーズターボ」の最大積載量は2名乗車時で200kgとなっている（その他のグレードは同350kg）。なお、この10代目（トラックは9代目の2004年マイナーチェンジ後）から、大分県中津市に移転したダイハツ車体（現・ダイハツ九州）が生産担当している。10代目ハイゼットカーゴは生産開始から生産終了まで17年に渡り、改良を重ねつつ生産された歴代ハイゼットシリーズの中でも一番の長寿モデルでもあった（次いで先述の9代目ハイゼットトラックの15年8か月）。
2005年8月29日
軽商用車初のハイブリッド車「カーゴ ハイブリッド」を追加。エンジンとトランスミッションの間に薄型モーターを配置した小型のハイブリッドシステムを搭載し、ガソリン車と同等の4名乗車と荷室性能を保持。また、車両停車時にエンジンを停止するアイドリングストップシステムも採用し燃費の向上を試みた。しかしながら10・15モードで(NA/2WD/AT車で15.6km/lであるところ)20.0km/Lと特筆できるものではなかったこと、さらに車両本体価格が200万円を超えたことから、ユーザーは官公庁や環境問題に関心が高い顧客層に限られた。
2005年10月3日
一部改良。デュアルSRSエアバッグをハイブリッドを除く全グレードに拡大装備し安全性を向上。また、1DIN AM/FM付ステレオ（「スペシャル」・「スペシャルクリーン」・「デラックス」はカセットステレオ、「クルーズ」・「クルーズターボ」はCDステレオ）&10cmフロントドアスピーカーを全車標準装備したほか、「スペシャル」・「スペシャルクリーン」には全ドア連動パワードアロック、助手席サンバイザー、助手席前倒し機構、全ドア開閉連動ルーフランプ（フロント）&荷室ランプ、フューエルリッドオープナーを装備し機能性を向上。「デラックス」にも助手席前倒し機構を採用し、「クルーズ」は電動格納式カラードドアミラーを装備した。
2006年2月1日
「カーゴ ハイブリッド」が軽商用車初の「平成17年度基準排出ガス75%低減レベル（☆☆☆☆）」を取得するとともに、「平成22年度燃費基準+5%」を達成。
2007年12月10日
マイナーチェンジ。型式は2WD車が「S321V」、4WD車が「S331V」となる（「カーゴ ハイブリッド」は除く）。エンジンをKF型エンジンに変更し、燃費を向上。さらに、フロントバンパーのデザインを変更するとともに、3本スポークウレタンステアリングホイールと明るいグレー色基調採用のインテリアに変更。この他、ボディカラーが一部変更となり、「クルーズ」と「クルーズターボ」にはリヤ3点式ELRシートベルト(チャイルドシート固定機構付)を追加し、「ハイブリッド」は助手席サンバイザーやフューエルリッドオープナー等を追加。日本語表記対応のAM/FMラジオを新設定した（スペシャル、スペシャルクリーン、デラックス、ハイブリッド）。
2010年5月
販売低迷(理由は上述)のため、「カーゴ ハイブリッド」の生産終了（翌月に販売終了）。以後はガソリン車のみのラインナップとなる。
2010年8月17日
一部改良。同年9月から施行されるJC08コールドモード排出ガス基準をクリア。2WD・NAの3速AT車はCNG車を除き全車4速化により燃費が向上し、「平成22年度燃費基準+10%」を達成。「クルーズ」シリーズにはトップシェイドガラスやメッキステアリングオーナメントが装着され、カラーバリエーションにパールホワイトが追加された。福祉車両の「ハイゼットリヤシートリフト」が廃止。
2011年11月
三菱・ミニキャブバンがマイナーチェンジで、カーゴと共通のリヤコンビランプを採用した。
2011年12月1日
一部改良。2012年7月から改正される安全面に対する法規の強化に伴う対応を実施。4WD車のテールゲートの「4WD」ロゴのデカールの貼付の廃止、および一部の特装車を廃止する。ボディカラーについては、「オフホワイト」（W20）を廃止し、S200V系以来となる「ホワイト」（W09）が現行型としては初設定された。同時に、トヨタ自動車へピクシスバンとしてOEM供給を開始。
2012年4月2日
富士重工業（現・SUBARU）へ7代目サンバーバンとしてOEM供給を開始。
2012年12月17日
一部改良（仕様変更扱い）。JC08モード燃費に対応し、「クルーズターボ」を除く2WD・4AT車及び「クルーズ」の4WD・4AT車は平成27年度燃費基準を達成した。
2014年12月5日
特別仕様車「リミテッド」を発売。
「デラックス」・「クルーズ」・「クルーズターボ」の3グレードをベースとしており、3グレード共通でシルバーメーター&センタークラスターを装備し、撥水加工を施したフルファブリックシート表皮とドアトリムをブラックで統一。更に、「クルーズ」と「クルーズターボ」はフロントメッキグリルと荷室LEDランプも装備し、ベース車に装備されているトップシェイドガラスはグリーンからブルーに変更、オーディオはトラックの「選べるカラーパック」・「農業女子パック」で装備できるインテグレートCD・AM/FM付ステレオにグレードアップするとともに、AUX端子を追加。「デラックス」にはトップシェイドガラス（ブルー）とABSを装備した。
また、10代目トラック同様に3層塗装（カチオン電着塗装・中塗り・表面塗り）を特別採用したことで、ボディ外板の表面サビ保証をベース車の1年から3年に、穴あきサビ保証をベース車の3年から5年にそれぞれ延長した軽キャブバン唯一の長期防錆保証も付帯された。ボディカラーはカタログカラー（「ホワイト」はベース車に設定のW09ではなく、3層塗装仕様のW19を設定）に加え、トラックの「選べるカラーパック」・「農業女子パック」での設定色である「ブルーマイカメタリック」、「トニコオレンジメタリック」、「オフビートカーキメタリック」の3色の専用ボディカラーを設定し、軽キャブバンでは異例の7色（「デラックス」は6色）展開となった。
2015年4月3日
一部改良し、同時に特別仕様車「デッキバンG"リミテッド"」を発売。
AT車は（10代目トラックのAT車で先行採用された）電子制御式4ATを採用するとともに、全車に（10代目トラックで先行採用された）電子制御スロットルを採用したことで燃費を向上し、NA車の2WD・4AT車と「クルーズ」の4WD・4AT車は「平成27年度燃費基準+5%」を、左記以外のグレード・仕様もこれまで対象外だった5MT車を含めて平成27年度燃費基準をそれぞれ達成。「スペシャルクリーン」は排ガス性能の向上により「平成17年基準排出ガス75%低減レベル（☆☆☆☆）」も併せて達成した。そのほか、横幅180mmだったオーディオスペースを全車200mmのワイドDINサイズ化し（既に10代目トラックで先行採用済み）、「クルーズ」・「クルーズターボ」は装備されているトップシェイドガラスを特別仕様車「リミテッド」と同じブルーに変更。ボディカラーの「ホワイト」も特別仕様車「リミテッド」と同じ3層塗装仕様のW19に変更した。
特別仕様車の「デッキバンG"リミテッド"」は2014年12月に発売された「リミテッド」シリーズの追加モデルとして設定されるもので、「デッキバンG」をベースに、メッキフロントグリル（ガーニッシュ）とトップシェイドガラス（ブルー）を装備し、通常はメーカーオプション設定となっているEBD機能付ABSも標準装備。内装はメーターとセンタークラスターをシルバー塗装に変更。ボディカラーは「リミテッド」の他のグレード同様、「ブルーマイカメタリック」、「トニコオレンジメタリック」、「オフビートカーキメタリック」を特別色として設定し、カタログカラー3色を含む6色展開とした。さらに、錆保証をボディ外板表面3年、ボディ外板穴あき錆5年（いずれの場合も荷台部は対象外）にそれぞれ延長した長期保証を標準付帯した。
2016年10月3日
2014年12月に発売された特別仕様車「リミテッド」を新仕様で再発売し、カーゴ「デッキバン」を一部改良。
ベースグレード及び特別装備内容は2014年12月発売時の仕様とほぼ同一だが、今回は、特別装備品の一つであるインテグレートCD・AM/FMラジオにブラックのフェイスプレートが新たに追加。また、特別設定色は2015年11月に発売された特別仕様車「55th Anniversary ゴールドエディション」に準じたラインナップとなった。
カーゴ「デッキバン」は装備内容の一部変更により車両本体価格を値下げ。
2017年11月13日
マイナーチェンジを発表し、同日より販売を開始。
カーゴは衝突回避支援システム「スマートアシストIII（以下、スマアシIII）」搭載グレードが新たに設定された。スマアシIII搭載グレードでは、リアコーナーセンサー、エマージェンシーストップシグナル、VSC&TRCも同時に装備される。また、ABSを全車に、ヒルホールドシステムをAT車にそれぞれ標準装備された。
フロントグリルがプロボックスやハイエースなどで使用している台形形状となり、フロントバンパーは左右下部を「コーナーピース」として分割化。ヘッドランプやリアコンビネーションランプの意匠が変更され、テールランプとストップランプをLED化。LEDヘッドランプとLEDフォグランプが新たに採用され、「LEDパック」として全車メーカーオプション設定された。また、トラックで設定されていた「選べるカラーパック」がカーゴでも設定されるようになり、「リミテッド」で設定されていた「ミストブルーマイカメタリック」をはじめ、トラックで既に設定されている「ライトローズマイカメタリック」、ムーヴキャンバス設定色の「ファインミントメタリック」など5色（「スペシャル」系・「スペシャルクリーン」系・「デラックス」系は4色）が設定された。
このマイナーチェンジに伴い、「クルーズターボ」系はタコメーターが省かれ、全グレードが1眼メーターとなった。また、車名ロゴが9代目トラックと共通のものから10代目トラックと共通のものに統一された。
アイドリングストップシステム「eco IDLE」や電動パワーステアリングが採用され、タイヤを145/80R12に変更した。AT車は全グレードで燃費性能が向上されたため、NA・2WD・4AT車は「平成27年度燃費基準+15%」、NA・4WD・4AT車と「クルーズターボ"SA III"」の2WD車は「平成27年度燃費基準+10%」、「クルーズターボ"SA III"」の4WD車は「平成27年度燃費基準+5%」をそれぞれ達成した。
2018年12月10日
一部改良を発表。
「スマアシIII」搭載グレードの「スペシャル"SA III"」、「デラックス"SA III"」、「クルーズ"SA III"」、「クルーズターボ"SA III"」及び特装車の「カーゴ2シーター"SA III"」、「カーゴ2シーター ブラインド仕様"SA III"」、「カーゴセパレート2シーター"SA III"」にMT車を追加設定した（なお、MT車はトラック同様に誤発進抑制制御機能(前方・後方)が非装備となる）。これに伴い、MT専用グレードだった「クルーズ」と「クルーズターボ」は「クルーズ"SA III"」と「クルーズターボ"SA III"」に統合される形で廃止となった。また、MT車を含む「スマアシIII」搭載車はフロントウィンドウが「クルーズ」系グレードと同じブルーのトップシェイドガラスとなり、IRカット機能が追加された。
2019年11月1日
カーゴが一部改良された。
従来はメーカーオプションの「LEDパック」での設定だったLEDヘッドランプを「スペシャル"SA III"」、「スペシャルクリーン"SA III"」、「デラックス"SA III"」、「クルーズ"SA III"」、「クルーズターボ"SA III"」及び特装車の「カーゴ2シーター"SA III"」、「カーゴ2シータークリーン"SA III"」、「カーゴセパレート2シーター"SA III"」、「カーゴ2シーターブラインド仕様"SA III"」に標準装備され、LEDフォグランプは単体のメーカーオプション設定となった。
2020年8月27日
一部改良を発表。
オートライトを新たに標準装備するとともに、WLTCモード走行による燃料消費率に対応（JC08モード走行による燃料消費率も併記）し、「スペシャルクリーン」・「スペシャルクリーン"SA III"」は「平成30年排出ガス基準50%低減レベル（☆☆☆☆）」認定を取得した。
型式指定車をベースとして持込検査を必要とする「構造等変更車」にもトラックの特装車同様にVSCが標準装備された。
2021年1月
東京オートサロン2021（オンライン開催）にて「ハイゼットジャンボスポルツァver.」、「ハイゼットジャンボキャンパーver.」を発表。スポルツァはKTVultimate製車高調、タイヤはヨコハマタイヤアドバンA050（セミスリックタイヤ）となる。キャンパーは50mm車高が上がり、TOYOタイヤのオールテレインタイヤを装着している。
2020年11月2日
ハイゼットシリーズが発売開始から60周年を迎えた。
2021年11月30日
次世代型販売のため、カーゴおよびデッキバンの注文受付終了、および生産終了。以後、流通在庫のみの対応となる。
- デラックス"SA III"
(S321V・2017年後期型)
リヤ
- カーゴ
デラックス4WD
(S331V・2017年後期型)
西置賜行政組合消防署 飯豊分署広報車
- カーゴ
デラックス4WD
(S331V・2017年後期型)
西置賜行政組合消防署 飯豊分署広報車
リヤ
- カーゴ
クルーズ4WD(S331V・2007年中期型)
- カーゴ(S331V・2015年中期型) 
特別仕様車
リミテッド
- 室内（CNG車）
- デッキバン4WD G
（S330W・2004年前期型）
- スローパー
- カーゴ(中期型)パトカー

### トラック（S500P/S510P）
2014年9月2日
継続販売していた9代目から15年8か月ぶりにフルモデルチェンジ。型式は2WD車が「S500P」、4WD車が「S510P」となる。
プラットフォームを刷新しドア開度を拡大したことで乗降性を高めた。またフロントガラスを前出ししてステアリング角度を見直し、運転席スライド量をアップしたことで室内空間を広く取った。フロントパネルはプロボックス/サクシード（2014年9月改良型）や5代目ハイエース/2代目レジアスエースなどで使用されている台形となっており、より迫力のあるデザインとなった。ボディ骨格の見直しやパネル剛性アップにより音を伝わりにくくし、マフラー容量を拡大したことでノイズの発生も抑えた。ロアアームを含むフロントサスペンションの形状を変更することでノーズダイブ現象を低減して操舵安定性を高め、ショートホイールベースは先代から踏襲することで、最小回転半径を3.6mに縮小した。外観はフロントフェイスを分厚くし、グリル形状を立体的にすることで押出し感を、ヘッドランプに眼力を、ホイールアーチに躍動感を持たせた。ボディカラーは9代目の特別仕様車「VS」での4色展開から拡大し、これまで軽トラックでは設定されていなかった「トニコオレンジメタリック」、「ライトローズマイカメタリック」、「ミストブルーマイカメタリック」、「オフビートカーキメタリック」の4色を加えた8色展開となった。
軽乗用車のミライースで採用されている「e:Sテクノロジー」を導入し、エンジンは高圧縮比化、メカニカルロス低減、電子スロットルなどを採用。MT車は低粘度オイルを採用し、5速をハイギア化。AT車は軽トラック初の電子制御式4速ATを採用。併せて、充電制御と省電力型のフューエルポンプを採用したことで燃費を向上し、「ハイルーフ」と「ジャンボ」を除く4AT車は「平成27年度燃費基準+10%」、5MT車及び「ハイルーフ」と「ジャンボ」の4AT車は「平成27年度燃費基準」をそれぞれ達成した。
安全面ではボディ骨格の見直しに加え、高張力鋼板を採用したことにより衝突時のエネルギーを効率よく分散・吸収する骨格構造となり、運転席SRSエアバッグ、プリテンショナー&フォースリミッター機構付フロント3点式ELRシートベルトを全車に標準装備し、2016年4月から実施された最新法規56km/hオフセット衝突に対応。防錆面ではアッパーボディの表面の100%を防錆化し、フレームの防錆鋼板の範囲拡大、3層塗装（カチオン電着塗装・中塗り・表面塗り）の標準化に加え、軽トラックで初めてフロントパネルを樹脂化し、飛び石などの直撃が原因で塗装が傷つき剥がれることによる錆も防止した。
また、新色4色を含む7色のボディカラーが選べ、インテグレートCD・AM/FM付ステレオ、シルバー塗装のカラードドアミラーとカラードドアアウターハンドルをセットにした「選べるカラーパック（「スタンダード"エアコン・パワステレス"では設定不可）」、軽トラック初採用となるスーパーUV&IRカットガラス（フロントドア）/IR&UVカットガラス（フロントウィンドウ）、バニティミラー、スーパークリーンエアフィルターの快適装備をまとめた「ビューティパック」、メッキフロントグリル、マルチリフレクターハロゲンフォグランプ、トップシェイドガラスなどをまとめた「スタイリッシュパック」、撥水加工フルファブリックシート表皮、インテグレートCD・AM/FM付ステレオ、スモークガラス（リアウィンドウ）など室内を快適にする装備をまとめた「キャビンパック」、ガードフレーム（T字フック・可倒式ストッパー付）、格納式テールゲートチェーン、大型荷台作業灯をセットした荷台の作業効率を高める「荷台パック」、助手席SRSエアバッグとEBD機能付ABSをセットにした「安全パック」、電波式キーレスエントリー（アンサーバック機能付）、パワーウィンドウ、パワードアロックをまとめた「省力パック（「エクストラ」は標準装備）」、荷台・ガードフレーム・フック・ヒンジに全面フルメッキ加工、ゲート（サイド・テール）に高性能防錆鋼板、下回りにアンダーコートと防錆ワックスを施した防錆能力を高めた「ストロング防錆パック」、「選べるカラーパック」と「ビューティーパック」をセット化した、農林水産省主催の企画「農業女子プロジェクト」とのコラボレーションモデルである「農業女子パック」と用途に応じた豊富なセットオプションも用意された（「ビューティパック」と「農業女子パック」は9月末販売開始）。
グレード体系も再編し、発売当初は標準グレードの「スタンダード」と上級グレードの「エクストラ」を基本とする体系となり、「スタンダード」にはより割安な価格設定とした「エアコン・パワステレス」と4WD・5MT専用の農繁仕様「農用スペシャル」が設定される。「ハイルーフ」と「ジャンボ」は遅れて9月中旬より販売を開始した。
なお、荷台右下に装着されている車名デカールも変わり、9代目までは2段で「HIJET」と「DAIHATSU」で並んだデザインから、フロントのエンブレムと同じダイハツのCIと「HIJET」ロゴが横並びされたデザインとなった。ただし、フルモデルチェンジ当初は安全装備のひとつであるスマートアシストは「安全パック」も含めて全グレードで搭載されなかった。
2014年10月14日
特殊車両をフルモデルチェンジ。10代目トラックベースの特殊車両はダンプシリーズ、リフトシリーズ、保冷・冷凍シリーズ、配送シリーズの4シリーズ・全12車種が設定されている。
ダンプシリーズは全車種で先代から荷台を低床化（「多目的ダンプ」・「土砂ダンプ」・「清掃ダンプ」は荷台床面地上高を先代比25mm、「ローダンプ」は5mm低床化）し、「清掃ダンプ」を除く全車種は荷台ステップを車両左側にも追加。「多目的ダンプ」と「ローダンプ」は大型荷台作業灯をオプション設定を追加。また、「土砂ダンプ」を除く全車種はスペアタイヤの汚れを防ぐスペアタイヤカバーを追加した。またAT車の設定が拡大された。
リフトシリーズは特にスイングアーム式の「コンパクトテールリフト」で改良を施し、荷物乗降用プラットフォームを約100mm拡張し、リフト上昇・下降完了時の動作音を改善した。
保冷・冷凍シリーズはトプレックと連携した「トプレック低温冷凍車」と東洋ブラザー工業と連携した「東洋ブラザー工業製保冷車」を新たに設定。
配送シリーズは全車種の4WD車にAT車を追加設定した。
2014年12月22日
トラックに新セットオプション「エコパック」を追加設定。
リアデファレンシャルギアをハイギア化し、MTに副変速機（エコ・楽モード切替機構）を追加したことで、21.0km/L（JC08モード燃費）の低燃費と静かな走行を実現。これにより、AT車と同じ「平成27年度燃費基準+10%」を達成した。また、車両を停止し、クラッチペダルを踏み込んだ状態で副変速機のトランスフォーレバーをLoに切り替えることで「エコパック」非装備の状態で走行することもできる。本セットオプションは「スタンダード」・「エクストラ」・「ハイルーフ」・「ジャンボ」の各5MT車（ただし「エクストラ」・「ジャンボ」は2WD車のみ）で設定が可能である。
2015年10月26日
トラックに誕生55周年記念特別仕様車「55th Anniversary ゴールドエディション」並びに「スタンダード"55th Anniversary バリューエディション"」を発売。
「55th Anniversary ゴールドエディション」は「スタンダード」・「エクストラ」・「ハイルーフ」・「ジャンボ」をベースに、外観はフロントグリルをゴールドメッキに、アウタードアミラーをブラック（ボディカラーで「ホワイト」又は「シルバー」選択時はボディ同色）に、アウタードアハンドルをボディ同色にそれぞれ変更し、12インチフルホイールキャップ、トップシェイドガラス、専用Anniversaryエンブレム（フロントドア、テールゲート）を特別装備。さらに、「スタンダード」と「ハイルーフ」にはマルチリフレクターハロゲンフォグランプ（専用ゴールドベゼル付）、大型荷台作業灯、専用ゴールドフェイスプレート付インテグレートCD・AM/FM付ステレオ&10cmスピーカー+AUX端子、メッキステアリングオーナメントも特別装備した。ボディカラーは通常の「選べるカラーパック」設定時に選択できる「ブルーマイカメタリック」と「オフビートカーキメタリック」が選択不可となる代わりに、専用ボディカラーとして、「アーバンナイトブルークリスタルメタリック（オプションカラー）」と「マスカットグリーンメタリック」を加えた8色展開となる。
「スタンダード"55th Anniversary バリューエディション"」は「スタンダード"エアコン・パワステレス"」の2WD・5MT車から更に装備内容を絞り込み、大型インパネロアポケットからカード・ペンホルダー&パーティションを省き、ショッピングフックをインパネのみに（通常はバックパネルにも装備）、AM/FMラジオをオーディオレスに変更してインパネセンターポケットを2個に増量することで、車両本体価格を55.5万円（税抜価格・消費税込で59.94万円）に設定した最廉価モデルである。
2015年11月30日
先行発売されたトラックに続き、カーゴにも誕生55周年記念特別仕様車「55th Anniversary ゴールドエディション」を設定し発売開始。
「デラックス」・「クルーズ」・「クルーズターボ」をベースに、外観には専用Anniversaryエンブレムをフロンドドアとバックドアに装着。内装にはシルバーメーター&センタークラスター、ブラックのフルファブリック表皮（撥水加工）とドアトリムパッドウェルダーを採用したほか、ボディ外板表面3年・ボディ外板穴あき5年の特別防錆保証を付帯。さらに、「デラックス"55th Anniversary ゴールドエディション"」には上級グレードの「クルーズ」系に標準装備されているトップシェイドガラスとEBD機構付ABSを、「クルーズ"55th Anniversary ゴールドエディション"」と「クルーズターボ"55th Anniversary ゴールドエディション"」には専用ゴールドメッキグリル、専用ゴールドフェイスプレート付インテグレートCD・AM/FMラジオ・AUX端子&16cmスピーカー、荷室LEDランプを追加装備した。また、ボディカラーは標準設定のボディカラーに加え、2014年12月発売の「リミテッド」設定色の「トニコオレンジメタリック」を継続設定するとともに、カーゴでは初設定となる「ミストブルーマイカメタリック」、さらに、トラックの「55th Anniversary ゴールドエディション」同様、「アーバンナイトブルークリスタルメタリック（オプションカラー）」と「マスカットグリーンメタリック」の特別設定色4色を設け、8色（「デラックス」は7色）展開とした。
併せて、カーゴ（デッキバンを含む）の一部改良も行い、カーゴ・カーゴ デッキバンともに、純正ナビ・ドライブレコーダー・バックカメラ（バックカメラはカーゴのみ）装着用プリワイヤーハーネスを追加し、カーゴの「クルーズ」・「クルーズターボ」及びカーゴ デッキバンの「G」に標準装備されているフロントスピーカーのサイズを10cmから16cmに拡大。また、カーゴには、IR&UVカットガラス（フロントウィンドウ）、スーパーUV&IRカットガラス（フロントドア）、トップシェイドガラス（「スペシャル」・「スペシャルクリーン」・「デラックス」のみ、「クルーズ」・「クルーズターボ」及び前述の「デラックス"55th Anniversary ゴールドエディション"」には標準装備済）、運転席バニティミラーをひとまとめにした「ビューティーパック」を福祉車両・特装車を除く全車に設定し、リアシート後席自動ロックを追加。カーゴ デッキバンは同年4月に発売された特別仕様車「G"リミテッド"」をカタロググレードと同様の改良（フロントスピーカーの大型化及び純正ナビ・ドライブレコーダー装着用プリワイヤーハーネスの追加）を行うとともに、ボディカラーの一部（専用設定色）の入れ替えを行い、「GL」に改名してカタロググレード化した。
2016年5月10日
トラックの特殊車両シリーズに「カラーアルミ中温冷凍車」を追加し、同時に、「スローパー」とトラックの「パネルバン」・「パネルバン ハイルーフ」を一部改良。
新ラインナップの「カラーアルミ中温冷凍車」は庫内灯にLEDを採用したほか、荷物積み下ろし時のすのこのズレを抑えるすのこストッパーを標準装備。また、保冷・冷凍車シリーズでは初めて、冷凍庫の生産から一貫してダイハツ九州で内製生産する体制を取っている。
「スローパー」は電動ウインチBOXやスロープ形状の変更によって車いす乗車スペースや乗車可能な車いす幅を拡大し、従来型よりも大きなサイズの車いすの乗車が可能となった。また、電動ウインチ用のベルトを引き出す際のベルトフリー操作をワンアクション化したほか、ボディカラーの拡大を行い、従来からの「ホワイト」・「ブライトシルバーメタリック」に加え、カーゴの「55th Anniversary ゴールドエディション」専用色である「トニコオレンジメタリック」・「アーバンナイトブルークリスタルメタリック」・「ミストブルーマイカメタリック」・「マスカットグリーンメタリック」の4色を追加した（新色はメーカーオプションの「Cパック」装着時に選択可能）。メーカーオプションの「Cパック」はトップシェイドガラス、メッキグリル、シルバーメーター&センタークラスターを追加した。
トラックの「パネルバン」・「パネルバン ハイルーフ」はバックドアのロック機構をラッチ式に変更し、バックドアガラスにスモークドガラスを標準装備。荷室ランプは天井後端にも追加して2箇所となった。
2016年10月3日
メーカーオプションの仕様を一部改良。「選べるカラーパック」の内容を変更し、新たにアーバンナイトブルークリスタルメタリックとマスカットグリーンメタリックを追加。さらに、インパネのオーディオ/ヒーターコントロールクラスターにシルバー加飾を追加するなど内装の質感も向上させた。
2017年11月13日
一部改良が発表され、同日より販売が開始された。
軽商用トラック初となるLEDヘッドランプが採用され、「ジャンボ」は標準装備、「スタンダード"エアコン・パワステレス"」を除くグレードはメーカーオプション設定されたほか、ABSを全車に標準装備。リア牽引フックの取り付け構造やガードフレームのT字フックが追加された。また、4WD車の5MT仕様のみに設定されていた13インチホイール&145R13 LT 6PRラジアルタイヤのメーカーオプションが廃止となったほか、「エコパック」の設定が「スタンダード」の2WD車の5MT仕様のみに整理された。さらにボディカラーが一部変更となり、「選べるカラーパック」設定色は「アーバンナイトブルークリスタルメタリック」と「マスカットグリーンメタリック」を廃止する替わりに、カーゴ同様に「ファインミントメタリック」を追加し、「ブライトシルバーメタリック」を標準設定色に変更。特装車シリーズには「カラーアルミ保冷車」が追加設定された。
2018年5月14日
一部改良を発表。
フルモデルチェンジ当初は搭載されなかった「スマートアシスト」が「スマートアシストIIIt（以下、スマアシIIIt）」として新たに採用された（衝突被害軽減ブレーキシステムの軽トラックへの採用は初となる）。本システムはカーゴやキャディーに採用済みの「スマートアシストIII」と同じステレオカメラ方式だが、軽トラックの車両特性に合わせて作動域を変更しており、また、「スマアシ」搭載車で初めてMT車にも設定された。「スマアシIIIt」搭載車では、VSC&TRC、エマージェンシーストップシグナル、ヒルホールドシステム（AT車のみ）、IR&UVカットガラス（フロントウィンドウ）、トップシェイドガラス、運転席バニティミラーも装備された。「スタンダード」、「スタンダード"農用スペシャル"」、「ハイルーフ」、「ジャンボ」には「スマアシIIIt」搭載車として「スタンダード"SA IIIt"」、「スタンダード"農用スペシャルSA IIIt"」、「ハイルーフ"SA IIIt"」、「ジャンボ"SA IIIt"」が設定されており、「エクストラ」は「スマアシIIIt」の標準装備により「エクストラ"SA IIIt"」に改名された。
そのほか、フォグランプがLED化され、それに伴ってベゼル意匠も変更されたほか、従来の「スタイリッシュパック」にLEDヘッドランプを統合して「LEDパック」に改名され、フロントグリルとフォグランプベゼルがダークメッキからシルバーメッキに変更された。一部のパックも内容が見直され、「選べるカラーパック」にはIR&UVカットガラス（フロントウィンドウ）が、「農業女子パック」にはトップシェイドガラスがそれぞれ追加された。
2019年10月10日
一部改良を発表。
従来は「ジャンボ」のみの標準装備だったLEDヘッドランプを「スタンダード"SA IIIt"」、「スタンダード"農用スペシャル SA IIIt"」、「エクストラ"SA IIIt"」、「ハイルーフ"SA IIIt"」にも拡大して標準装備としたほか、「LEDパック」への改名に伴って一旦廃止していた「スタイリッシュパック」をLEDフォグランプ（メッキベゼル付）とメッキフロントグリルの新構成で復活設定した。
特装車には「カラーアルミ低温冷凍車」が追加された（2019年11月生産開始）。本車種はダイハツ九州にてインライン生産される。
2020年8月27日
一部改良を発表。
カーゴ・トラック共通でオートライトを新たに標準装備するとともに、WLTCモード走行による燃料消費率に対応。ただし、これにより燃費基準未達成となった為、リアウィンドウ右下に装着されていた「燃費基準達成車」ステッカーが装着されなくなった。
「スマアシIIIt」搭載グレード（スタンダード"SA IIIt"、スタンダード"農用スペシャル SA IIIt"、エクストラ"SA IIIt"、ハイルーフ"SA IIIt"、ジャンボ"SA IIIt"）にバックソナーを追加し、さらにAT車は誤発進抑制制御機能が後方にも対応。特装車はVSCが標準装備され、「スマアシIIIt」搭載グレードが設定されたほか、「スタンダード」のMT車の2WD仕様にメーカーオプションで設定の「エコパック」が需要不振のため廃止された。
2020年11月2日
ハイゼットシリーズが発売開始から60周年を迎えた。
2021年5月
長期的なコロナ禍からもたらされた世界的な半導体需要の急拡大等による部品供給ひっ迫の影響により、トラック（ジャンボ除く）、およびカーゴ、デッキバンの一部グレードに標準装備のAM/FMラジオおよびインパネセンターポケットを設定中止とし、オーディオレス（トラックは10cmフロントスピーカー付、カーゴ/デッキバンは16cmフロントスピーカー付）仕様に変更した。
2021年12月20日
トラックをマイナーチェンジ。
主にエクステリア部分のデザインを中心に大幅にリファイン。このため、これ以降の10代目モデルを俗に10.5代目と呼ぶことも決して少なくない。
AT車はこれまでの電子制御式4ATに代わり、一連の軽キャブトラックとしては5代目スバル・サンバートラック（中期型までのKS3/4型系）以来の採用となる同社のコモンアーキテクチャ「DNGA」基準で新規開発されたCVTに変更するととともに、4WD・CVT車は通常走行用の「2WD」、未舗装路用の「4WD LOCK」に加え、路面状況に応じて駆動力を制御する「4WD AUTO」を追加した3モードの電子制御式4WDを採用。さらに、従来は5MT車に設定されていたスーパーデフロックを軽キャブトラックで初めてCVTにも設定された。これに伴い、これまでスーパーデフロック標準装備のため5MT車のみであった「スタンダード"農用スペシャル"」にもCVTが設定された。
なお、エンジンの馬力は従前のAT車にのみ53馬力から従前のMT車と同じ馬力に変更されたため、CVT車、MT車問わず全車46馬力に変更された。
フロントサスペンションはDNGA基準による改良が実施され、サスペンションジオトメリの最適化により従来型に対して空載時のみならず、積載時における操縦安定性の向上が図られた。
予防安全機能「スマアシ」はステレオカメラを装備した次世代型となり、衝突警報機能と衝突回避ブレーキ機能は二輪車・自転車・夜間の歩行者にも対応したほか、ふらつき警報・路側逸脱警報機能・車線逸脱抑制制御機能・標識認識機能（進入禁止/一時停止）が搭載され、ADB（アダプティブドライビングビーム）とサイドビューランプもグレード別設定（標準装備またはメーカーオプション設定）。また、ブレーキ制御付誤発信抑制機能はMT車にも標準装備された。また、従来はジャンボのみ標準装備となっていた助手席SRSエアバッグが全車に拡大して標準装備化され、運転席とのデュアルSRSエアバッグへ強化された。
グレード別設定の荷台作業灯は軽キャブトラックで初のLEDとなり、インパネにアッパートレイを新設。さらに、軽キャブトラック初のキーフリーシステム&プッシュボタンスタートが採用され、ドアミラーも軽キャブトラックで初めて電動格納式が設定された。
オーディオは「エクストラ」を除く全グレードにAM/FMラジオの設定を復活したほか、メーカーオプションとしてAndroid Auto・Apple CarPlay・ダイハツコネクトに対応したスマホ連携ディスプレイオーディオがスマアシ非装着車を除く全車に設定された（ディスプレイオーディオを装着することで標識認識機能に最高速度が追加される。画面サイズは6.8インチと9インチの2種類があり、9インチではTV(ワンセグ/フルセグ)チューナーやHDMI端子を備え、テレビの視聴や外部機器との接続による動画鑑賞も可能となる）。
フロントフェイスは「Dマーク」を組み込んだ新デザインのフロントフェイスパネル（「エクストラ」はメッキフロントガーニッシュ付）が採用され、リアはバックソナーやコーナーセンサーなどの機能部品をガーニッシュと一体化させた。ボディカラーは「選べるカラーパック」設定時のラインナップが一部変更され、既存色をオフビートカーキメタリック、トニコオレンジメタリック、ブラックマイカメタリックの3色に絞り、新色のアイスグリーンを加えた4色とした。なお、今回のマイナーチェンジよりスマアシ非装着車は「選べるカラーパック」が選択不可となった。
なお、今回のマイナーチェンジでトラックにもアイドリングストップシステム「eco IDLE」がMT車・CVT車問わず標準装備されたほか、同時に「スタンダード"エアコン・パワステレス"」がカタログ上のラインアップから落とされた。更に「HIJET」の車名ロゴの書体が新しくなり、リアの荷台右側に装着されているデカールには車名ロゴの下に「TRUCK」が新たに記載された。
特装車も同時にマイナーチェンジ仕様を発表・発売。配送・保冷・冷凍シリーズの各スマアシ装着モデルにリヤナンバープレート付近に備えられたカメラによる後方の映像を室内のミラー内に常時投影し、後退時にはバックモニターとしても機能する「スマートインナーミラー」を標準装備とした。
2022年12月14日
アイスグリーン、オフビートカーキメタリック、ファイアークォーツレッドメタリック（ext）/ブラック（int）の組み合わせが「オートカラーアウォード2022」でグランプリを受賞した。
2023年4月20日
原材料価格や輸送物流費などの高騰を受け、7月生産分より車両本体価格の改定が発表された。
2023年5月22日
前述した価格改定を延期することを発表。仕入先からの部品供給不足による稼働停止の影響で大幅な減産となり、現行価格で注文された台数分を7月までに全数生産することが難しくなった為である。同年末に予定されている一部改良に合わせて改めて価格改定が行われる予定だが、既に注文されたユーザーについては、生産時期に関わらず改定前の価格が適用される。
2023年12月20日（補足）
同社の不正問題の調査で対象がこれまで判明していた6車種から当車種を含めたほぼ全ての車種に拡大することが明らかとなり、国内外の全ての車種の出荷を停止する方向で調整することとなった。
2024年10月末（補足）
OEMのトヨタ・ピクシストラック、およびスバル・サンバートラックを含め、同年11月から適用される継続生産車向けの新法規対応に適合していないという理由（例としてバックカメラ・バックモニターの標準装備の義務化など）のため、半年間の生産・出荷停止となる。
2025年2月25日
OEMのトヨタ・ピクシストラックを含めた一部仕様変更が実施され、生産・出荷を再開。
法規対応に伴い、メーターにクリアランスソナーのミュート警告表示が追加され、ソナーミュート用スイッチは押しているときのみONとなるモーメンタリ式に変更。また、センターミラーガーニッシュとアッパーサイドガーニッシュが追加された。
この一部仕様変更に伴い、「スタンダード」と「スタンダード"農用スペシャル"」に設定されていたスマートアシスト非装着車を廃止、同時に「スタンダード」のスマートアシスト非装着車にメーカーオプションとして設定されていたエアコンレス仕様も廃止されたほか、延期されていた価格改定も実施された。

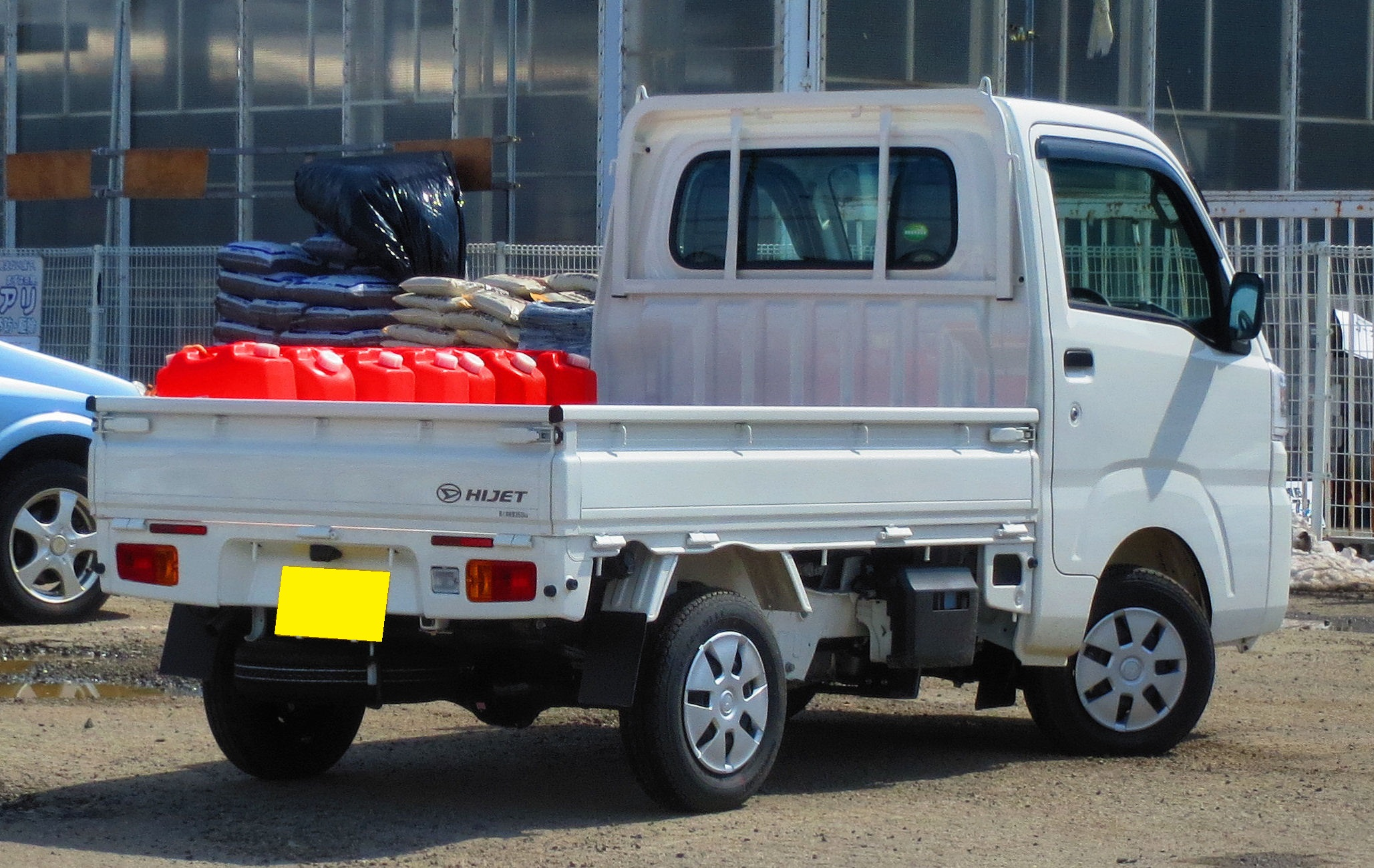
トラック(S510P・2014年販売型) スタンダード4WD リヤ
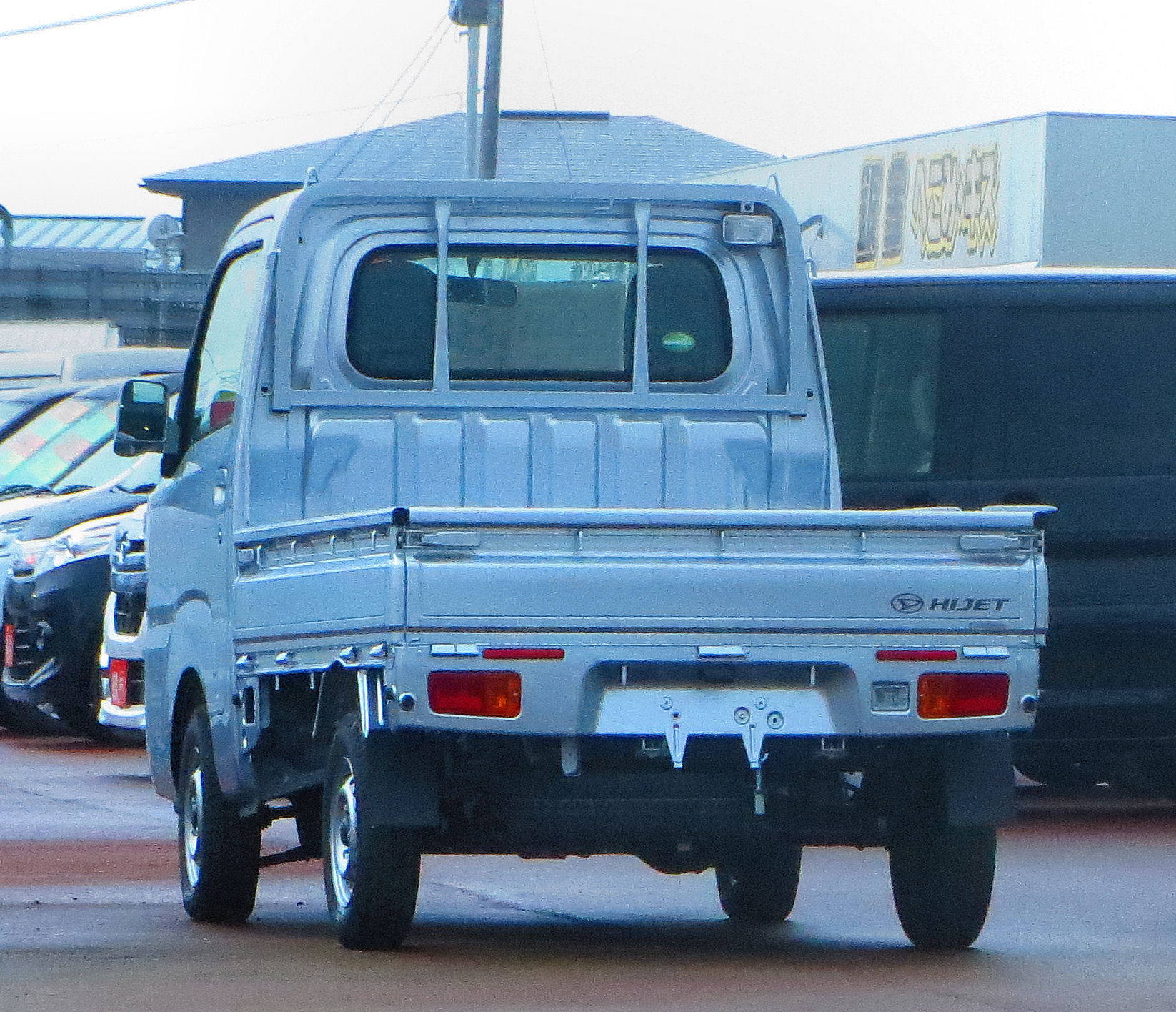
トラック (S510P・2014年販売型) エクストラ4WD リヤ
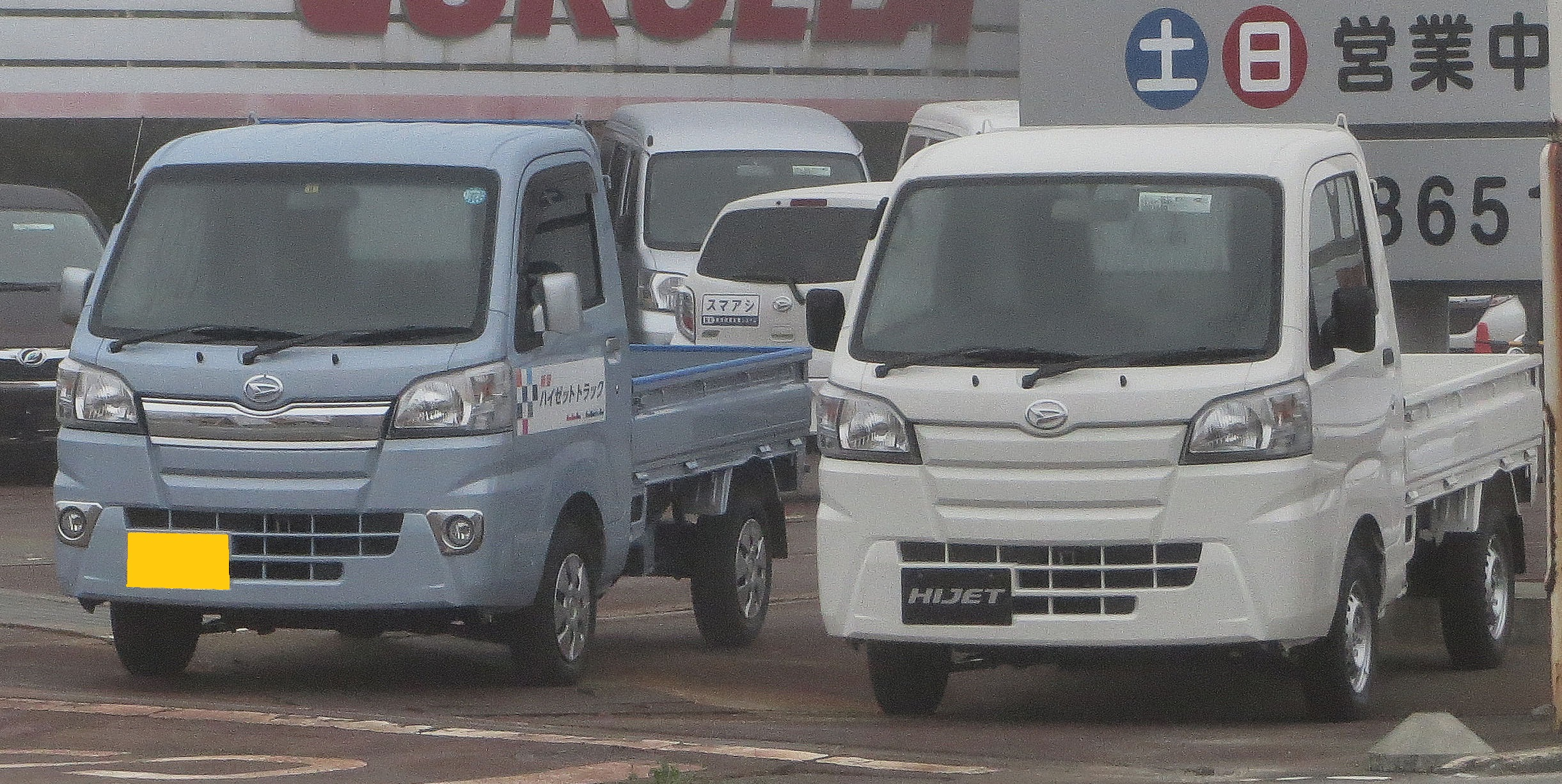
トラック(S510P・2014年販売型) 左:エクストラ4WD（「選べるカラーパック」装着車） 右:スタンダード4WD
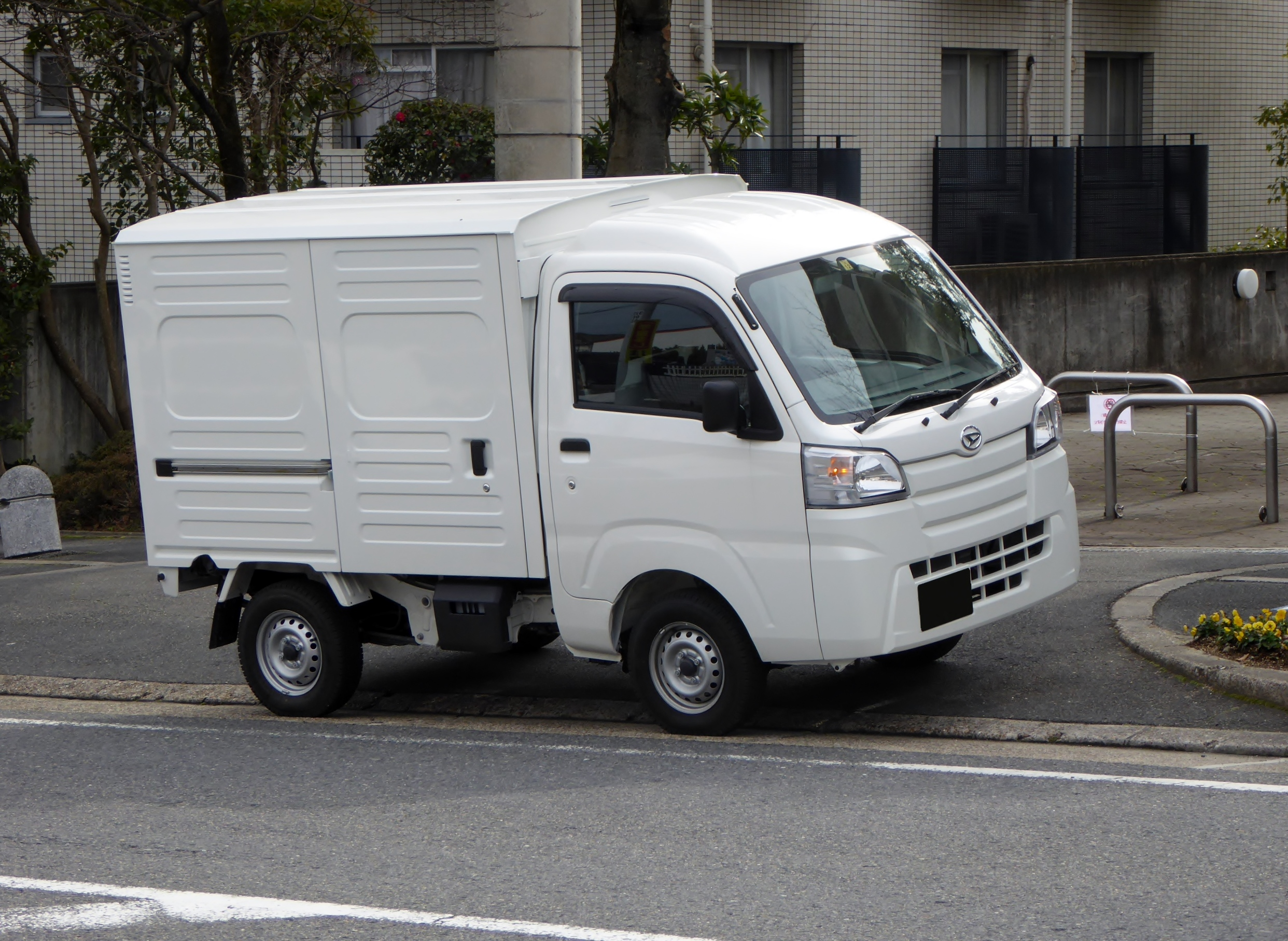
パネルバン2WD ハイルーフ （S500P・2014年販売型）
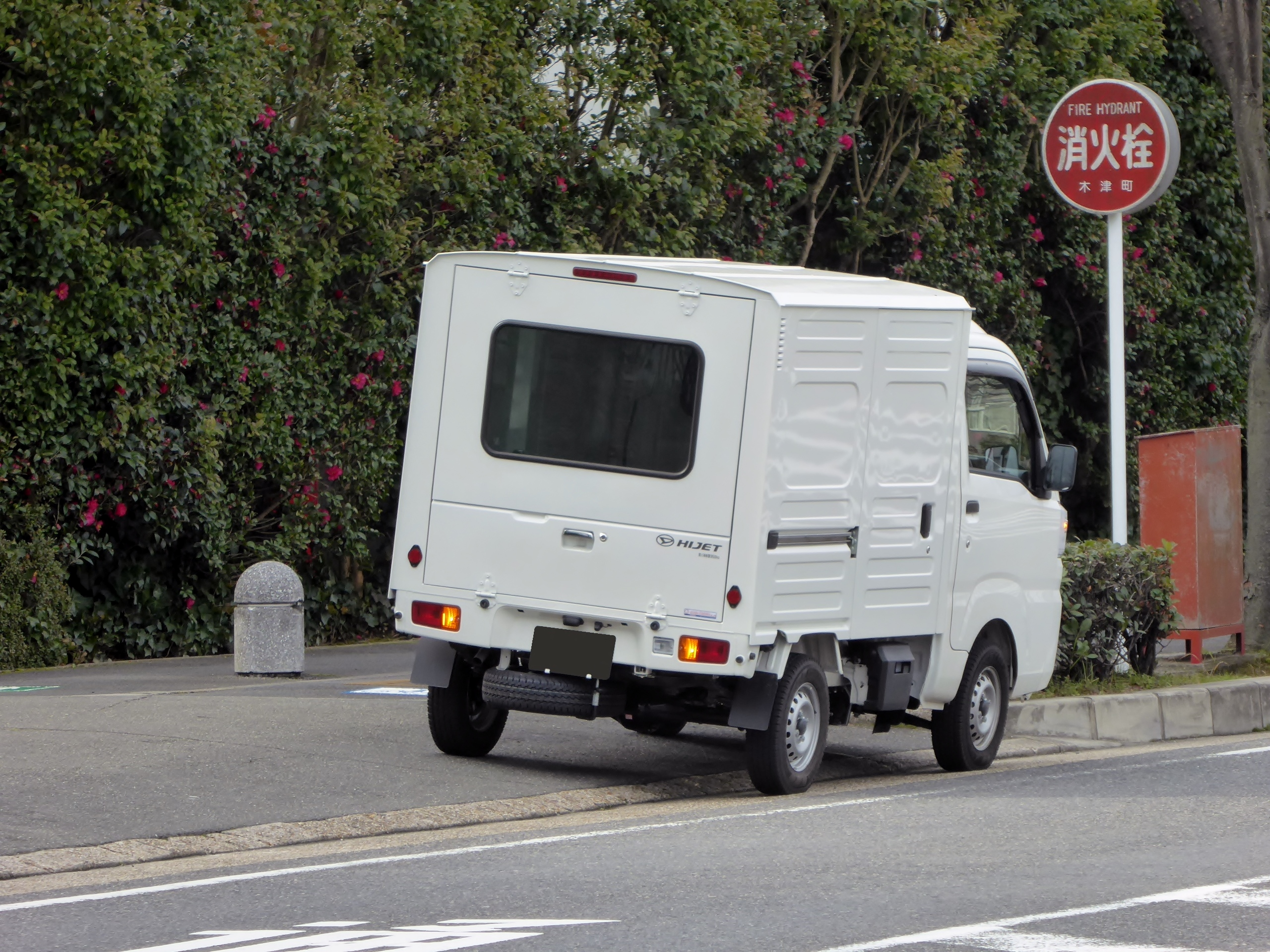
パネルバン2WD ハイルーフ リア
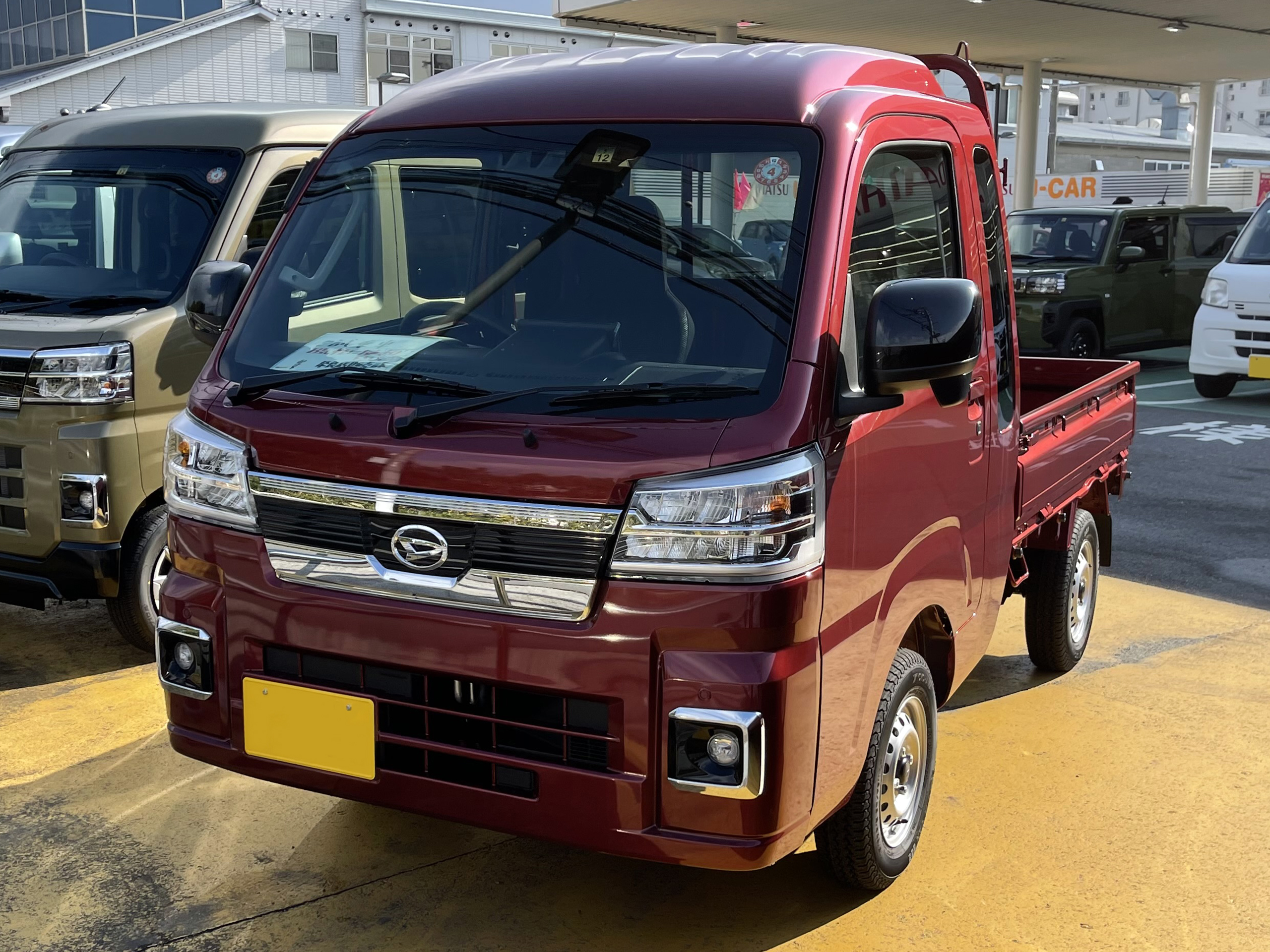
トラック ジャンボエクストラ（2021年12月改良型）
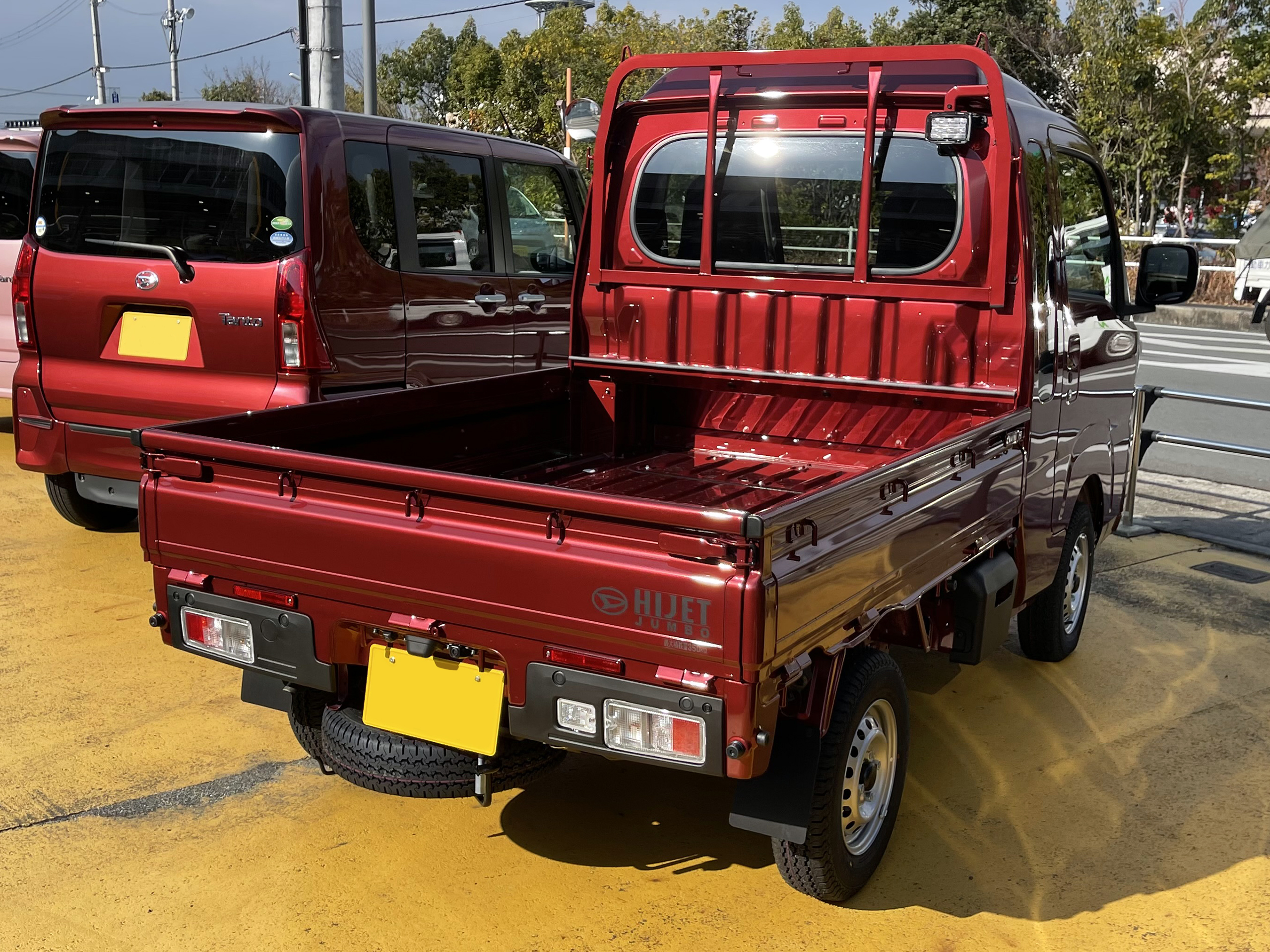
トラック ジャンボエクストラ（2021年12月改良型） リヤ

## 関連項目

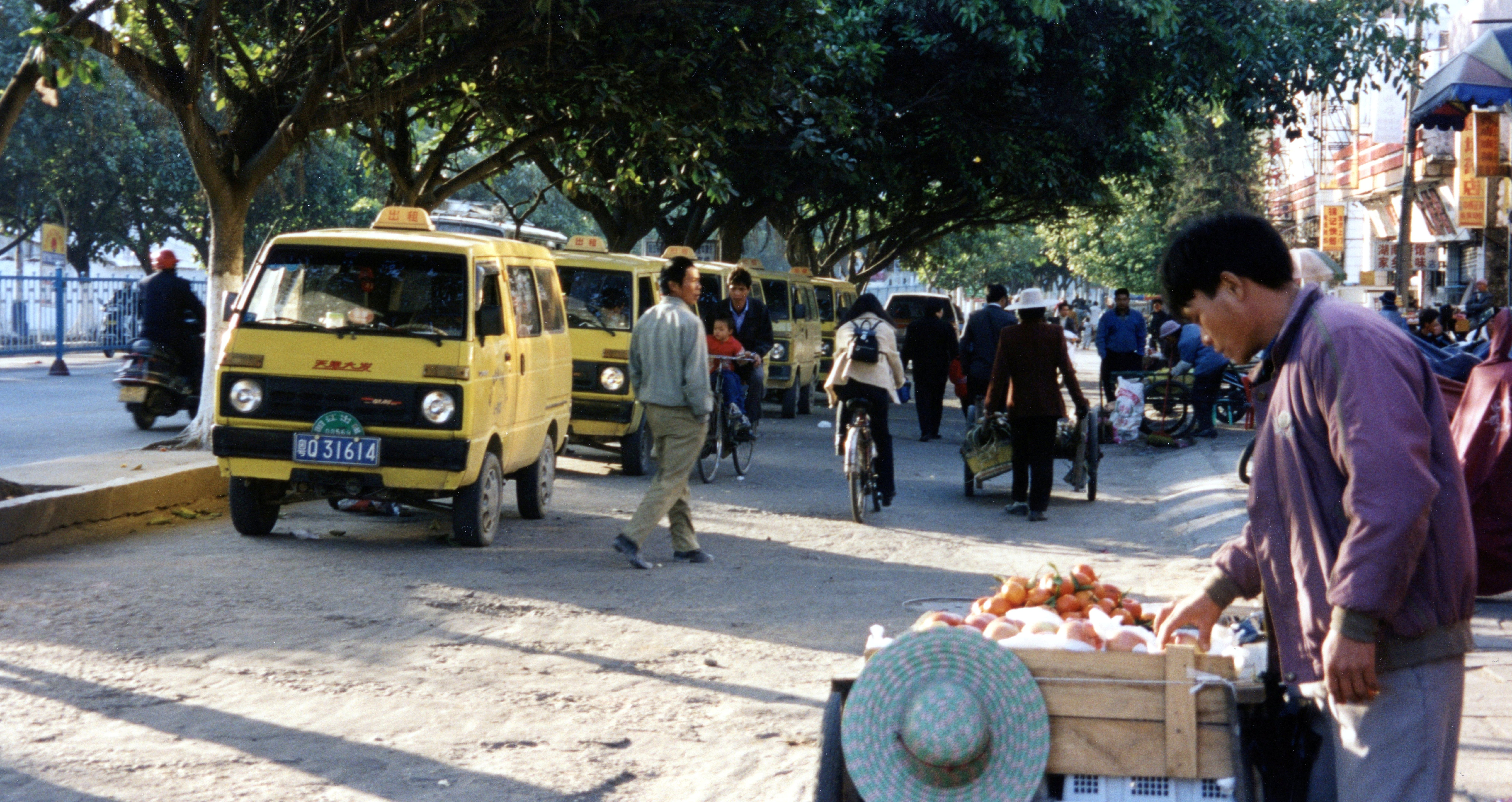
乗場に並ぶ面的（肇慶市）

### ハイマックス（S501RP）
同社のハイマックス（Hi-Max）は、10代目ハイゼットトラックの同型車種となるインドネシアで2016年から2020年まで製造・販売されていた現地向けの小型トラックである。型式は「S501RP」。なお、本項では便宜上、同車についても記述する。既存の10代目ハイゼットトラックとの違いは搭載されるエンジンの排気量、およびドアミラー（サイドミラー）の形状の違いのほか、荷台のタイプが一方開き仕様のみ、組み合わされるトランスミッションが5速MTのみ、駆動形式が後輪駆動（FR）のみ、フロントバンパーが無地黒色化、運転席と助手席の各ヘッドレストが未装着、タイヤとホイールが145R13 8PR & 13インチスチールホイールになる点など極めて些細である。また、雨季には日常的に道路冠水が起こる土地柄ゆえ、同社のグランマックス（日本名：トヨタ・タウンエース / トヨタ・ライトエース）同様、エンジンのシリンダー部分の吸気口を高くし、水を吸い込みにくいレイアウトとなっている。グレードに関しては基本的に「STD」のみのモノグレード構成だが、ベースとなるエアコン・パワステ無し仕様のほか、エアコン・パワステ付き仕様の設定がある。
ハイマックスは、2019年11月に生産を停止し、発売以来の販売が非常に少なかったため既存のグランマックスPU（トラック）に統合されるかたちで2020年4月を以って販売終了となり、同時にインドネシアのダイハツの公式ウェブサイトから削除された。

## 11代目（S700V/S710V）
カーゴ
2021年 -
2021年12月20日
カーゴを17年ぶりにフルモデルチェンジ。キャッチフレーズは「ニッポンには、ハイゼットがある。」で、CMソングはウルフルズの「タタカエブリバディ」。型式は2WD車が「S700V」、4WD車が「S710V」となる。
コモンアーキテクチャー「DNGA」をワンボックスシャーシに初導入。トラック同様、ATのトランスミッションがCVTとなり、4WD・CVTには3モードの電子制御式4WDを採用。「スマアシ」がステレオカメラを採用した新世代型となり、全車標準装備となった。
10代目から側面やバックドアの傾きを立たせたことでスクエアボディとなり、積載スペースを拡大。後席シートベルトはバックルと一体化され、シート固定金具も床面に埋め込んだ構造に変更。リアシートの構造を水平格納式に変更されたことで荷室がフラット化された。インパネの形状見直しによりアッパートレイが新設され、頭上スペースの拡大に伴ってオーバーヘッドシェルフを設けるなど、収納スペースを拡充。トラック同様にキーフリーシステム&プッシュボタンスタートの採用に加え、軽キャブオーバーバンで初となる両側パワースライドドア及び両側スライドドアイージークローザーが採用された。
オーディオは「スペシャル」・「スペシャルクリーン」・「デラックス」・「デッキバンL」に限りAM/FMラジオの設定を復活したほか、トラック同様に、Android Auto・Apple CarPlay・ダイハツコネクトに対応したスマホ連携ディスプレイオーディオを新設し、「デラックス」と「クルーズ」のCVT車及び「クルーズターボ」・「デッキバンG」にメーカーオプションとして設定された。
フロントバンパーは上下2分割構造に変更して下部のロアバンパーのみの交換を可能とし、リアの「Dマーク」と車名ロゴをトラックと共通デザインのデカール（車名ロゴの下に「CARGO」を記載）として右側に移動。デッキバンを除くグレードに装備されているリバース連動リアワイパーの位置も10代目カーゴのバックドアウィンドゥの真下中央からバックドアウィンドゥの真上中央にあるLEDハイマウントストップランプの左隣へ移動された。ボディカラーは10代目から標準色のブライトシルバーメタリックとホワイト、メーカーオプションの「選べるカラーパック」設定時に選択可能なカラーとなるブラックマイカメタリックの3色を踏襲し、復活設定となるトニコオレンジメタリック、新色のアイスグリーンとシャイニングホワイトパールを追加。なお、オフビートカーキメタリックは「デッキバン」専用色となった。
グレードは「スマアシ」が次世代型に移行したことによる変更を除きほぼ踏襲されたが、10代目最終型時点では「スペシャル」「スペシャルクリーン」に設定されていたロールーフ仕様「標準ルーフ車」が消滅し全車ハイルーフ仕様となったほか、「クルーズターボ」はCVTのみの設定となった。
2022年10月11日
6代目アトレーと共に2022年度グッドデザイン賞を受賞したことが発表された。
2023年4月20日
原材料価格や輸送物流費などの高騰を受け、7月生産分より車両本体価格の改定が発表された。
2023年5月17日
本車種をベースにした商用軽バン電気自動車のプロトタイプを同年5月18日の展示イベントで公開することを発表。このプロトタイプでは、トヨタ自動車やスズキと共同開発されたBEVシステムが採用されており、トヨタ自動車が販売するピクシスバンに加え、軽商用バンの自社生産を「エブリイ」の車種名で行っているスズキでは珍しく、競合する車種から供給を受けることとなるが、当面は同車種の電気自動車モデルとして供給され、3兄弟モデルとなる。なお、プロトタイプながら、電気自動車が設定されるのが9代目カーゴ以来となる。
2023年5月22日
前述した価格改定を延期することを発表。仕入先からの部品供給不足による稼働停止の影響で大幅な減産となり、現行価格で注文された台数分を7月までに全数生産することが難しくなった為である。同年末に予定されている一部改良に合わせて改めて価格改定が行われる予定だが、既に注文されたユーザーについては、生産時期に関わらず改定前の価格が適用される。
2023年12月20日（補足）
同社の不正問題の調査で対象がこれまで判明していた6車種から当車種を含めたほぼ全ての車種に拡大することが明らかとなり、国内外の全ての車種の出荷を停止する方向で調整することとなった。
2024年1月30日
国土交通省による立会試験などの結果、道路運送車両法の基準に適合していることが確認。同年2月26日（月）から生産を再開した。
2024年11月5日
「ロッキー」「アトレー」と共に安全性能の向上など一部仕様を変更して同日に発売。メーカー希望小売価格も改定された。

## 余聞
- 車名は、ミゼットに比べより高性能であることを示す狙いで新たに造った造語である[60][61]。
- 日綿實業株式會社は1961年（昭和36年）に、ダイハツ工業株式会社と折半出資し、北海道内でハイゼットを販売するための販社として株式会社ダイハツ日綿モータースを設立した[62][63]。これが、両社の関係の嚆矢となった。
- 2022年（令和4年）2月に開催された第24回大阪オートメッセ2022でダイハツ工業株式会社は、歴代すべてのハイゼットを展示した[64]。

## 脚註

### 註釈
1. ↑  ハイゼットキャディーのみ前輪駆動
2. ↑  ハイゼットキャディー含む
3. ↑  ただし初代のボンネットタイプも併売。
4. ↑  4代目では「マル改」が不要となったことで改造車扱いではなくなる。
5. ↑  軽ダンプでは唯一、荷台の駆動方式をPTO式と電動モーター式から選ぶことができる（他社の軽ダンプは電動モーター式のみ）
6. ↑  2020年6月で販売終了。
7. ↑  1991年発売当時は傘下の亜細亜自動車ブランドで、1996年より起亜ブランドとなる。
8. ↑  ディーラーオプションの大型サイドミラーは除く。
9. ↑  上述の純正EVではなく、ガソリン車ベースのコンバートEVである。
10. ↑  ダイハツ工業株式会社は、1999年（平成11年）1月6日の全面改良発表時には、ハイゼットとカーゴの間に半角アキを入れて標記していた[17]。
11. ↑  シャシフレーム前方部分を約100mm延長し、フロントオーバーハングを長くした。これは、衝突規制対応に対応させるためである。ただし、フルラップ衝突のみの対応であり、当然オフセット衝突には設計上対応していない。
12. ↑  ただし、自動車型式認定制度上、およびメーカーサイドではフルモデルチェンジ扱いとなっている。
13. ↑  具体的にはドアアウターパネルのプレスラインの形状の変更、およびフロントフェイスのデザイン、リアビューのデザイン、インパネのデザインの変更（インパネは10代目カーゴとの大半の部品が共通化）が挙げられる。
14. ↑  発色性を上げるため水性中塗りを加え3コート化。
15. ↑  ストロング防錆パック非装着車を除く。
16. ↑  ダークグレー基調→ライトグレー基調に変更。
17. ↑  ただし、一部の地方向けモデルに限りブライトシルバーメタリックやブラックマイカメタリックが設定される場合もある。
18. ↑  かつて、S200系列の派生車アトレー7をスパーキーとしてトヨタにOEM供給していたが、8年3ヶ月ぶりにS200系列の車両をOEM供給することになる。
19. ↑  実際にはガーニッシュ
20. ↑  「エアコン・パワステスペシャル"VS"」、および「ハイルーフ"VS"」での場合。ただし一部特別装備品がベース車に標準装備されている「農用スペシャル"VS"」はメッキグリル、カラードバンパー、格納式テールゲートチェーンの3点、「エクストラ"VS"」はあゆみ板掛けテールゲートのみとなる。
21. ↑  M1型直流モーターと組み合わせたハイブリッドシステムとして搭載される。
22. ↑  車両型式は本来であればS300系であるが、リアコイルサスは型式番号に+20加算されるため、S320系となっている。
23. ↑  後に「平成22年度燃費基準+25%（スペシャルパックまたは寒冷地仕様装着時は「平成22年度燃費基準+20%達成」）」を達成。
24. ↑  「カーゴ ハイブリッド」ではEF型エンジンを継続して搭載。
25. ↑  さらには翌年1月、ミニキャブバンの姉妹車日産・NV100クリッパーのマイナーチェンジでも同様に採用、そのためハイゼット系姉妹車3メーカー＋ミニキャブ系姉妹車2メーカーにより、5メーカーが同様のパーツを採用した車種を販売するという状況が発生した。
26. ↑  10cmフロントスピーカーはベース車に標準装備。
27. ↑  スマアシIII搭載グレードはこの時点ではAT車のみの設定。また、「クルーズ」・「クルーズターボ」はAT車が「クルーズ"SA III"」・「クルーズターボ"SA III"」へ移行となり、MT専用グレードとなる。
28. ↑  7代目ミラ、6代目ムーヴ、3代目タント、ムーヴキャンバス設定色（2017年11月時点）
29. ↑  「スマアシIII」非搭載車はメーカーオプション「ビューティーパック」を選択することで装備される。「デラックス」は「選べるカラーパック」を選択した場合、ブルーのトップシェイドガラスが装備される。
30. ↑  パネルバンは当モデルより型式指定車（持ち込み検査不要）から構造等変更車 （持ち込み検査必要）となったため、型式末尾が「C」から「P」に移行。
31. ↑  ちなみに先代モデルであるS200/201/210/211P型のプラットフォームは軽自動車の（ボディ寸法の）新規格に対応している点を除けば先々代モデルであるS100/110P型からほぼ刷新されていなかったため、実質的に20年7か月ぶりの大規模な刷新となった。
32. ↑  13インチタイヤ装着車を除く。
33. ↑  2代目コペン設定色（2014年9月時点）
34. ↑  ミライース、7代目ミラ、5代目ムーヴ、3代目タント、タントエグゼ設定色（2014年9月時点）
35. ↑  ミラココア、ムーヴコンテ/ムーヴコンテカスタム設定色（2014年9月時点）
36. ↑  なお、「ホワイト」以外の7色は後述の「選べるカラーパック」で設定可能、「トニコオレンジメタリック」と「オフビートカーキメタリック」は9月末販売開始。
37. ↑  2015年4月に燃費基準の区分変更に対応し、「スタンダード"エアコン・パワステレス"」・「スタンダード」・「エクストラ」の2WD・4AT車は「平成27年燃費基準+15%」、「スタンダード"エアコン・パワステレス"」・「スタンダード」・「エクストラ」の5MT車、「スタンダード"農用スペシャル"」、「ハイルーフ」・「ジャンボ」の4AT車は「平成27年度燃費基準+5%」をそれぞれ達成
38. ↑  「スタンダード」の2WD車、および「エクストラ」の2WD車での場合。なお、「スタンダード」の4WD車は20.8km/L（JC08モード燃費）となり、「ハイルーフ」の2WD車/4WD車、および「ジャンボ」の2WD車はいずれも20.4km/L（JC08モード燃費）となる。
39. ↑  2015年4月の燃費基準の区分変更に伴い、平成27年度燃費基準+15%となる
40. ↑  ベース車に標準装備されている「エクストラ」と「ジャンボ」についても、フォグランプベゼルがメッキからゴールドに変更され、インテグレートCD・AM/FM付ステレオにゴールドのカラープレートが装着された。
41. ↑  ミライース、ムーヴコンテ/ムーヴコンテカスタム設定色（2015年10月時点）
42. ↑  ミラココア、ムーヴコンテ設定色（2015年10月時点）
43. ↑  MT車は誤発進抑制制御機能(前方)を非装備。
44. ↑  なお、パックへの装備追加は「スマアシIIIt」非搭載車のみで、「スマアシIIIt」搭載車は前述のとおり標準装備となる。
45. ↑  「エクストラ"SA IIIt"」・「ジャンボ」・「ジャンボ"SA IIIt"」は「スタイリッシュパック」相当の装備品が標準装備されている。
46. ↑  ダンプシリーズ全種類とコンパクトテールリフトの「スマアシIIIt」搭載グレードでは、誤発進抑制制御機能が前方のみとなる。
47. ↑  先述の9代目中期型以降のハイゼットトラック同様、自動車型式認定制度上、およびメーカーサイドではフルモデルチェンジ扱いとなっている。
48. ↑  具体的にはドアアウターパネルのプレスラインの形状の一部変更、およびヘッドランプを含むフロントフェイス、およびテールランプを含むリアビュー、インパネ等の各部デザインの変更（インパネは11代目カーゴとの大半の部品が共通化）が挙げられる。
49. ↑  CVT車は当時未設定
50. ↑  「エクストラ」と「ジャンボ エクストラ」に標準装備、「ジャンボ スタンダード」及びスマアシ非装着車を除く「スタンダード」・「スタンダード"農用スペシャル"」・「ハイルーフ」には他の装備とのパックオプション「省力パック」にてメーカーオプション設定
51. ↑  別途ディーラーオプションのフルセグTVフィルムアンテナの装着が必要
52. ↑  ただし、「スタンダード（スマアシ非装着車）」に限り、注文時にメーカーオプションとしてエアコンレス仕様にすることが可能。
53. ↑  メーカーオプションのスマホ連携ディスプレイオーディオを装着した場合、バックモニターはディスプレイ上に表示される
54. ↑  ただし、同OEMのスバル・サンバートラックのみ同年2月27日に一部仕様変更を実施。
55. ↑  フロントバンパーの寸法は元となった10代目ハイゼットトラック用のフロントバンパーと同一の寸法であるが、ナンバープレートの形状・寸法の違いの関係上、フロントバンパーの意匠も若干異なっている。
56. ↑  先述の2021年12月改良型10代目ハイゼットトラックとキャッチコピーを共有。
57. ↑  先述の2021年12月改良型10代目ハイゼットトラックとCMソングを共有。
58. ↑  キーフリーシステム&プッシュボタンスタートと両側スライドドアイージークローザーは「クルーズ」のCVT車および「クルーズターボ」・「デッキバンG」に標準装備、「デラックス」のCVT車にパックオプション「省力パック」としてメーカーオプション設定。両側パワースライドドアは「クルーズ」のCVT車と「クルーズターボ」にポップアップ機構付リアガラスとセット、「デッキバンG」にパックオプション「LED・パワースライドドアパック」としてそれぞれメーカーオプション設定